# Arquitectura nabatea
L'arquitectura nabatea es refereix a la construcció tradicional dels nabateus, un antic poble  que va habitar el nord d'Aràbia i el Llevant. Els seus assentaments, amb la suposada capital de Raqmu, l'actual Petra d'Aràbia, a Jordània, donà el nom de Nabatene a l'espai que s'estenia des de l'Èufrates fins a la mar Roja. La seua producció arquitectònica fou notable pels seus temples i tombes, i els més famosos es troben a Petra. L'estil sembla ser una barreja d'influències mesopotàmiques, fenícies i hel·lenístiques adaptades al gust arquitectònic àrab. Petra, la capital del Regne de Nabatea, és tan famosa ara com ho fou en l'antiguitat per les seues tombes i temples excavats en la roca. La majoria de restes arquitectòniques nabatees, que daten del segle i aC al segle ii, són molt visibles i estan ben conservades, amb més de 500 monuments a Petra, a l'actual Jordània, i 110 tombes ben preservades en el paisatge desèrtic d'Hegra, ara en l'actual Aràbia Saudita.  Gran part de l'arquitectura supervivent fou tallada en penya-segats rocosos, per la qual cosa les columnes en realitat no suporten res, sinó que s'empren amb finalitats ornamentals. A més a més dels llocs més famosos de Petra, també hi ha complexos nabateus a Obodes (Avdat) i complexos residencials a Mampsis (Kurnub) i el Temple de Khirbet et-Tannur.
Els assoliments dels nabateus en tecnologia hidràulica van augmentar el nivell de vida dels habitants de la capital de l'antic regne nabateu. Citada entre les més poderoses de l'Aràbia preislàmica, Petra tenia fama i prosperitat pels seus edificis excavats i esculpits en les roques; i sobretot gràcies al seu extraordinari sistema hidràulic, construït al llarg dels segles, que li permeté desenvolupar-se al bell mig d'un desert inhòspit i arribar a ser una cruïlla estratègica a mig camí entre el golf d'Àqaba i la mar Morta, en un punt en què la Ruta de l'Encens d'Aràbia a Damasc era travessada per la ruta terrestre de Petra a Gaza. Aquesta posició donà als nabateus el control sobre el comerç al llarg de la Ruta de l'Encens.
Malgrat que el regne nabateu es va convertir en un estat client de l'Imperi Romà en el segle i aC, fins al 106 no va perdre la independència. Petra va caure davant els romans, que van annexionar-se la Nabatea i la van rebatejar com a Arabia Petraea. La importància de Petra va declinar a mesura que van sorgir rutes comercials marítimes. El terratrèmol de l'any 363 provocà la fi del creixement de la ciutat i del manteniment de la xarxa hidràulica que havia sobreviscut a l'època de domini romà, sobretot les cisternes d'emmagatzematge i els aqüeductes, part dels quals foren destruïts i ja no permetien el subministrament d'aigua als edificis i banys termals parcialment destruïts. En l'era romana d'Orient s'hi construïren esglésies cristianes, però la ciutat continuà decaient i, a començament de l'era islàmica, fou abandonada i només hi residien temporalment un grapat de nòmades. Va romandre desconeguda per a la resta del món, fins que el 1812 Johann Ludwig Burckhardt la va redescobrir.
Algunes antigues ciutats i ruïnes nabatees s'han declarat Patrimoni de la Humanitat de la UNESCO: Petra, a Jordània (1985); la Ruta de l'encens - Ciutats del desert de Néguev, a Palestina (2005) —un conjunt de quatre ciutats: Avdat, Haluza, Mamshit i Xivtà, a més de fortaleses i paisatges agrícoles—; i «el jaciment arqueològic d'Al Hijr–Madain Salih», a l'Aràbia Saudita (2008).

## Tipus d'arquitectura

### Arquitectura religiosa
L'arquitectura religiosa estava representada principalment pels temples nabateus, amb models arquitectònics diferents, construïts per adaptar-se als rituals d'adoració, sobretot el Gran Temple i el Temple dels Lleons Alats.
Els nabateus edificaren molts santuaris per a la pràctica religiosa. Coneguts com a «llocs alts», els santuaris, temples i altars solien ser construccions a l'aire lliure situats a la part alta de les muntanyes properes. Foren dedicats a l'adoració del mateix déu, i seria la manera en què duien a terme l'adoració la que variaria d'un lloc a un altre. L'ofrena consistia en béns materials, aliments, però també sacrificis d'animals d'animals, i potser d'humans. El regne nabateu es pot considerar dividit en cinc regions religioses, cadascuna amb centres religiosos d'importància: el Nègueb i el Hijaz, el Hauran, el centre i sud de Jordània i el nord-oest d'Aràbia Saudita. Tots aquests llocs religiosos es troben ara en diferents estats de conservació, la qual cosa dificulta saber quines deïtats haurien estat adorades en cada santuari, altar o temple en concret. També és difícil conéixer els detalls de les pràctiques de culte, i això significa que només se'n poden fer especulacions.

#### L'àrea del Nègueb i el Hijaz

##### Xivtà
Situada uns 40 km al sud-oest de Beerxeba, es troba la ciutat de Xivtà, una de les principals ciutats del regne nabateu. S'han trobat molt poques restes arqueològiques de qualsevol mena de culte, temples, santuaris o altars nabateus. S'ha trobat una certa evidència de l'adoració de Dushara.

Avdat

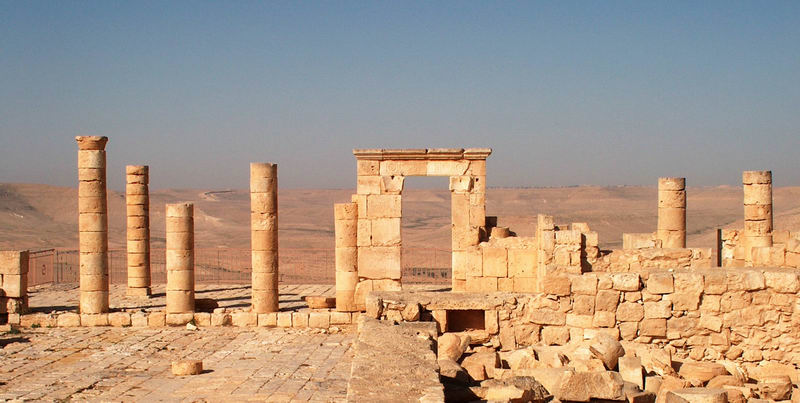
Temple d'Obodes

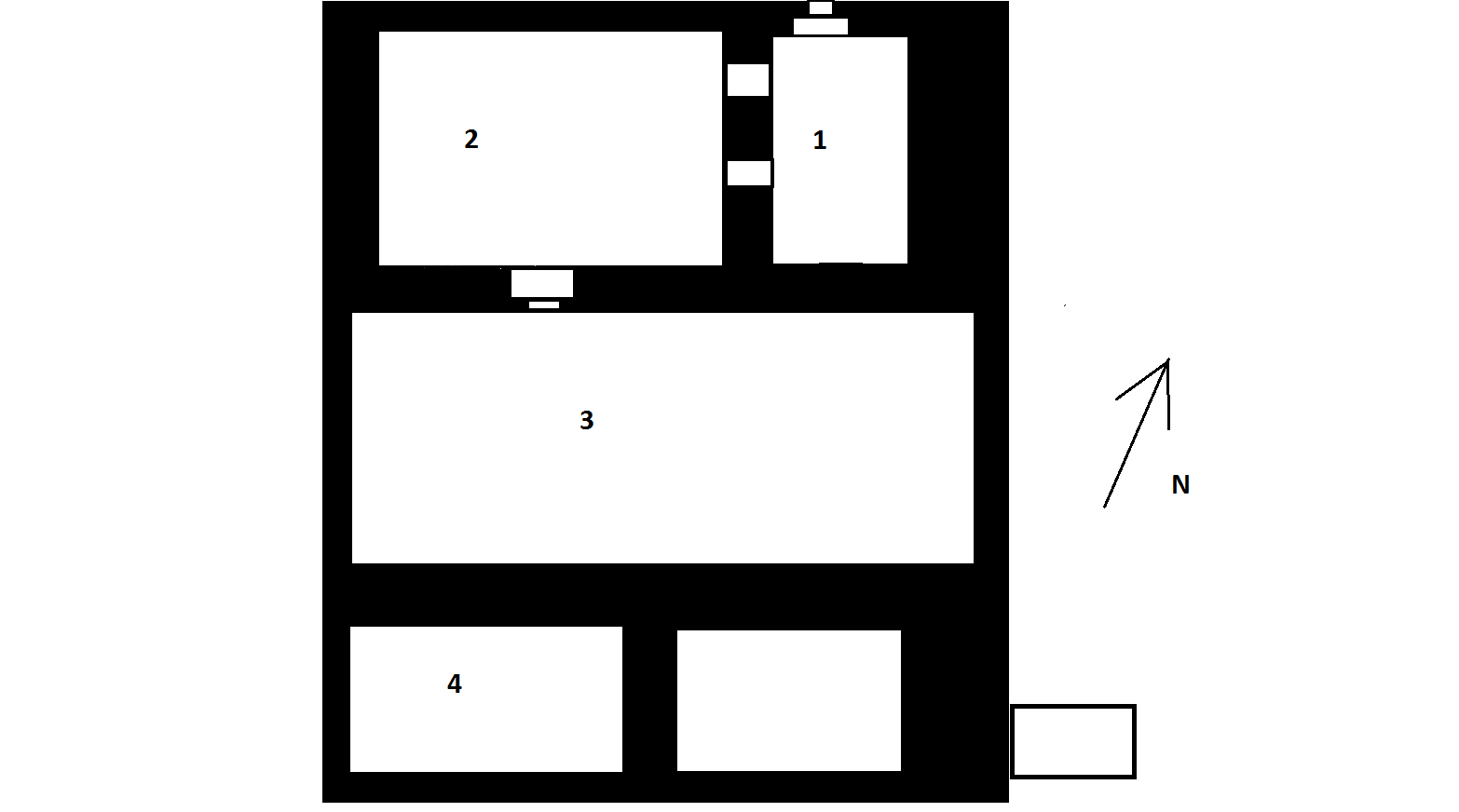
Disposició del temple

El conjunt d'edificis conegut com a Temple d'Obodes es troba en l'acròpoli de la ciutat. El temple es va dedicar al deïficat rei nabateu Obodes I, i es troba a l'est d'altres dos edificis: una capella cristiana i un segon temple conegut com a Temple occidental. El temple dedicat al culte del rei Obodes es va fer amb pedra calcària dura l'any 9 abans de la nostra era, durant el regnat d'Obodes II. És una edificació tripartida: consta d'un pòrtic, un saló i un adytum; les dimensions generals són 14 × 11 m.

L'edifici estava dividit en quatre cambres. La primera i la segona sala eren subdivisions desiguals de l'adytum; la primera sala era l'oriental, que és la més petita de les dues i feia 3 × 4 m. La segona habitació era l'occidental i feia 5 × 4 m.

Restes arqueològiques a Avdat
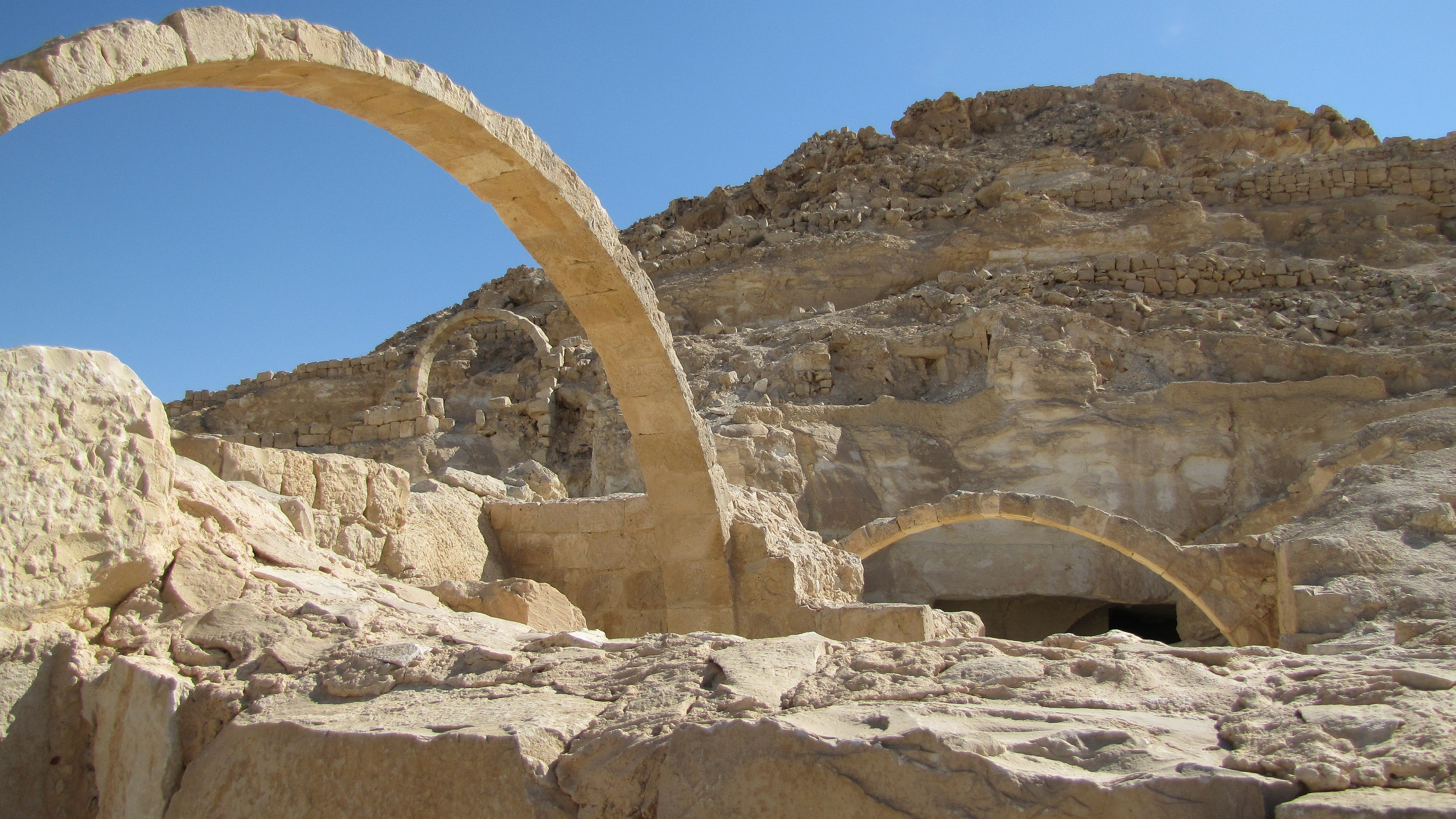
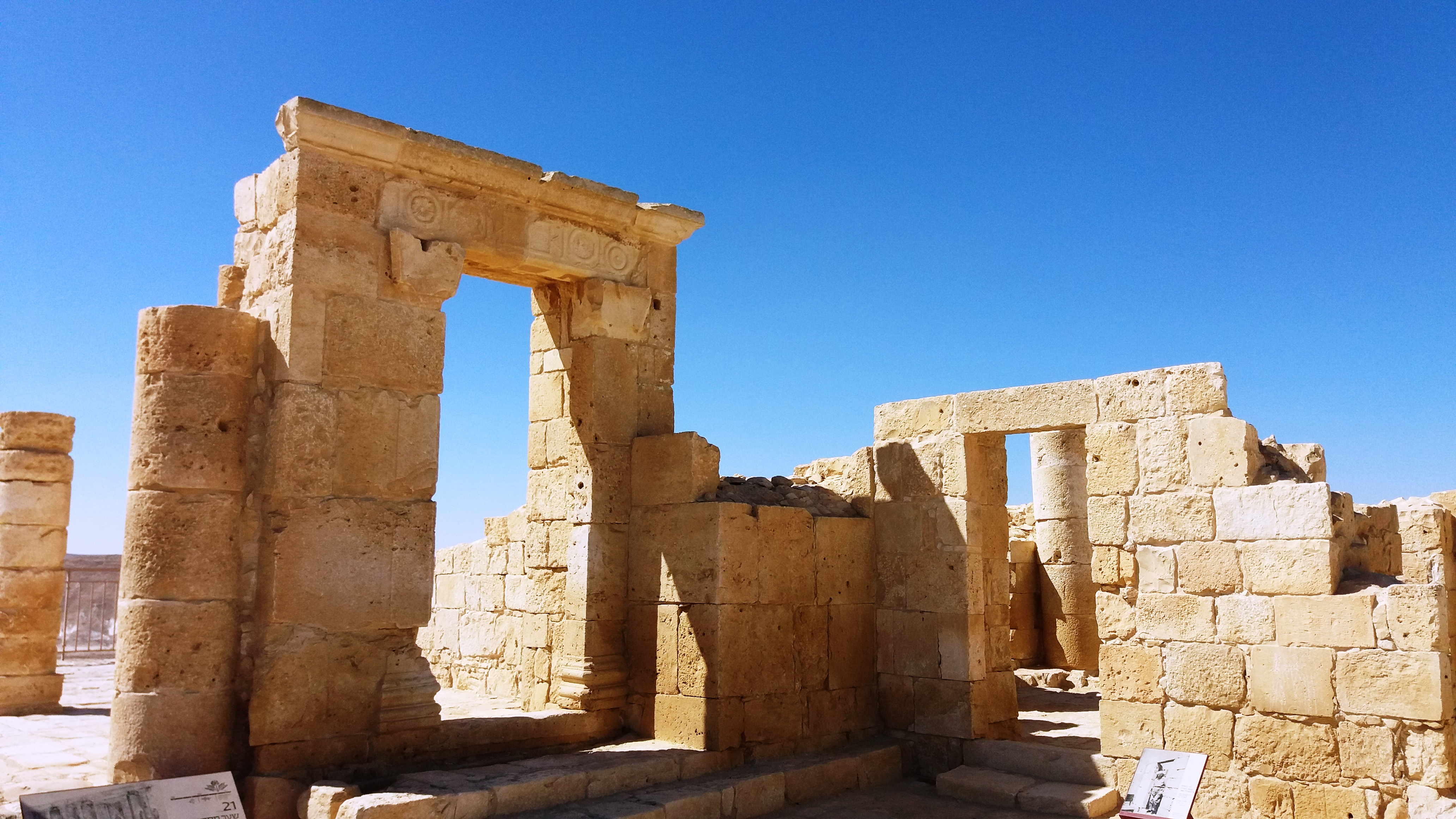
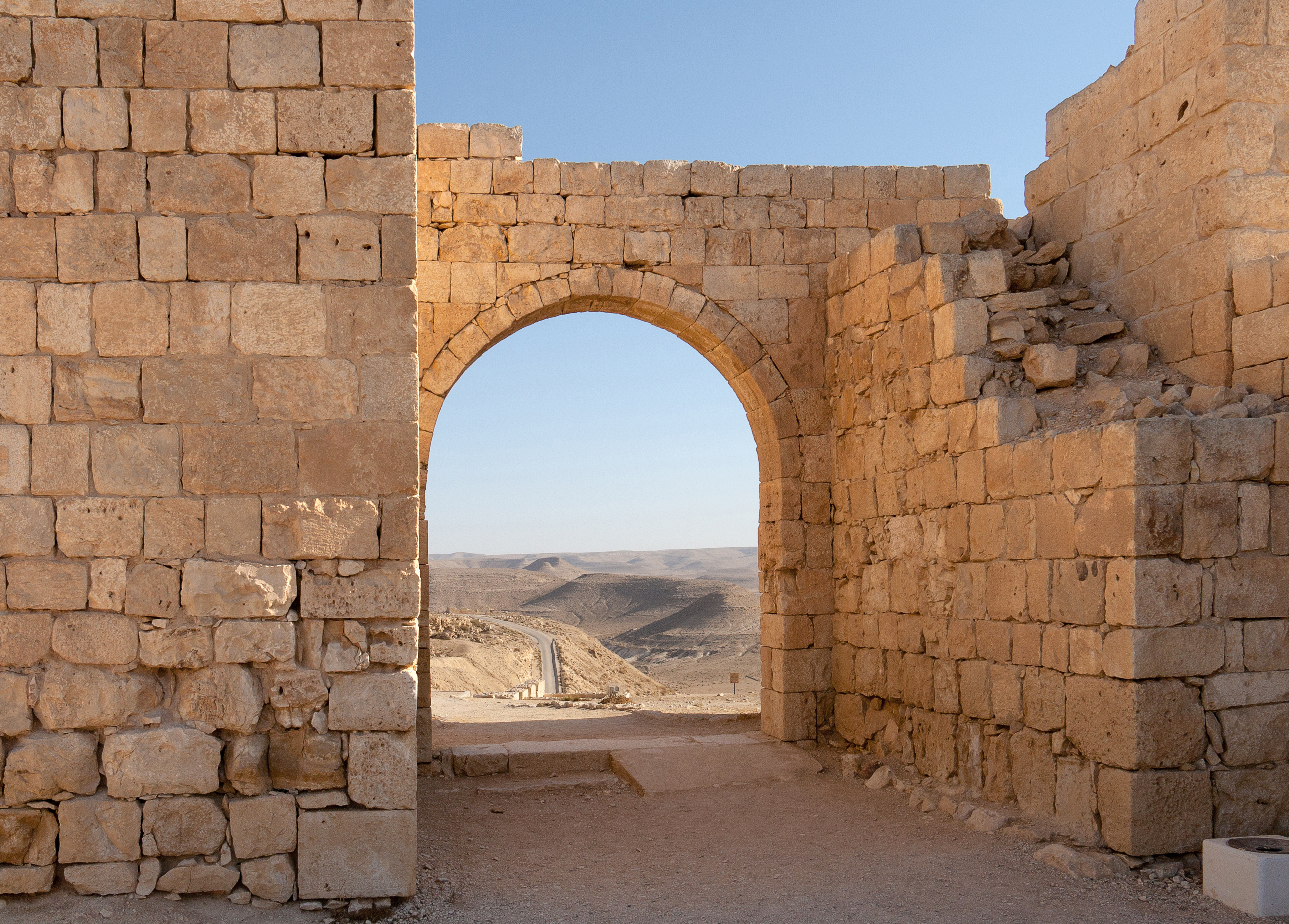
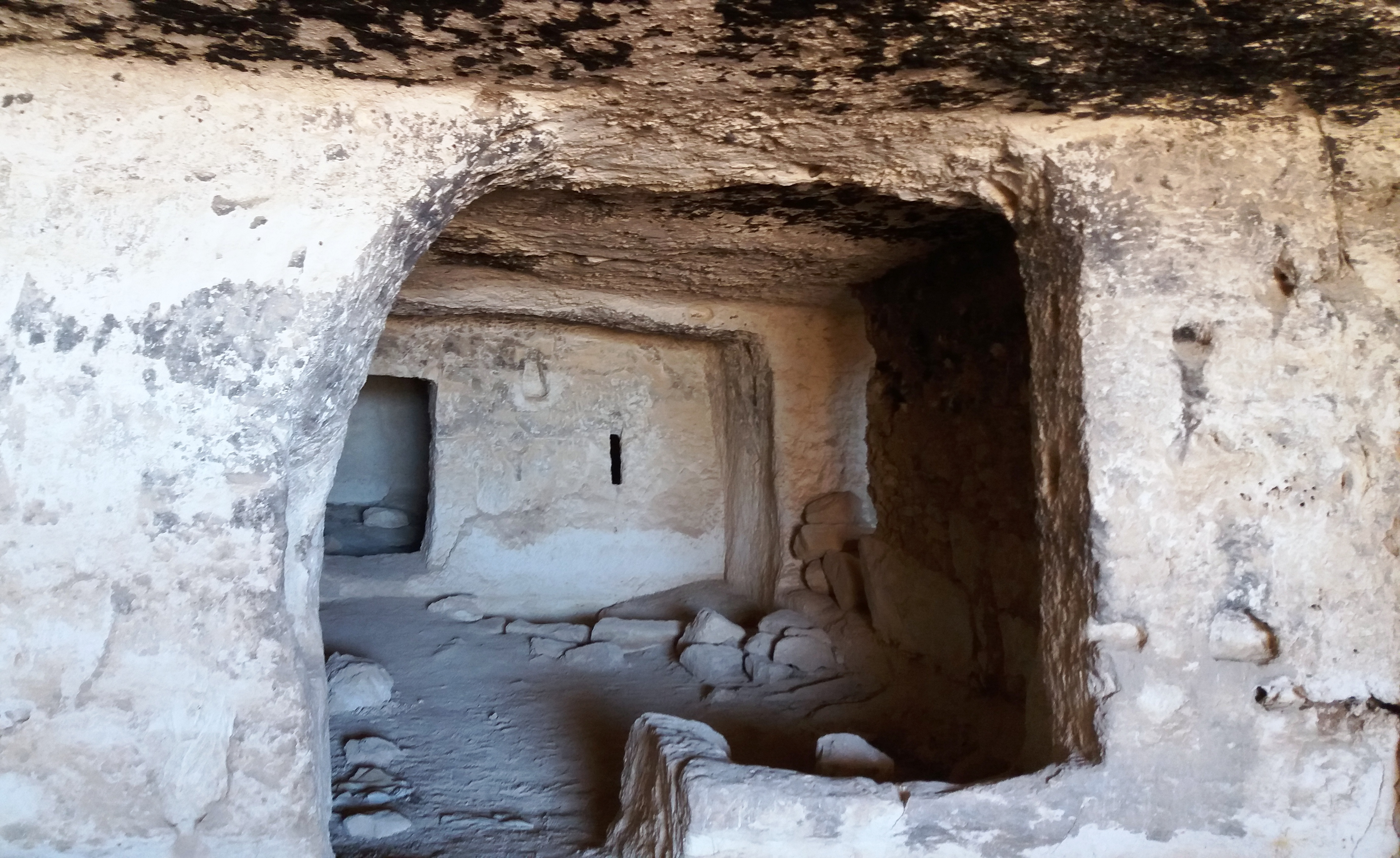
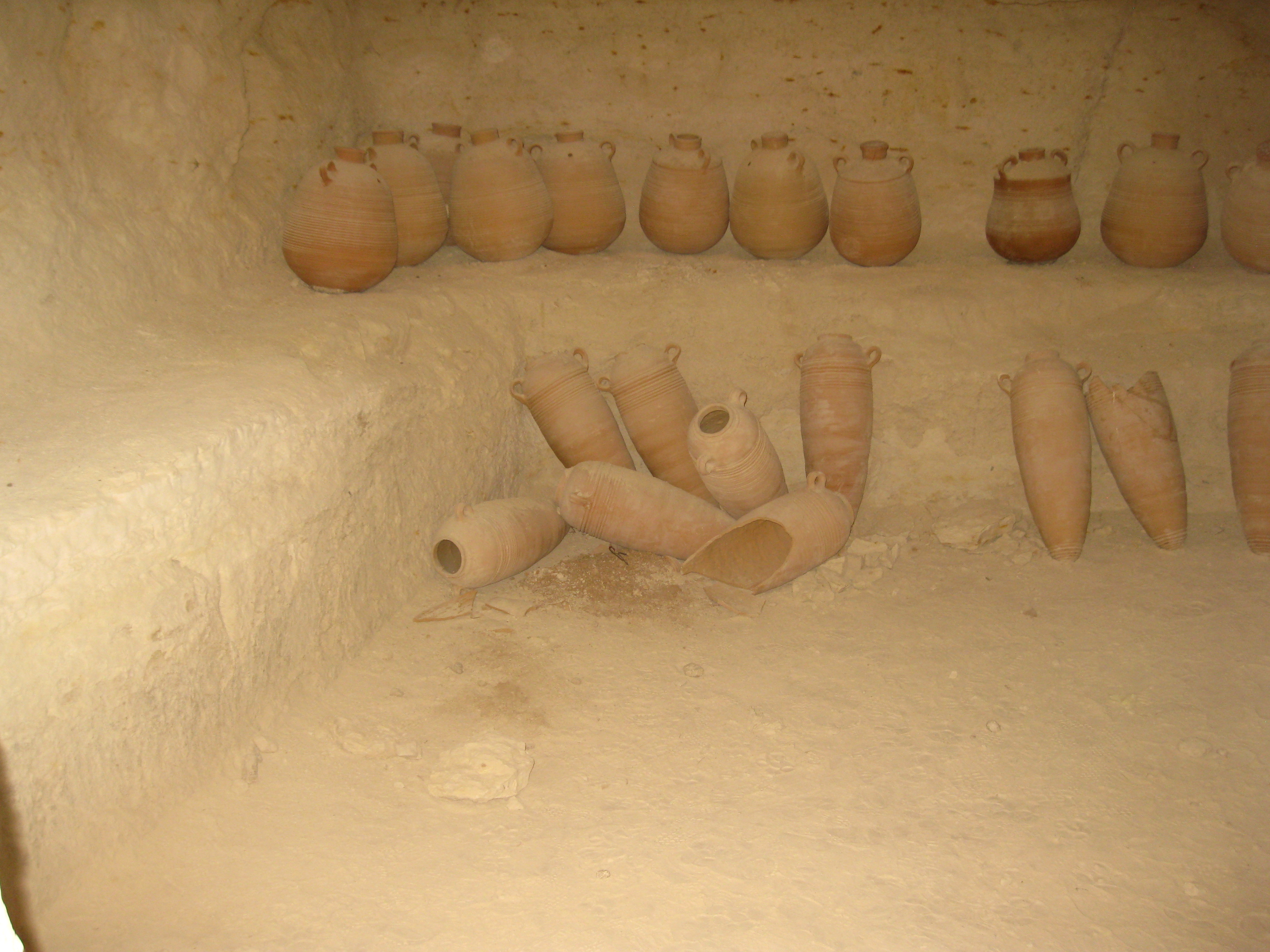

La tercera habitació devia ser un vestíbul (hekhal), una forma oblonga que feia 8 m i que ara està totalment coberta per un talus. La quarta cambra era el pòrtic ('ulam), dividit en dos compartiments, un a l'oest, que feia 4 × 4 m, i l'altre a l'est, d'uns 4 × 4,5 m dividits per un mur de 60 cm.  L'habitació occidental tenia dos nínxols que podrien haver contingut les imatges de dos déus nabateus, Al·lat i Dushara. L'altra habitació tenia un únic nínxol, més gran, on es creu que s'adoraria la imatge d'Obodes. El temple fou construït com el seu lloc de descans etern i el centre d'adoració del seu culte.

##### Rawwafah
Situada a 300 km de Petra, s'hi ha descobert un únic temple d'estil nabateu. La inscripció de la llinda data el temple després de la caiguda del regne nabateu.

Restes arqueològiques d'Al-Rawwafah
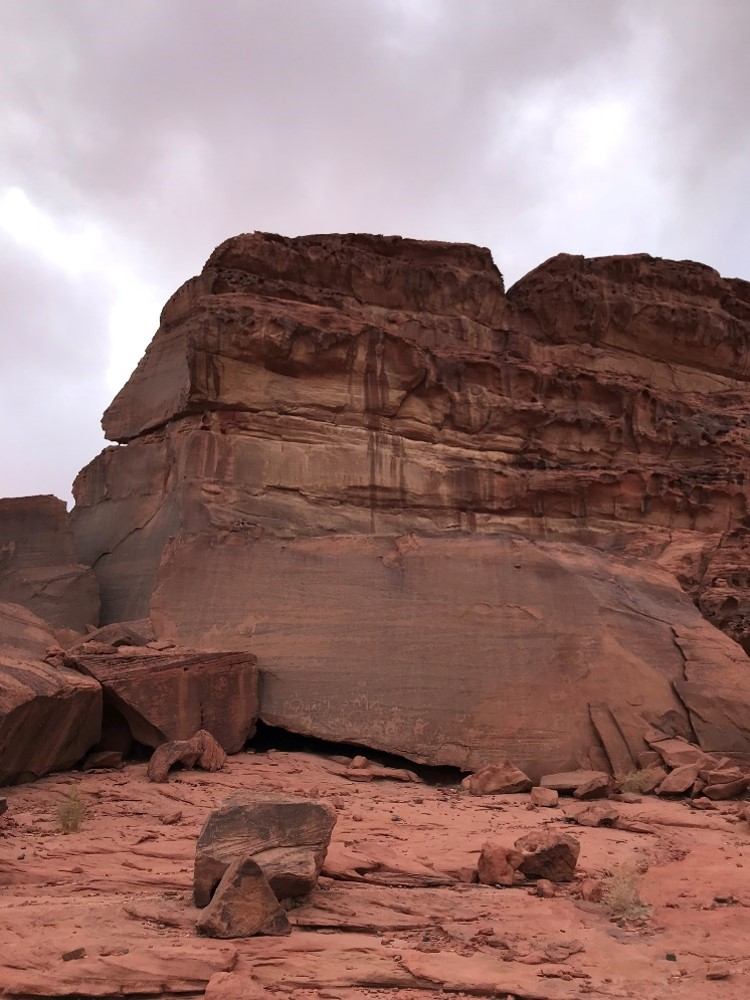
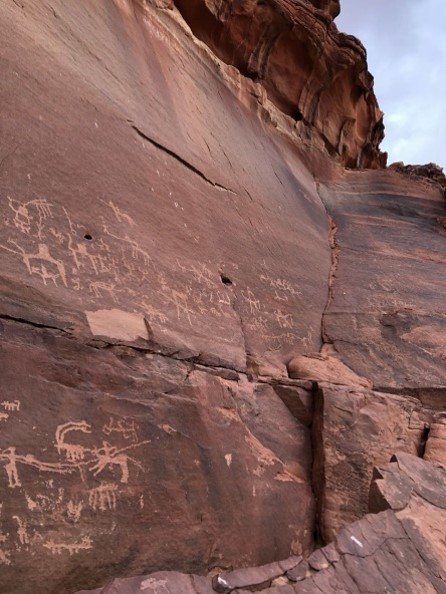
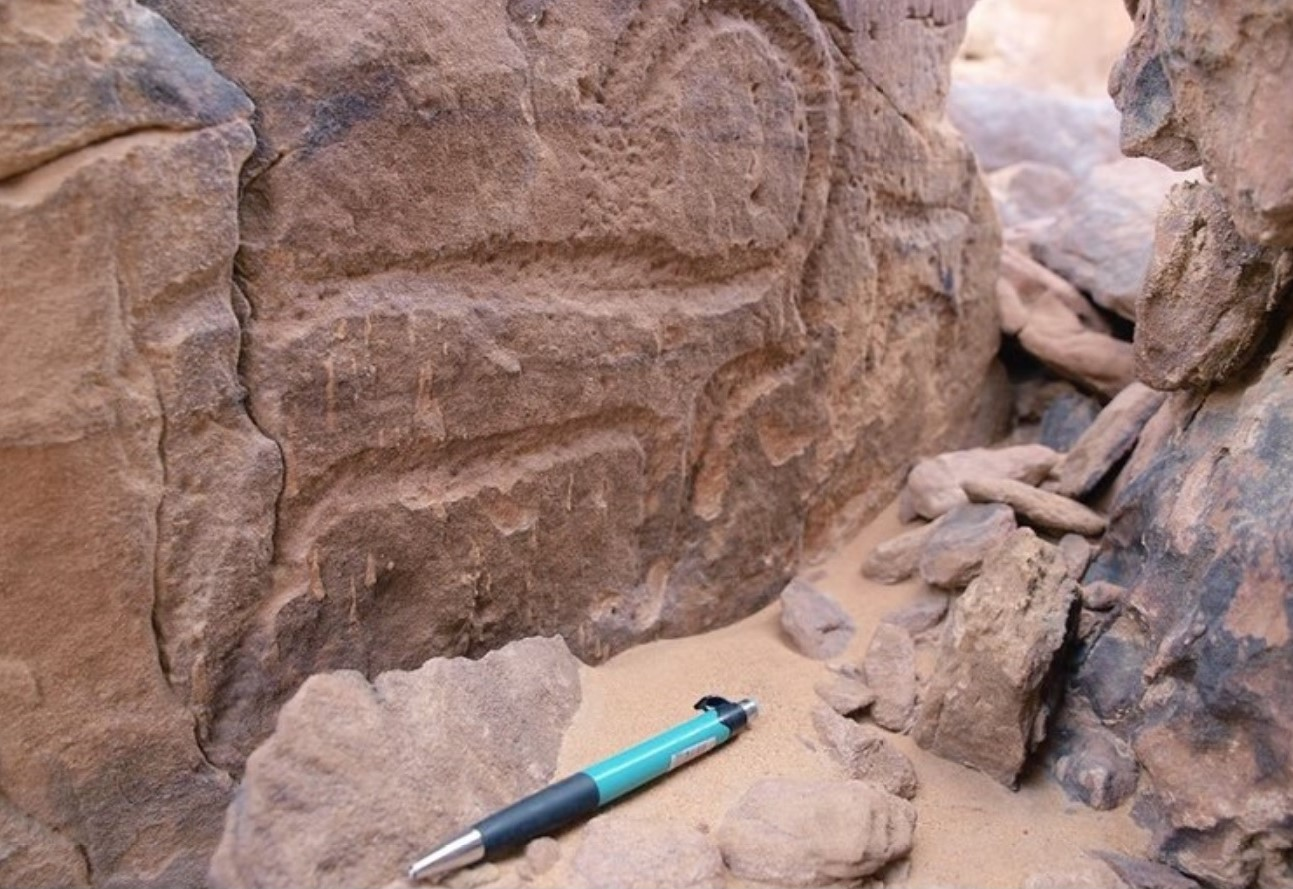

##### Mampsis

Restes arqueològiques de Mampsis
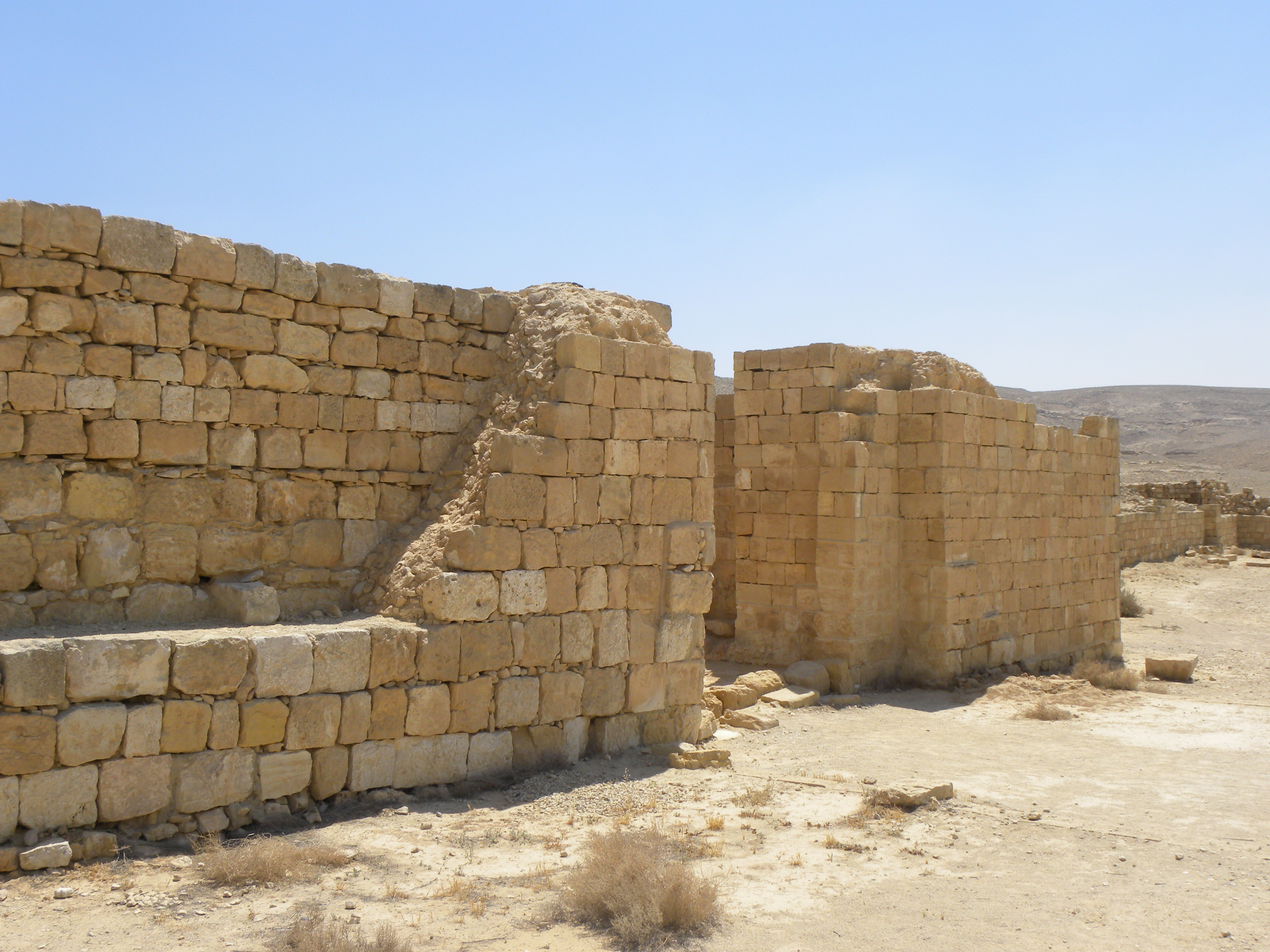
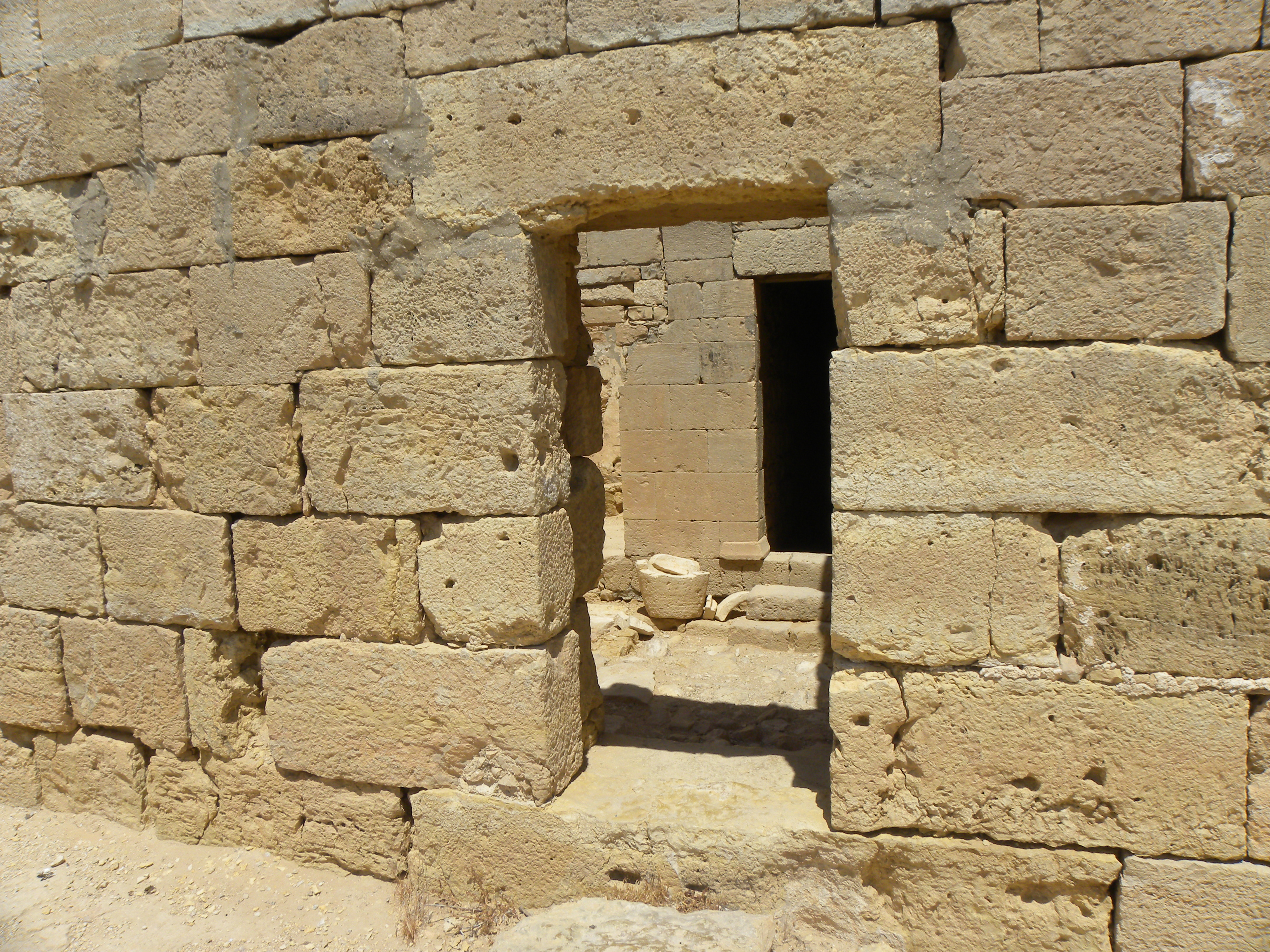
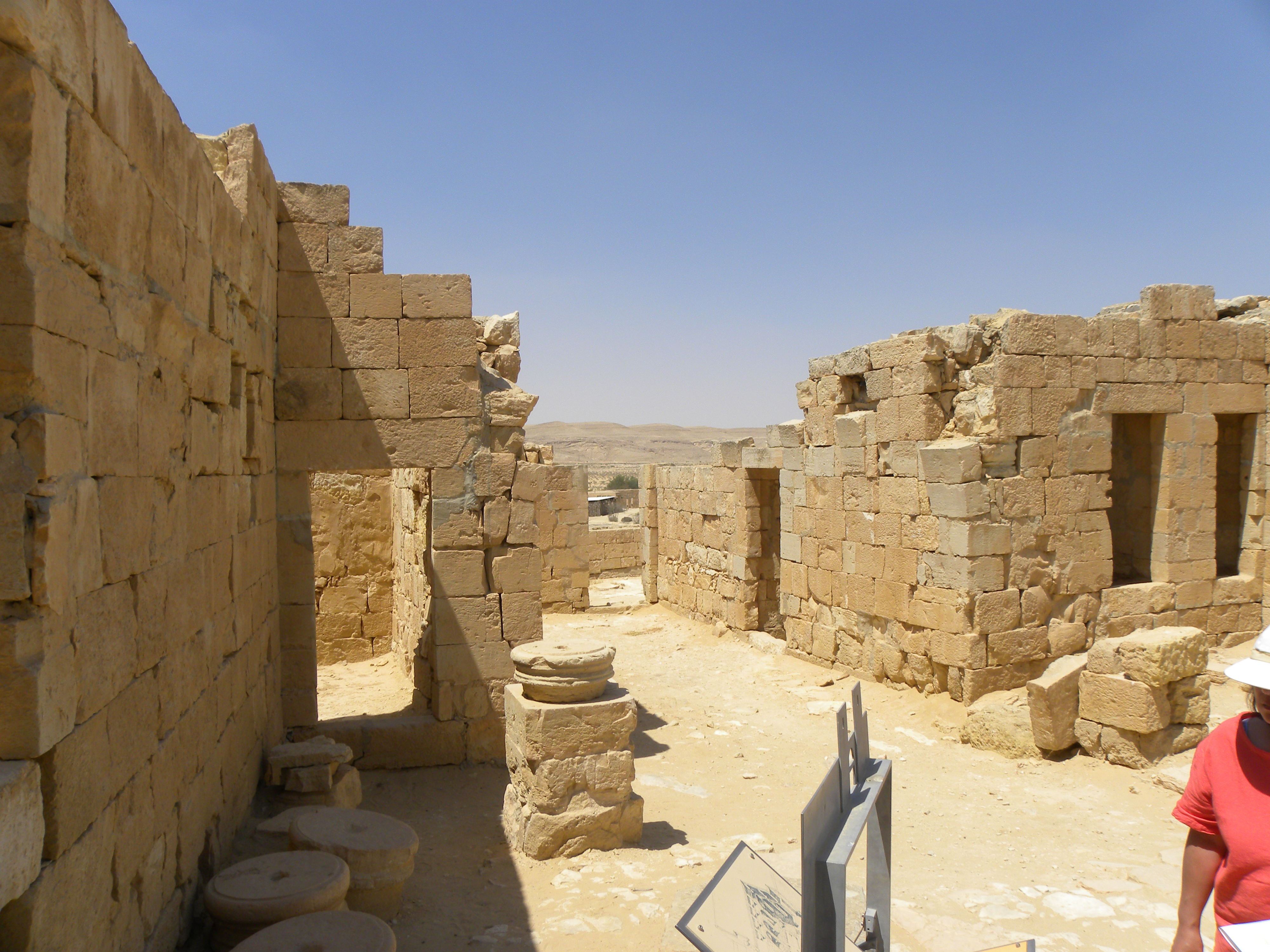
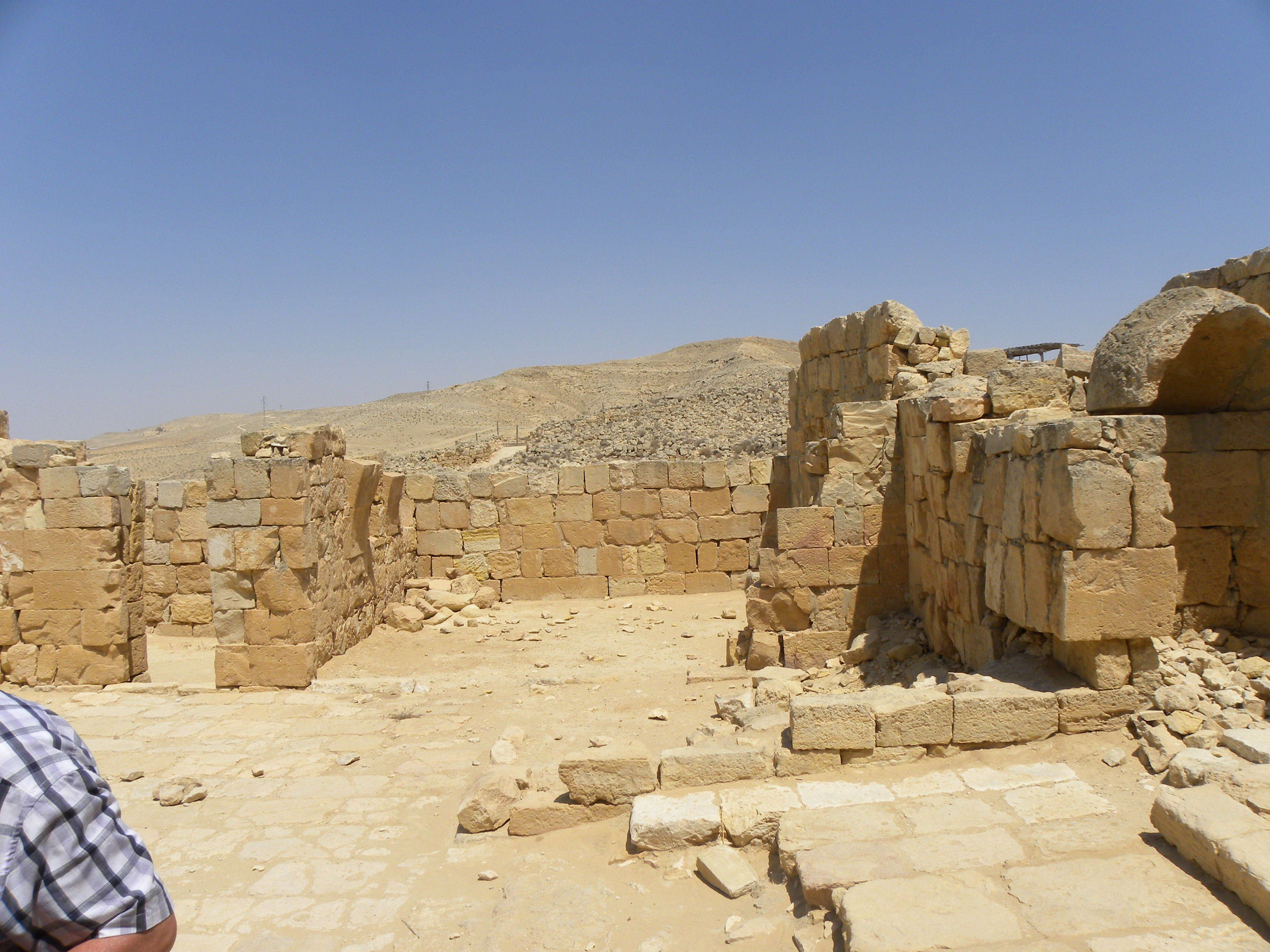
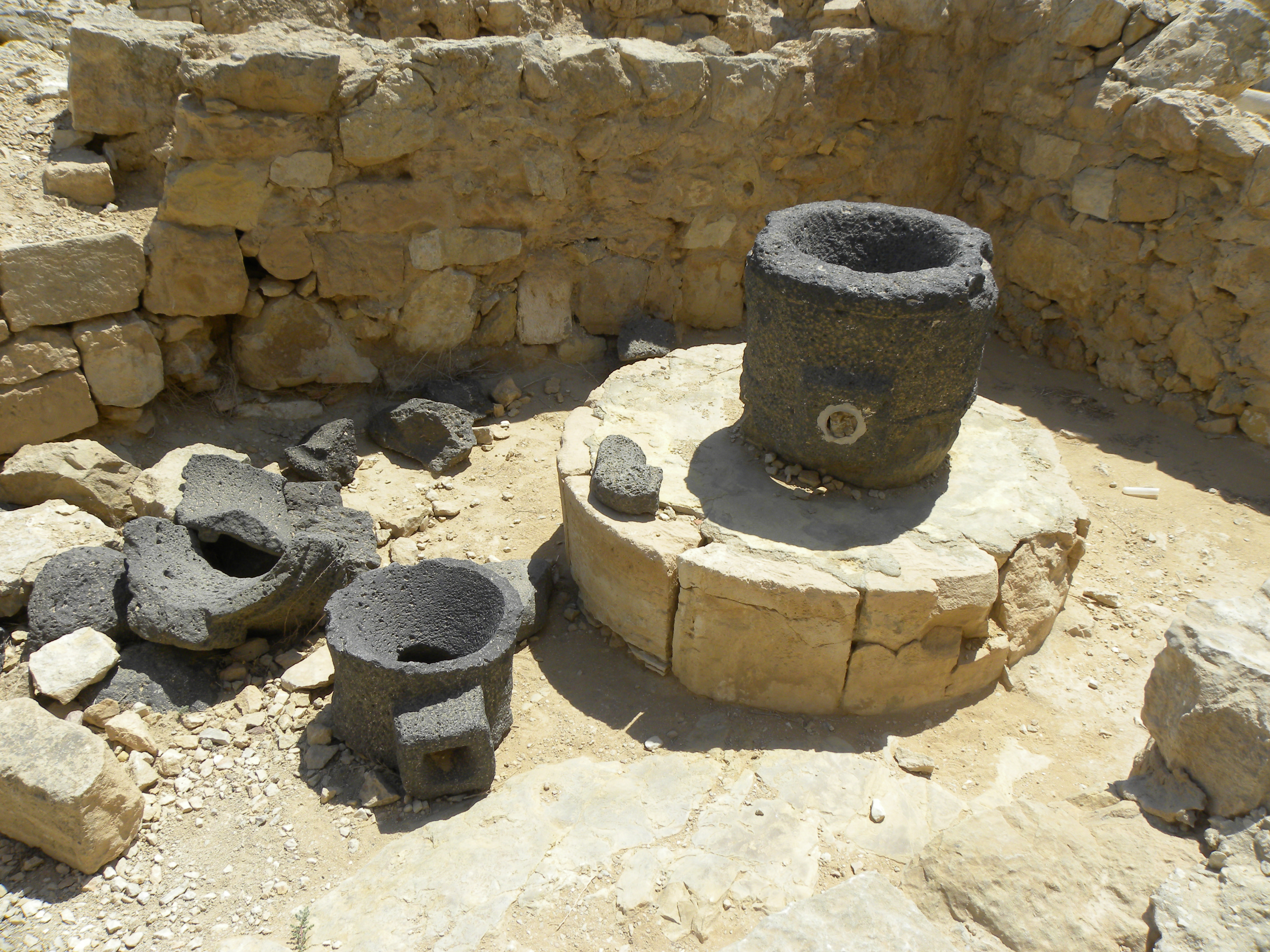

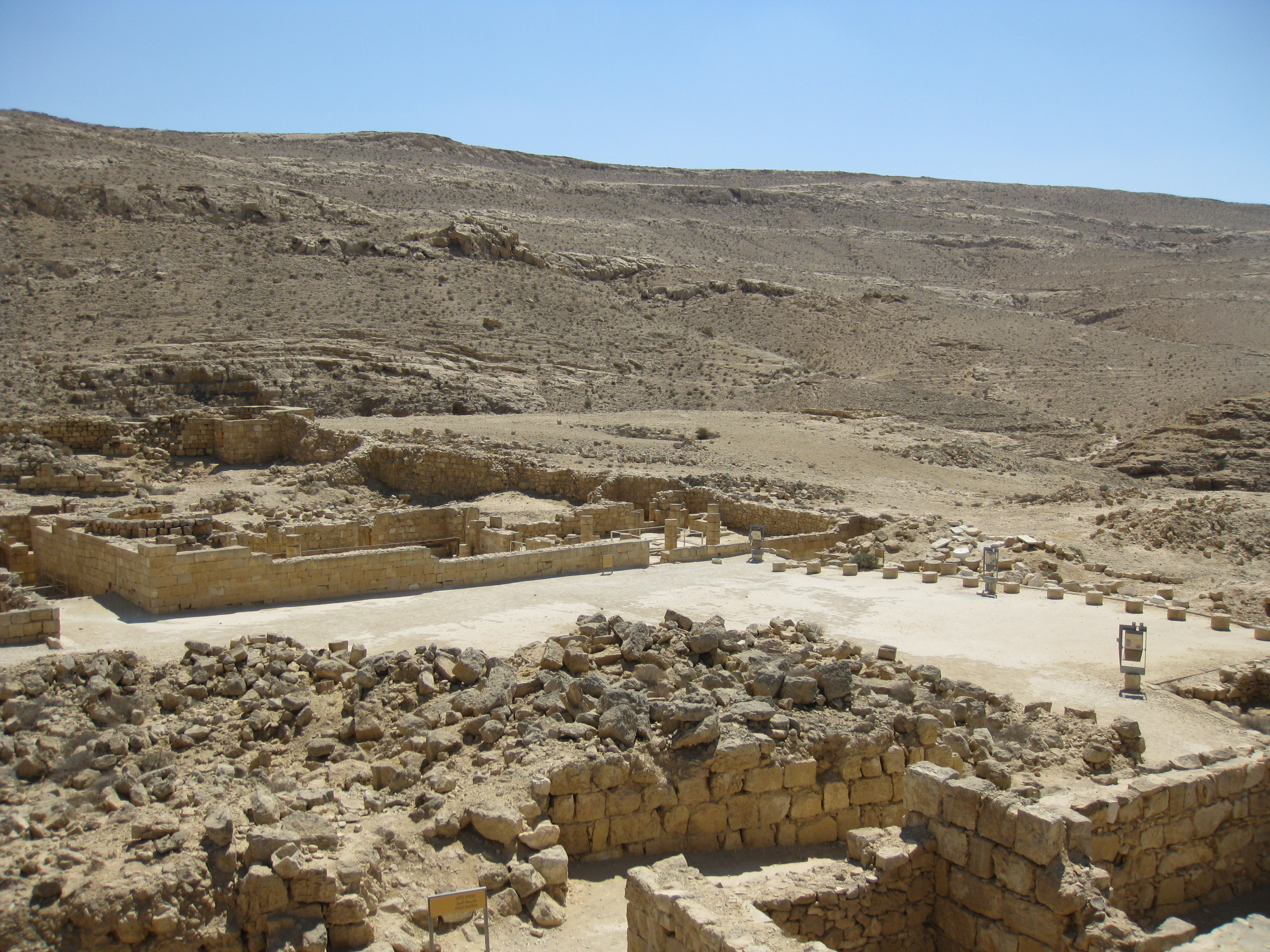
Mamshit

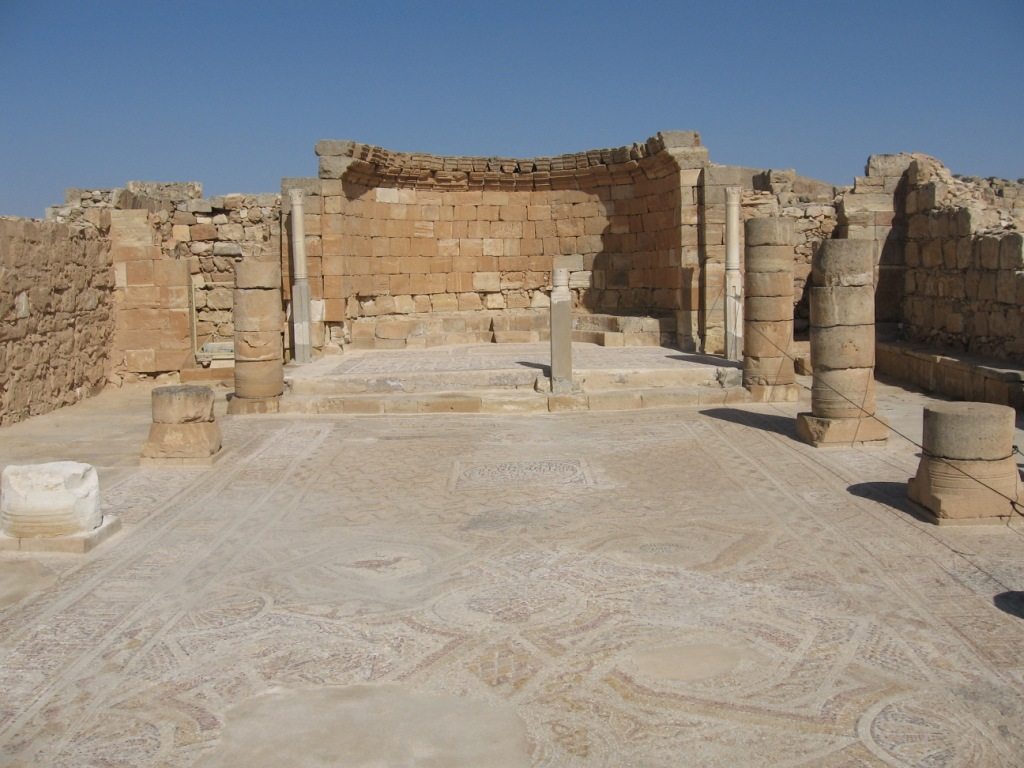
Mamshit

Mampsis (grec medieval: Μάμψις) o Memfis (grec antic: Μέμφις), hui Mamshit, a Palestina, fou una antiga parada de caravanes nabatea i després una ciutat romana d'Orient. En el període nabateu, Mampsis era una estació important en la Ruta de l'Encens, que connectava el sud d'Aràbia per Edom, la vall Araba i Ma'ale Akrabim, amb els ports de la Mediterrània, així com amb Jerusalem per Beerxeba i Hebron. La ciutat té 4 ha i és la ciutat antiga més petita però més ben conservada del desert de Nègueb. Les cases que alguna vegada serien luxoses tenen una arquitectura inusual que no es troba pas en cap altra ciutat nabatea.
La ciutat reconstruïda permet fer-se una idea de com era Mampsis. Carrers sencers n'han sobreviscut intactes i també hi ha grans grups d'edificis nabateus amb cambres obertes, patis i terrasses. Les pedres estan acuradament tallades i els arcs molt ben construïts.

La Ruta de l'Encens - Ciutats del desert de Nègueb, incloses Mampsis, Haluza, Avdat i Xivtà, foren declarades Patrimoni de la Humanitat per la UNESCO el juny del 2005.

Restes arqueològiques de Mampsis
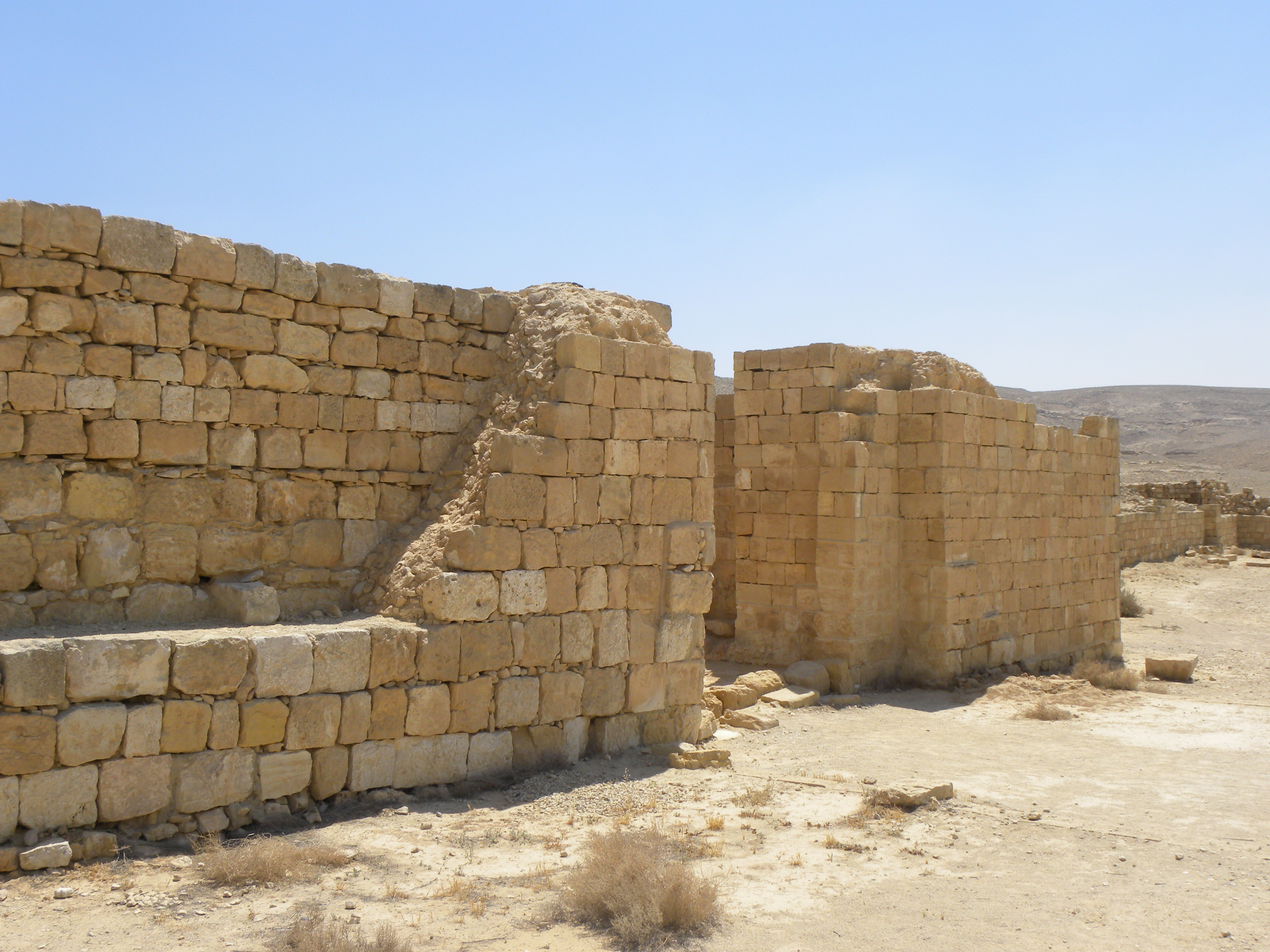
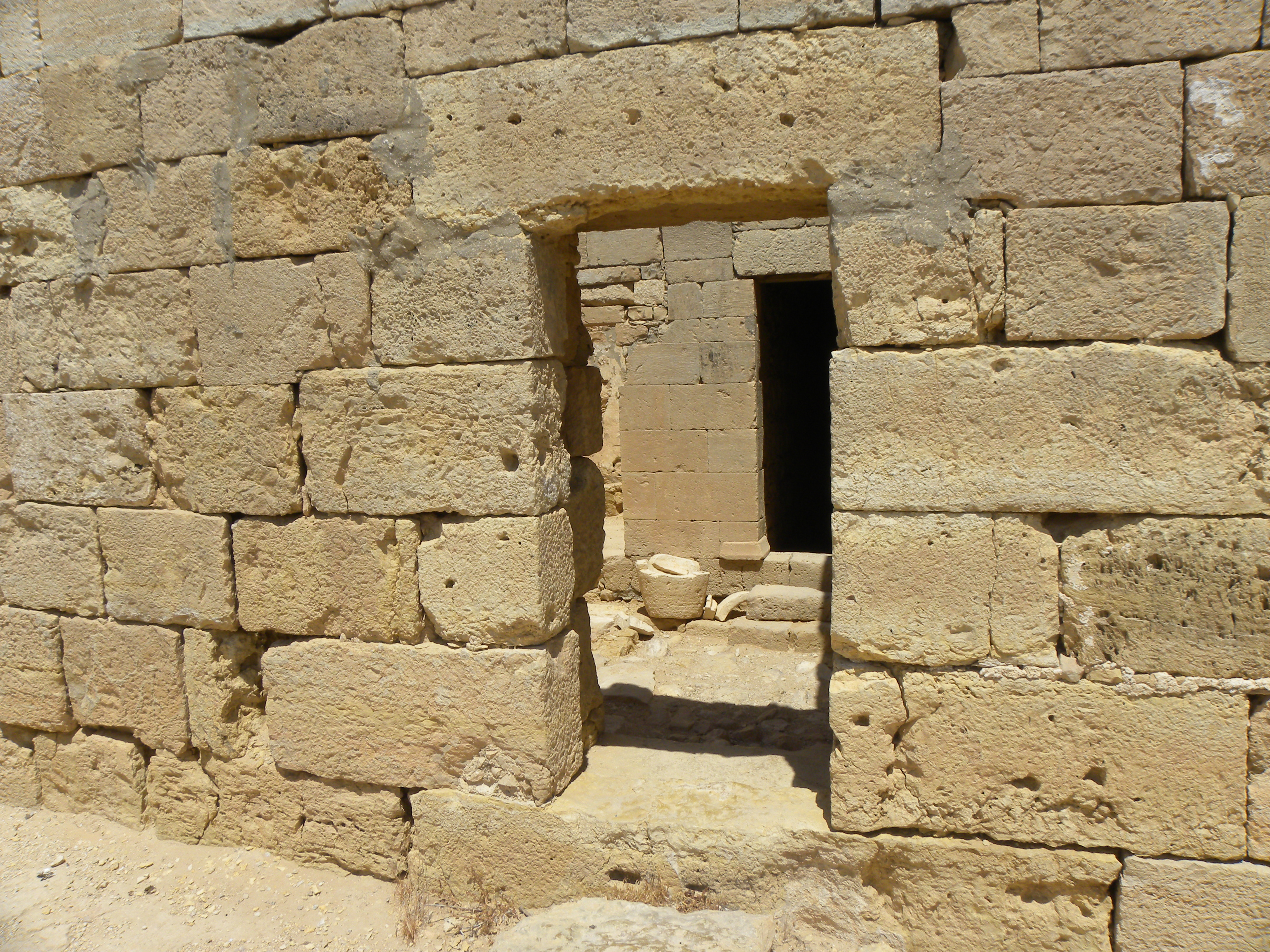
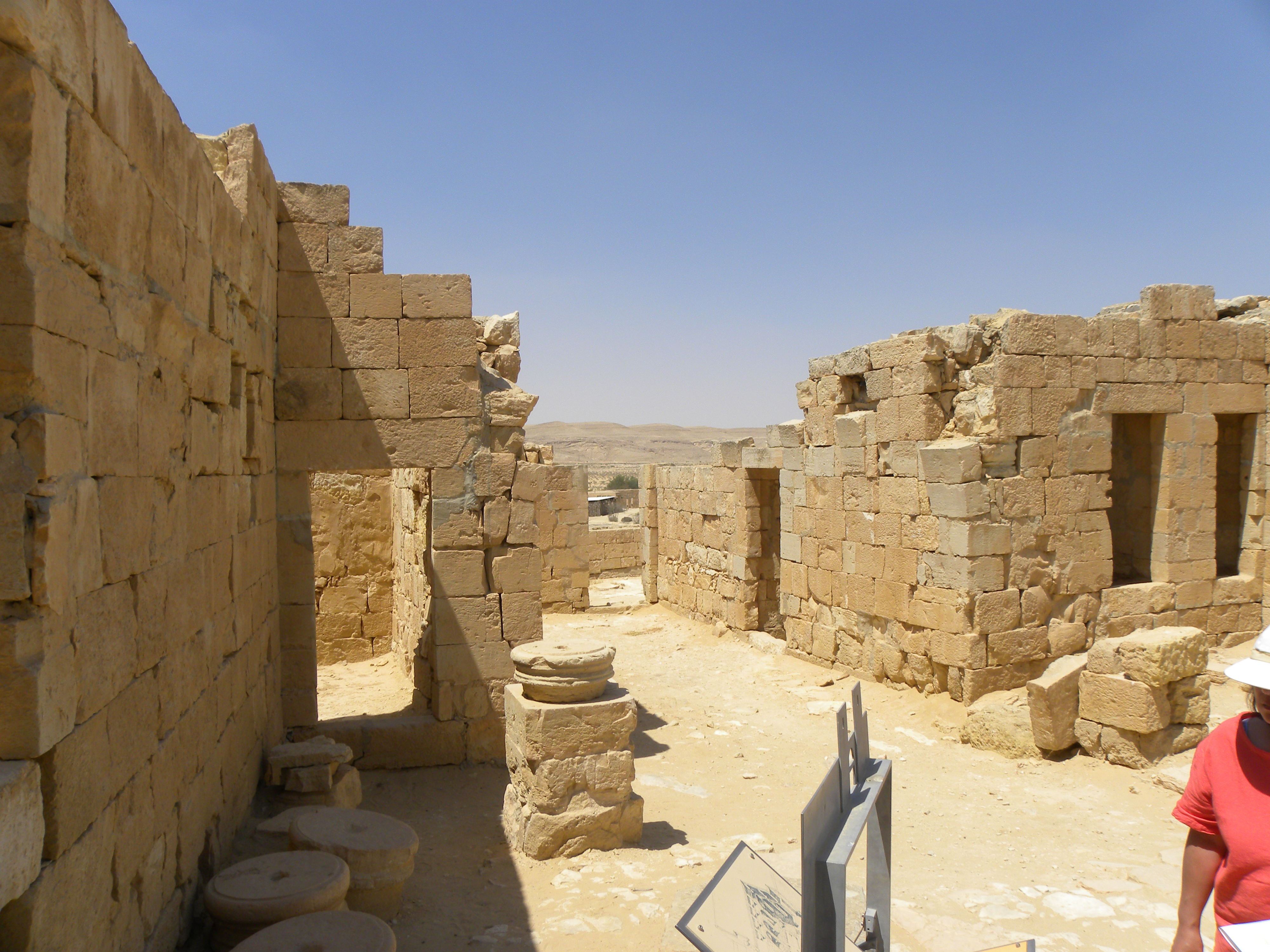
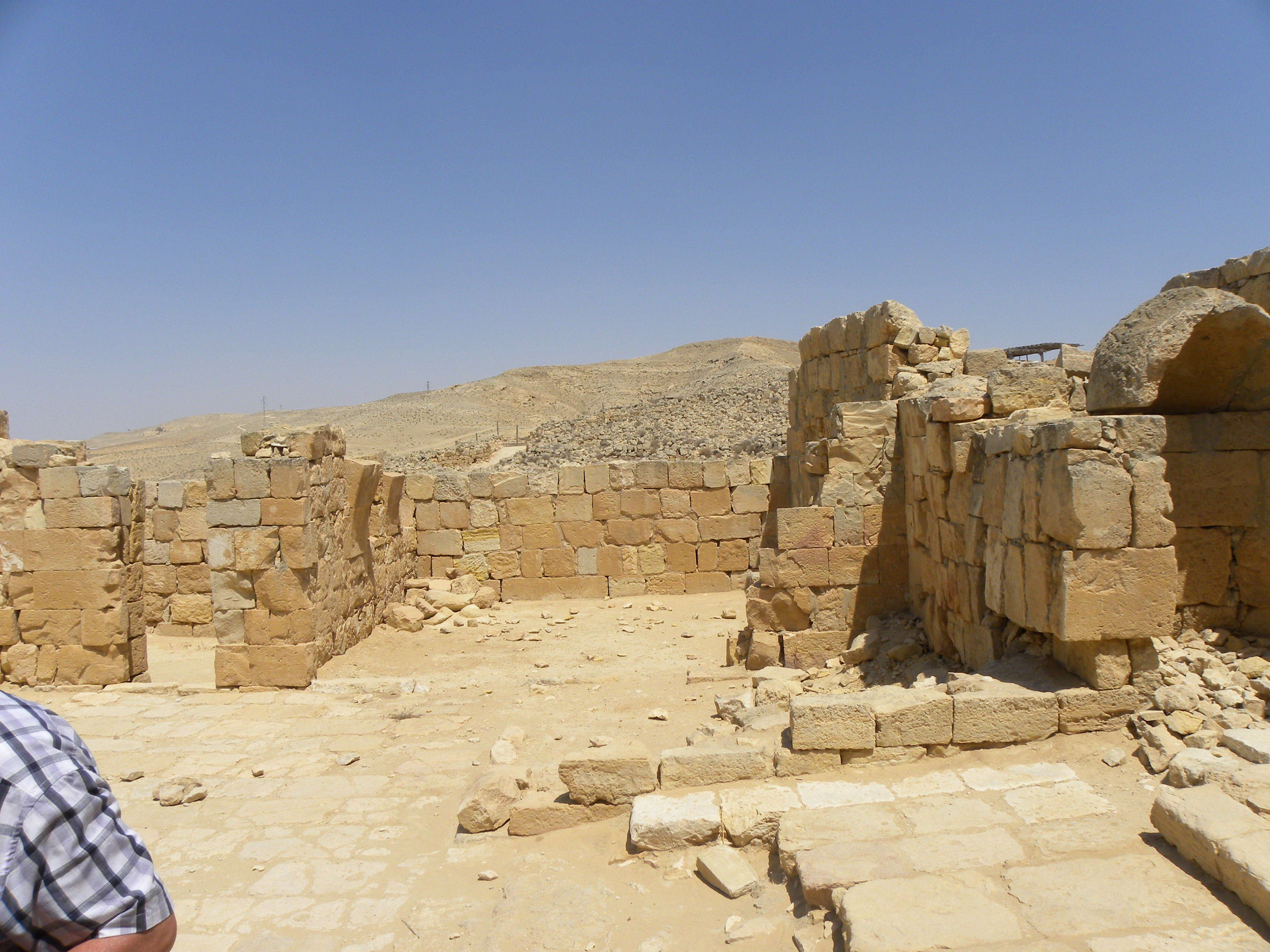
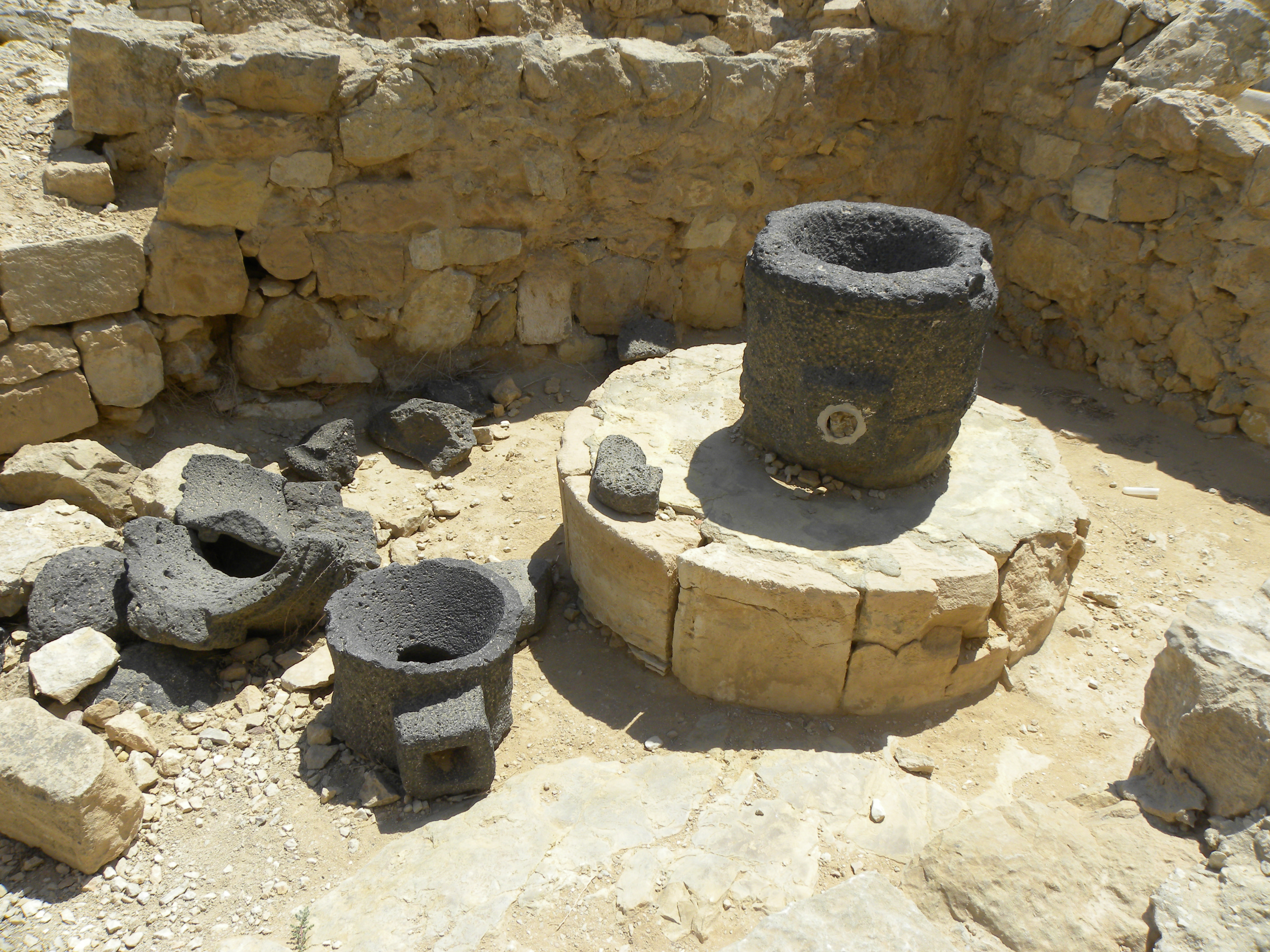

#### L'àrea delHauran

##### Bosra

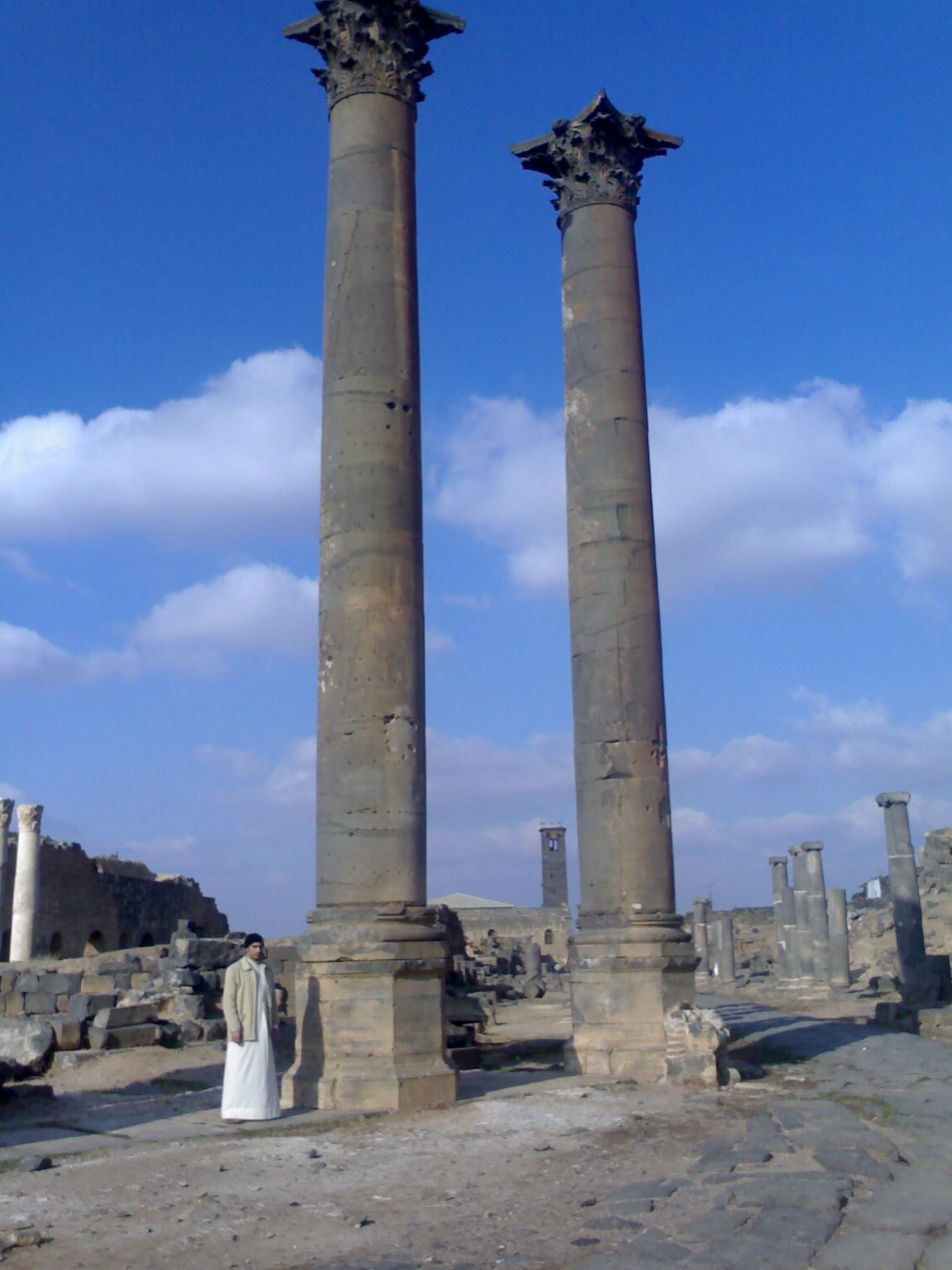
Columnes colossals nabatees a Bosra, Síria

Restes arqueològiques d'Al-Khazneh (el Tresor), Petra
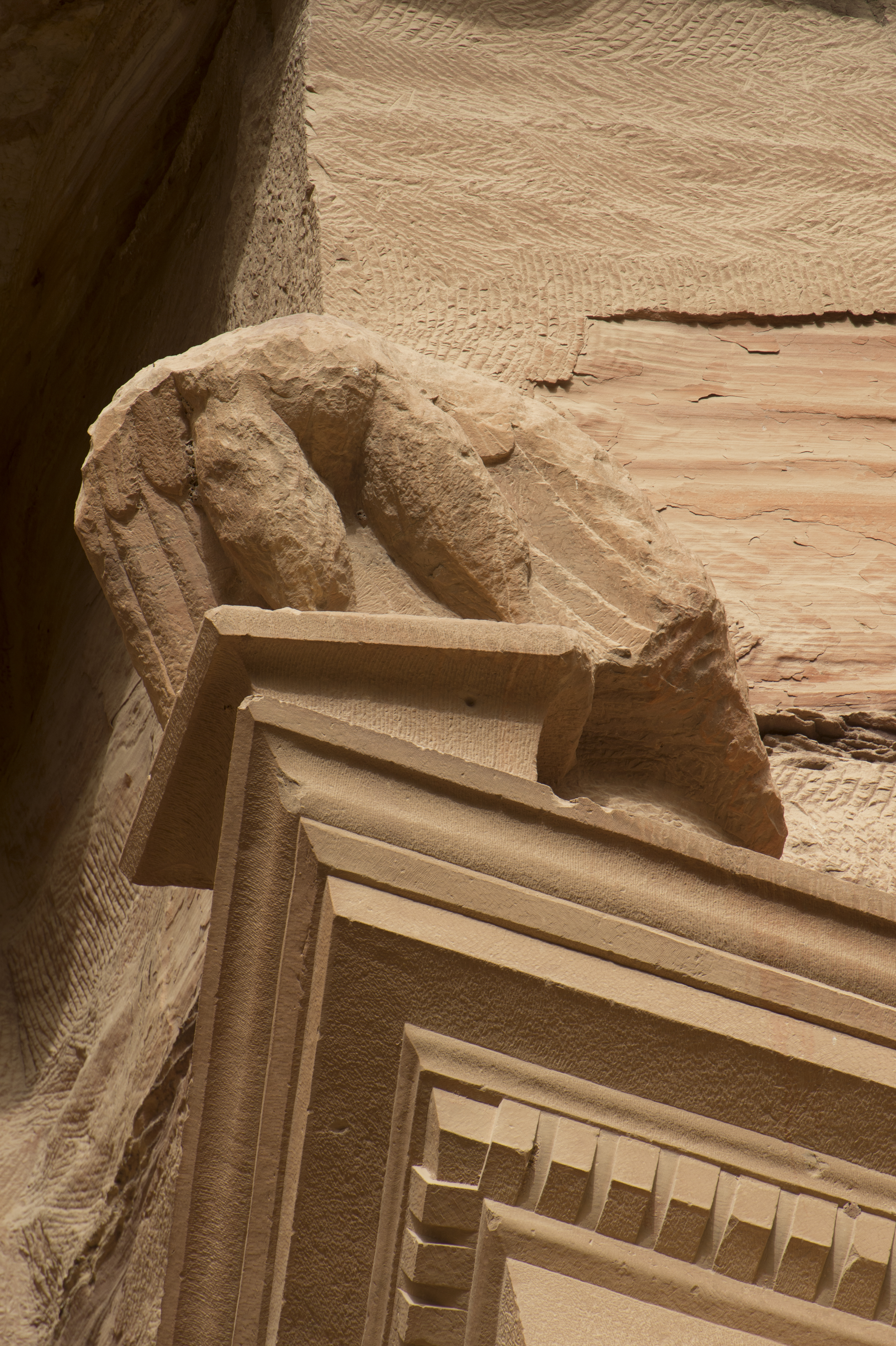
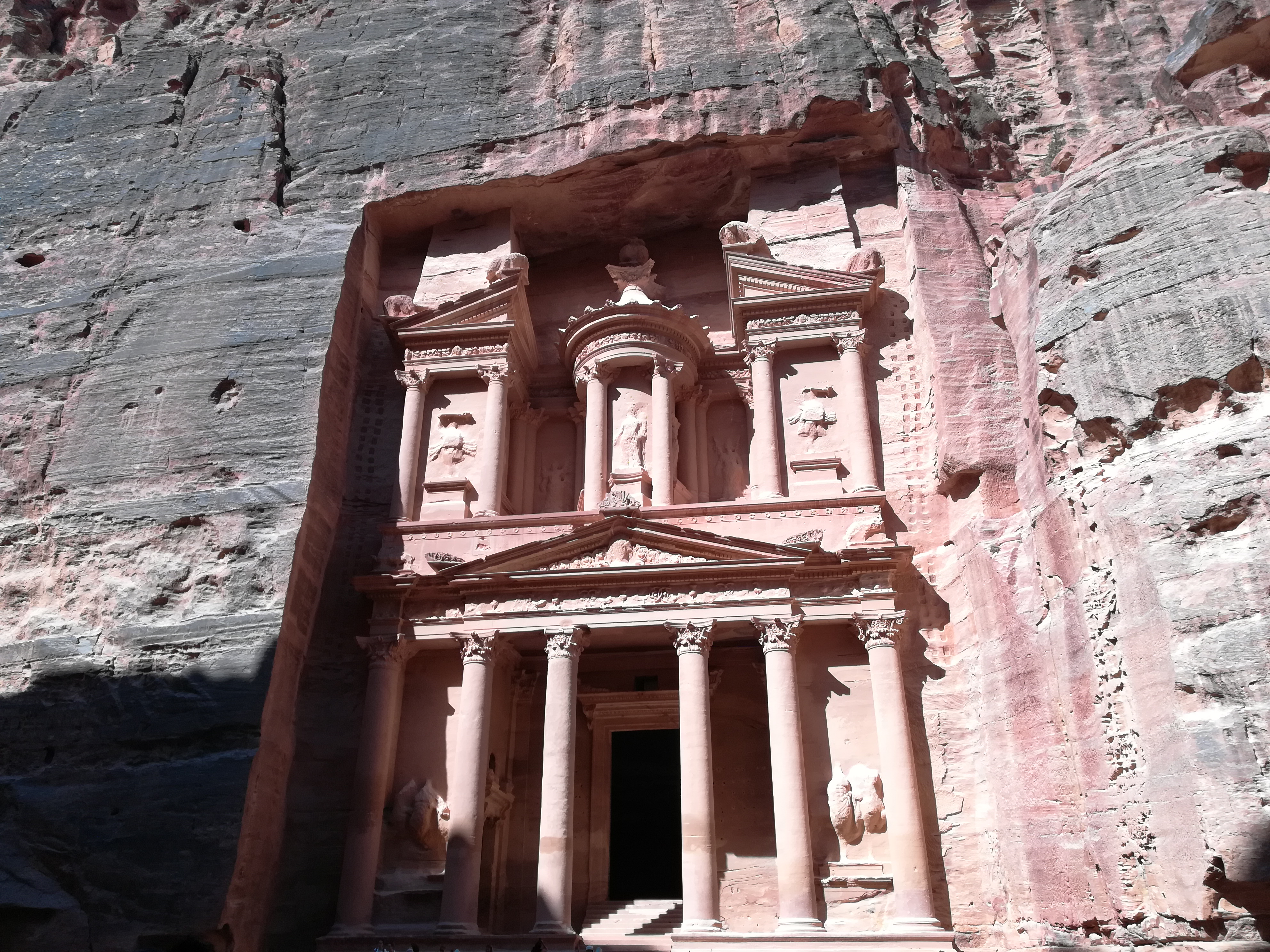
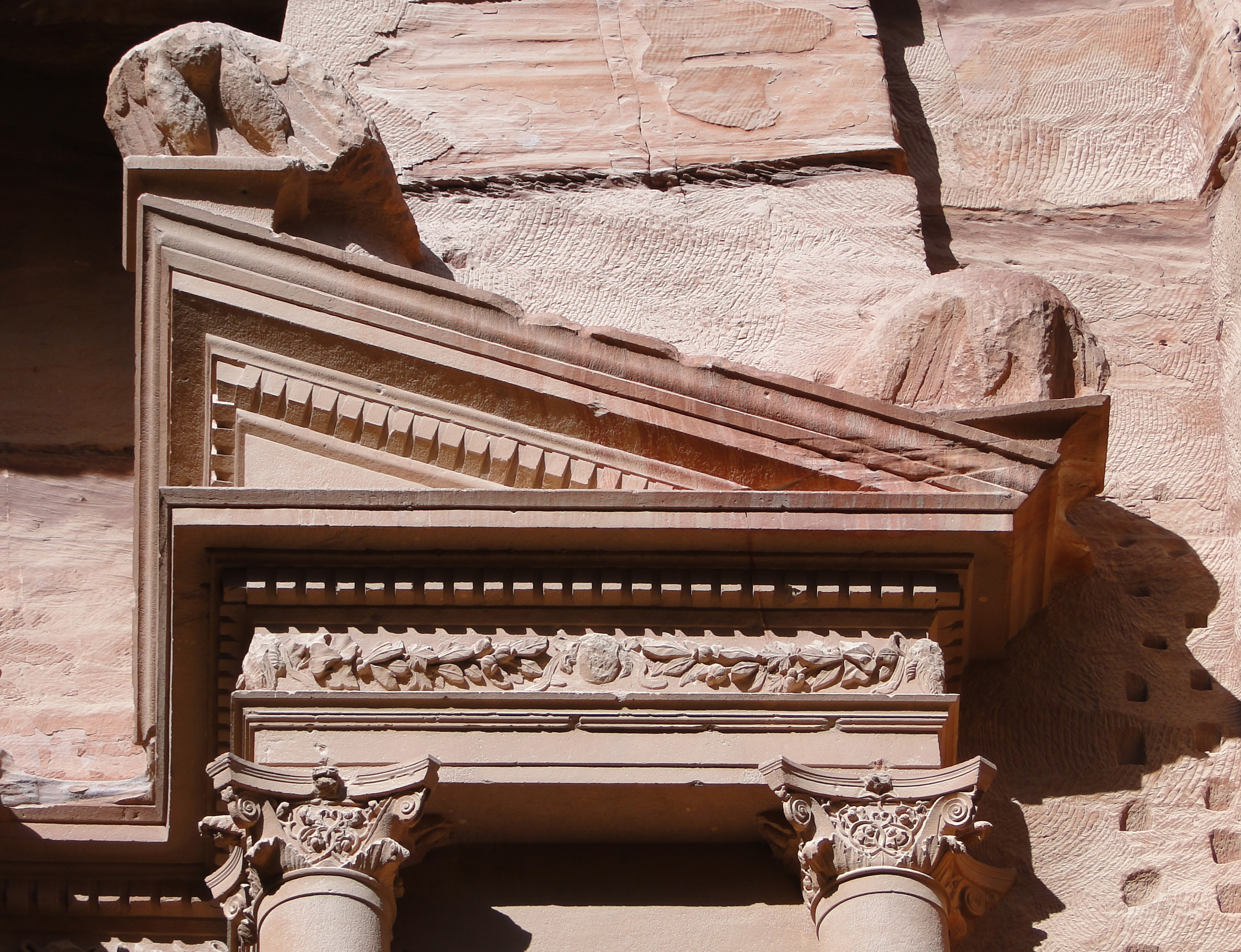
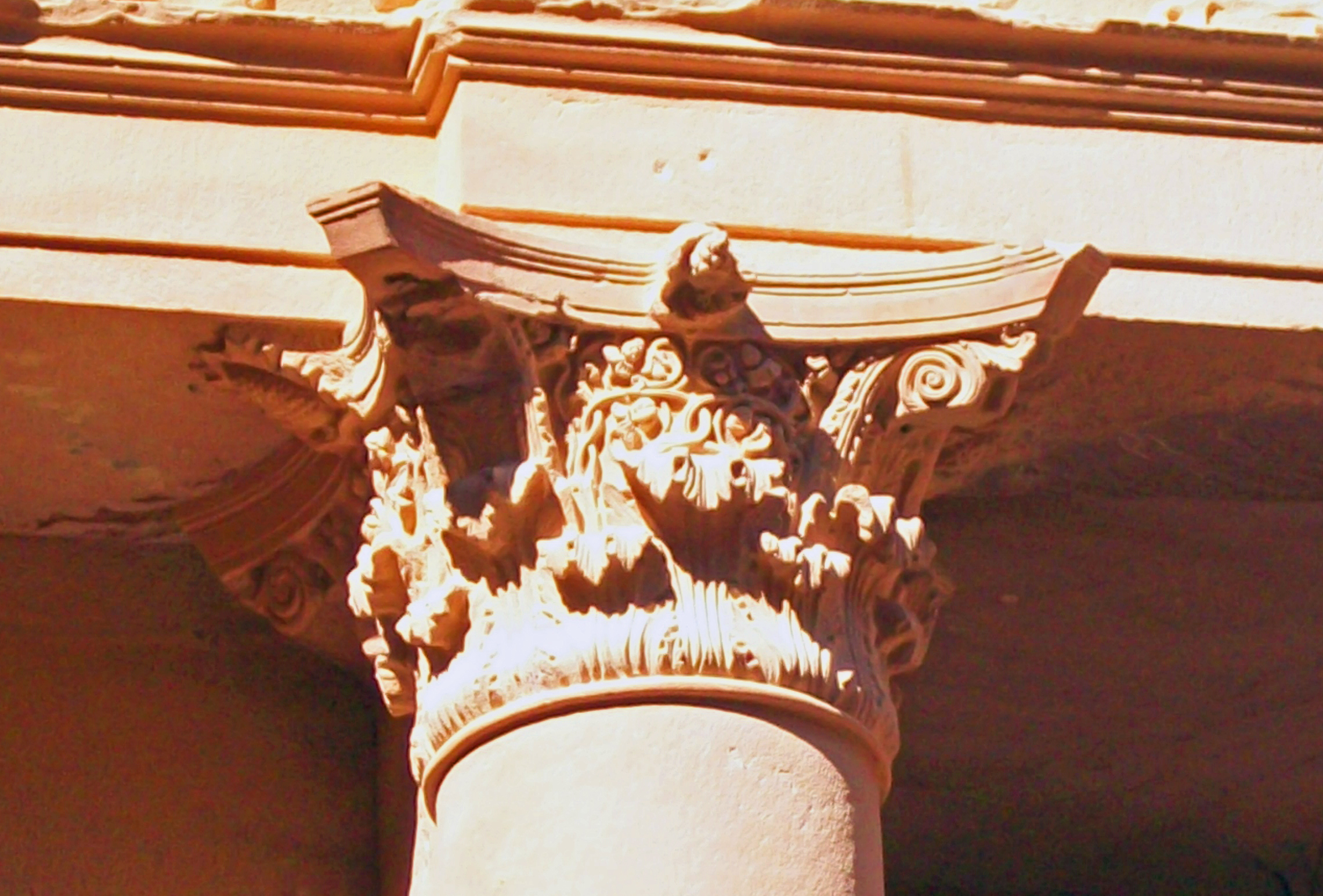
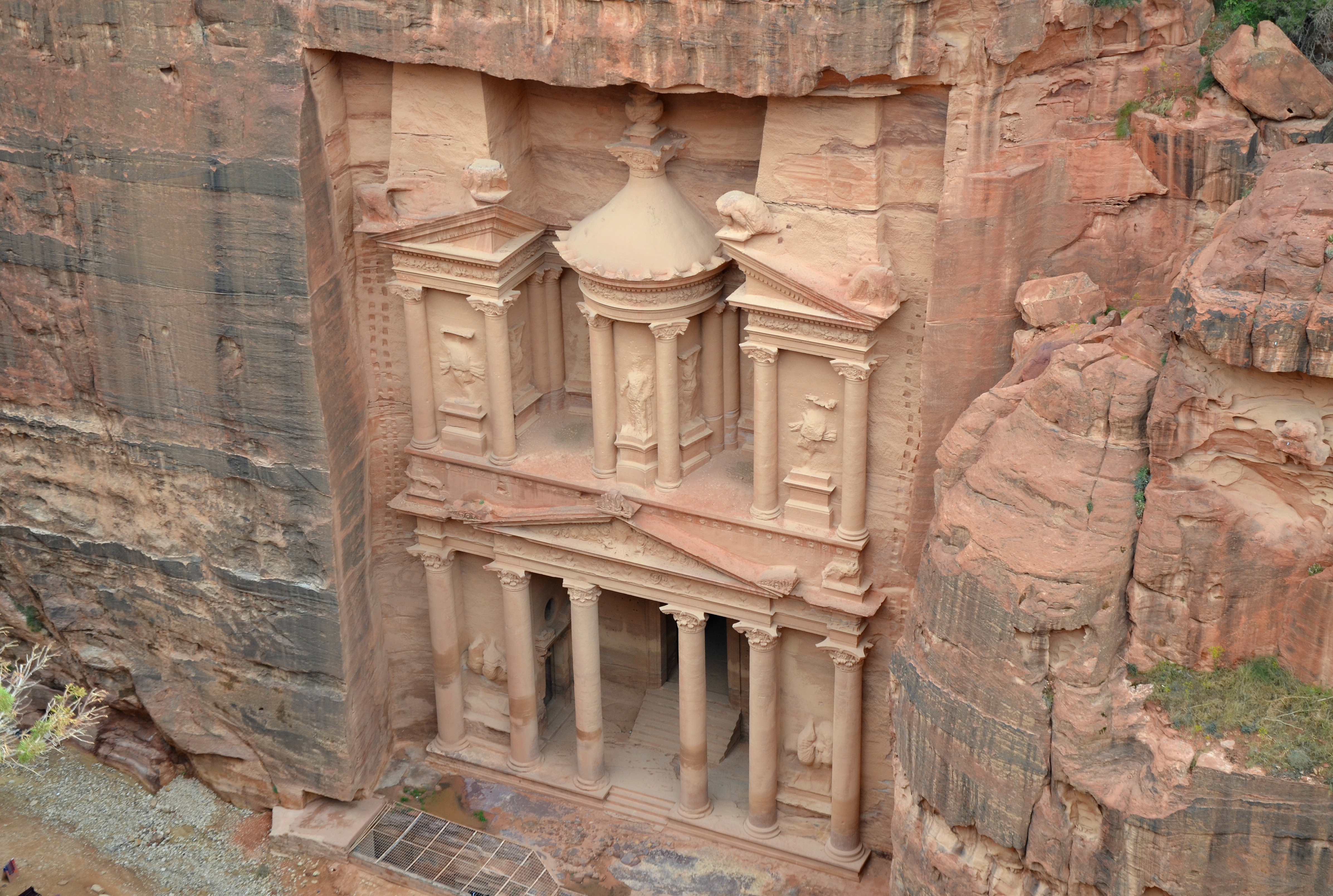

Situada al sud de Síria, Bosra fou la capital del nord del regne nabateu, amb evidències de temples situats a les principals interseccions de la ciutat. Al bell mig hi ha un conjunt de temples dedicat a Dushara-A'ra. Es creu que A'ra era el déu dels reis nabateus i de la ciutat de Bosra. Els edificis moderns dificulten la recerca d'evidència arqueològica del culte nabateu. Una inscripció diu «Aquest és el mur que... i les finestres que Taymu bar... va construir per a... Dushara i la resta dels déus de Bosra» i és en el que es creu que seria aquest temple.

##### Seeia
Situat al nord de Bosra, a prop de Canatha, l'assentament té tres grans temples, el major dedicat a Baal Shamin. Els dos temples més menuts estarien dedicats a deïtats encara desconegudes. Un té una inscripció a la dea local Seeia, que dona nom al lloc, i és possible que s'hi adoràs. El conjunt del temple no té un disseny nabateu, sinó una amalgama d'estils arquitectònics de les cultures de la frontera nord nabatea.

##### Sahr
Hi ha temples d'un estil semblant a Uadi ar-Rummah, Dharih, Tannur i Qasrawet.

##### Al-Suweida
La inscripció nabatea al temple d'Al-Suweida indica que el culte estaria dedicat a Al·lat i Baal Shamin.

#### Jordània central

##### Khirbet et-Tannur

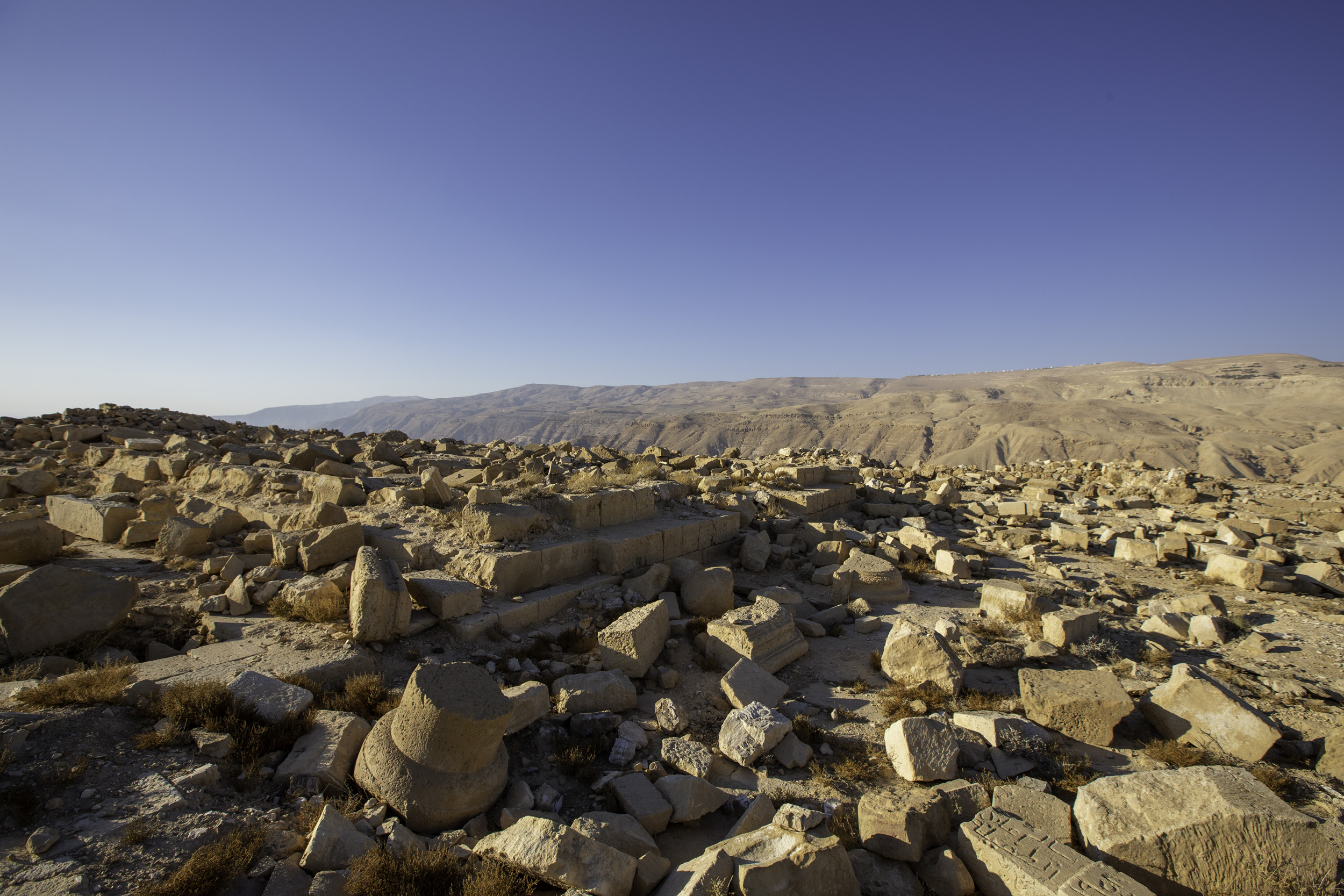
Jirbet et-Tannur

Khirbet et-Tannur, situat al bell mig de Jordània, és un temple en un «lloc alt», aïllat a la part alta del cim de Jebal et-Tannur. Només s'hi pot accedir per una única escala empinada. L'aïllament pot indicar que era de gran importància religiosa per als nabateus. L'entrada al santuari interior del temple està decorada amb representacions de vegetació, fulles i fruita. Glueck els considera representacions de la dea siriana Atargatis. Glueck atribueix la iconografia de peixos i raigs al déu de les tempestes mesopotàmic, Hadad, però també hi estan representades Tique i Nice. Starckly assenyala que l'únic déu que hi és anomenat és Qos, el déu del clima edomita. Una inscripció en una estela del temple l'anomena com el déu d'Hurawa Khirbet edh-Dharib.
Situat 7 km al sud de Hurawa, el Temple de Khirbet edh-Dharih està sorprenentment ben preservat, envoltat per un pati exterior i interior, amb un camí empedrat cap als pòrtics. També hi ha bancs en forma de theatron. El temple es divideix en tres seccions, amb un gran vestíbul. A partir d'ací hi ha la cel·la, que fou pintada amb colors vius. Al fons n'hi havia el motab i el betil, un podi quadrat flanquejat per escales que era el seient del déu. Malgrat el seu bon estat, no se sap quin déu s'hauria adorat ací.

#### L'àrea de Jordània meridional

##### Petra
Capital del regne nabateu des del 312 abans de la nostra era, la ciutat fou famosa per la seua meravellosa arquitectura excavada en la roca. Dins les muntanyes Shara, Dushara era el déu principal acompanyat per la trinitat femenina al-Uzza, Al·lat i Manat. A la ciutat hi ha una estela endreçada al déu edomita Qos. Els nabateus veneraven déus i dees àrabs preislàmics, juntament amb reis deïficats, com ara Obodes I. La disposició i disseny dels temples mostren la influència de l'arquitectura dels temples romans, grecs, egipcis i perses. Els temples de Qasr al-Bint i del Lleó Alat en són exemples. El podi del Temple del Lleó Alat albergava l'altar, en què es farien sacrificis, o el betil de la deïtat adorada. Basant-se en els ídols i les imatges que es troben dins del Temple del Lleó Alat, es pensa que estaria dedicat a Dushara. El «Lloc Alt» es troba a la part alta de les muntanyes que envolten Petra. Utilitzat com un lloc per a fer ofrenes i sacrificar animals, potser també humans, als déus, el Lloc Alt conté un estany per a replegar aigua, dos altars i un gran pati obert.

Restes arqueològiques d'Al-Khazneh (el Tresor), Petra
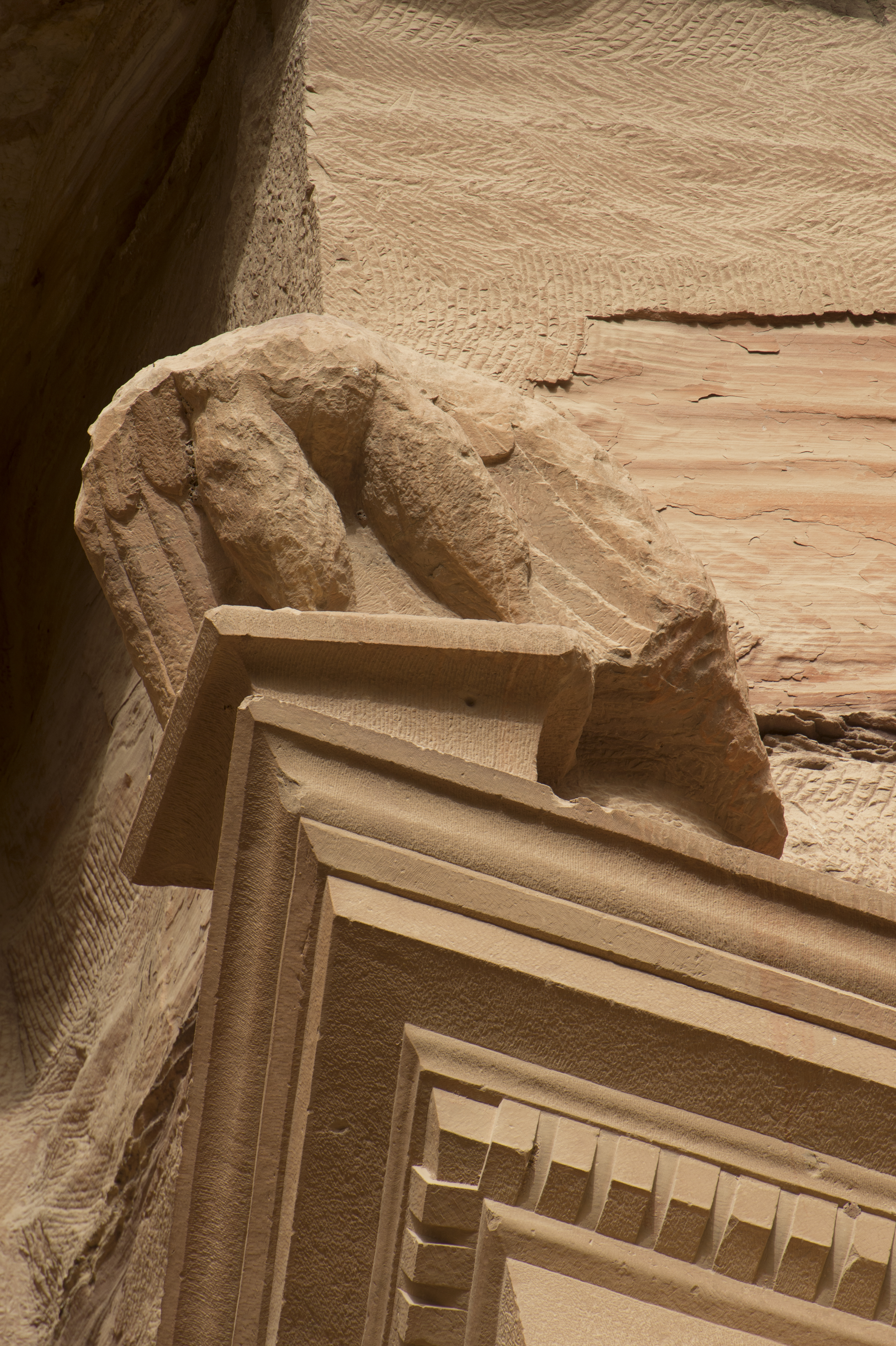
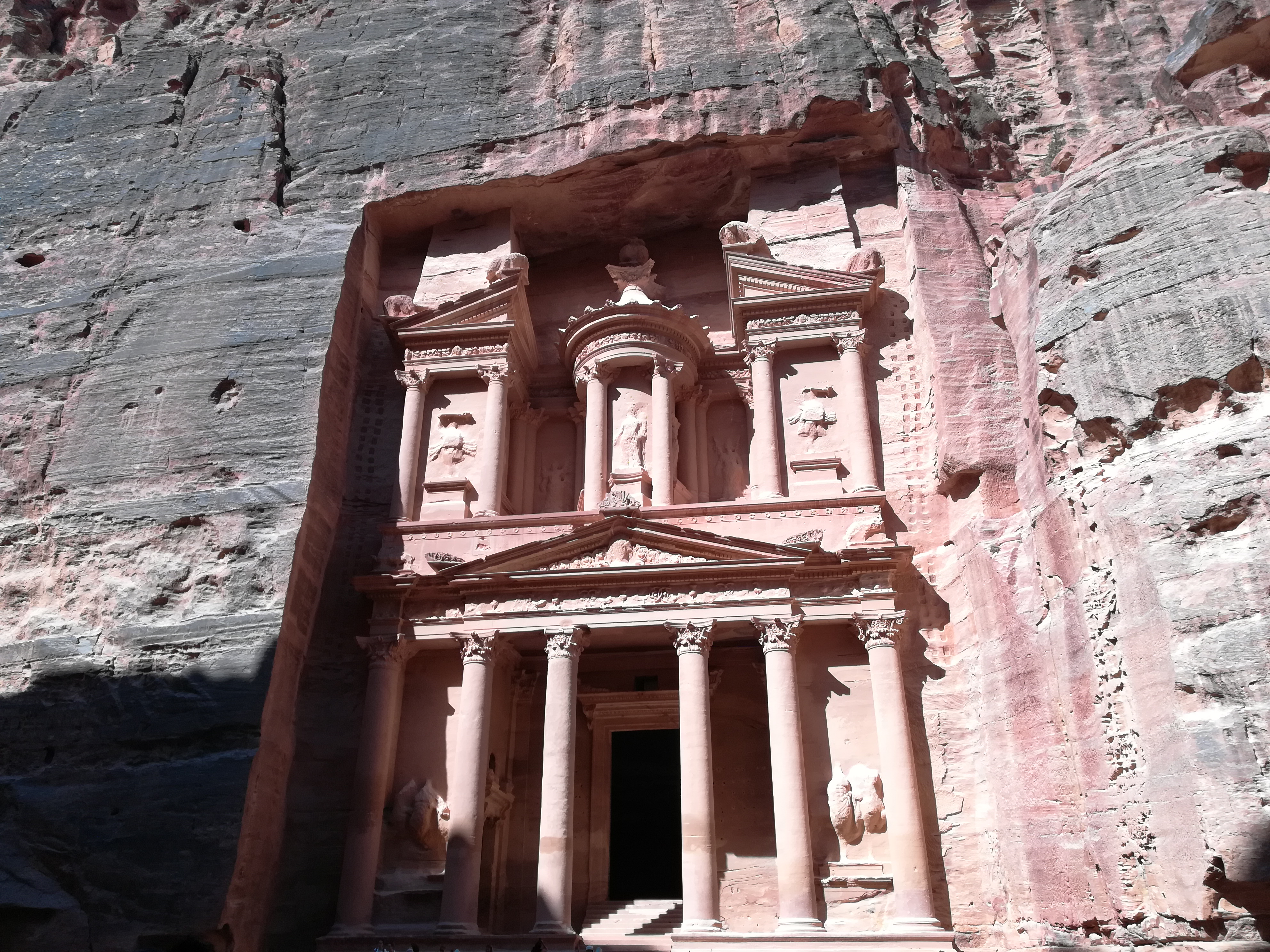
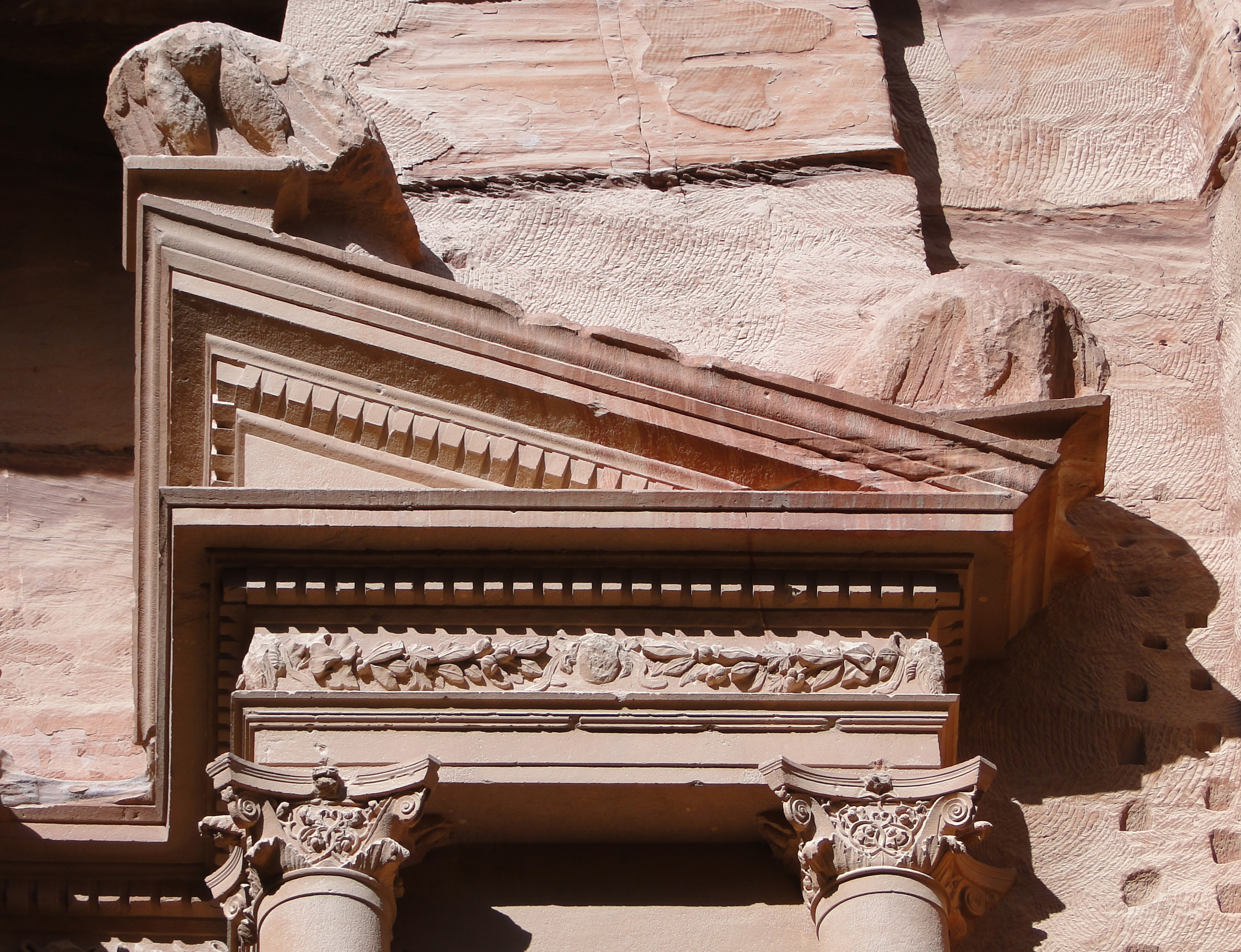
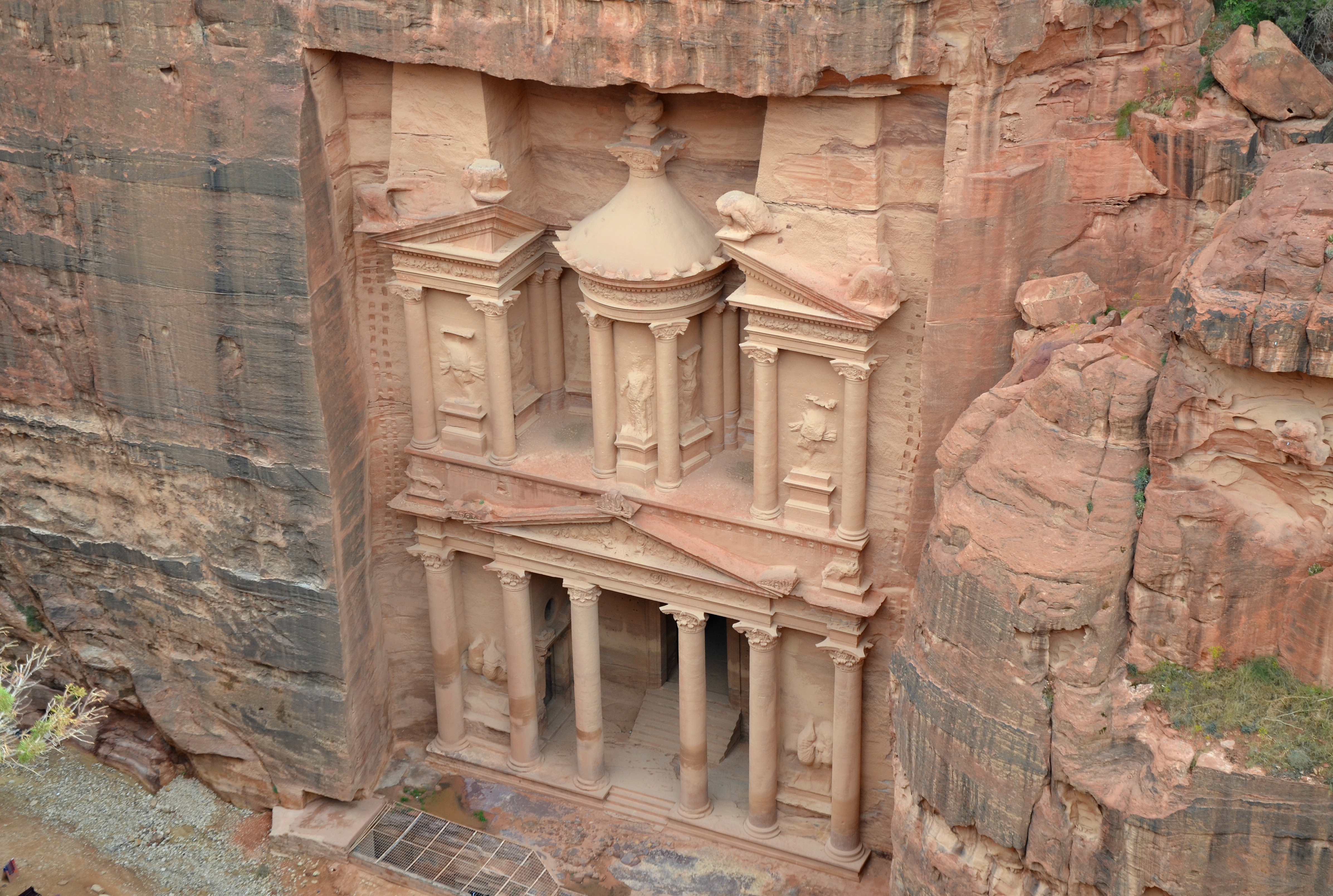

##### Hawara
En aquesta zona hi ha un temple amb un camí processional de 20 m de llargada que duu a un pati amb vista al Khebel Qalkha. El disseny dels betils, així com les restes de l'ofrena, apunten a la possible adoració de Dushara, o potser fins i tot de Júpiter.

##### Wadi Ramm

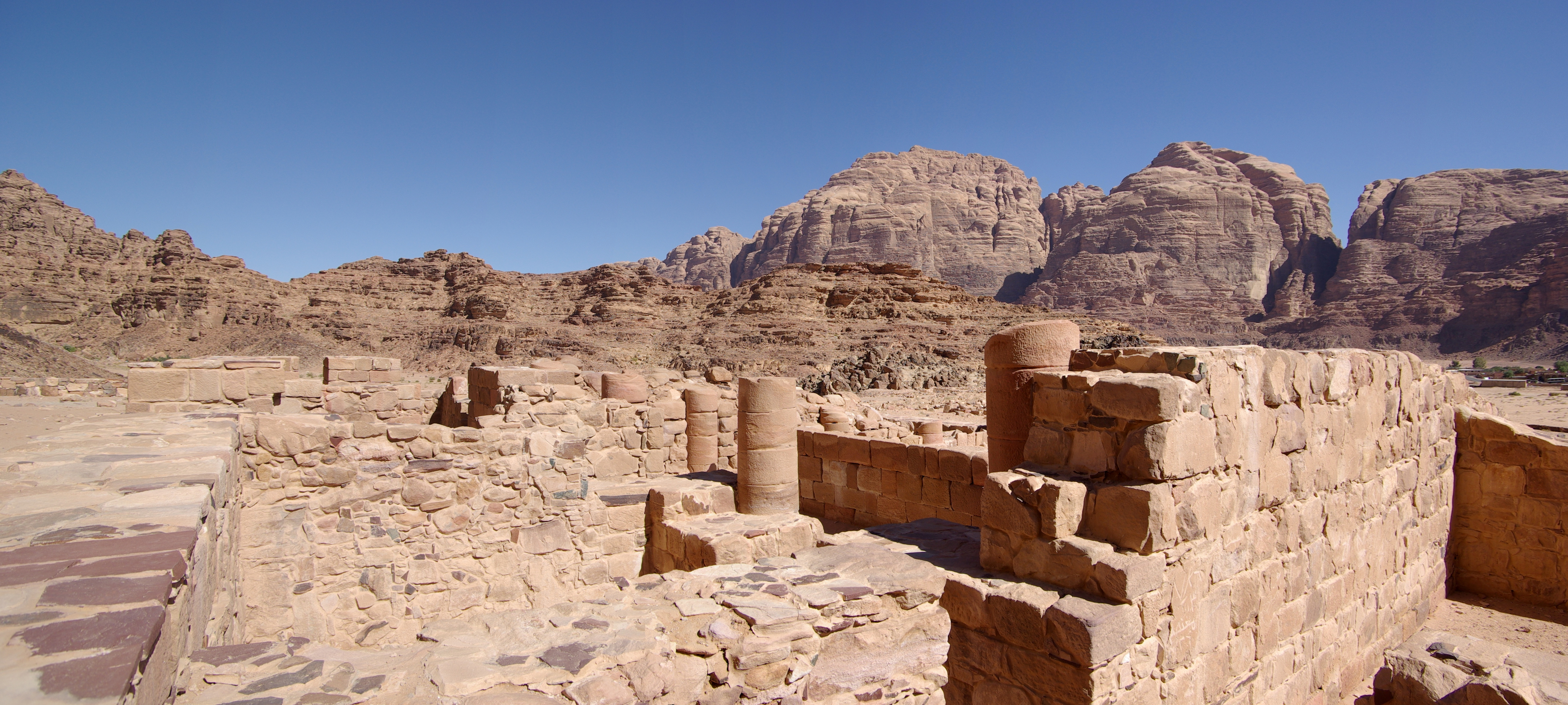

A Wadi Ramm es conserva el temple d'Al·lat, així com el santuari de roca d'Ayn esh-Shallaleh, situat darrere del temple d'Al·lat. Conserva betils i nínxols de culte a Dushara i Baal Shamin.

#### L'àrea del nord-oest d'Aràbia Saudita

##### Hegra
Hegra, ara coneguda com Madaïn Sàlih (àrab: مَدَائِن صَالِح, Madāʾin Ṣāliḥ, Madāʾin Ṣāliḥ, literalment ‘les ciutats de[l profeta] Sàlih’), és un lloc arqueològic que es troba a l'àrea d'Al-Ula, dins la província de Medina, a la històrica regió del Hijaz, a l'Aràbia Saudita. La majora de restes daten del regne nabateu (segle i). És l'assentament més al sud del regne i la seua segona ciutat més gran després de Petra (ara a Jordània), la capital. També es poden trobar rastres de les ocupacions lihyanita i romana, abans i després del govern nabateu.

Un cercle ritual de culte al cim de la muntanya Jibel Ithlib recolza sobre un aflorament rocós. Al voltant del lloc de Jibel Ithlib hi ha petits betils i nínxols de culte a altres déus. La inscripció «Senyor del Temple», pot referir-se a Dushara. També s'hi ha localitzat el culte a Marseha. 

El Castell solitari, Hegra, Aràbia Saudita
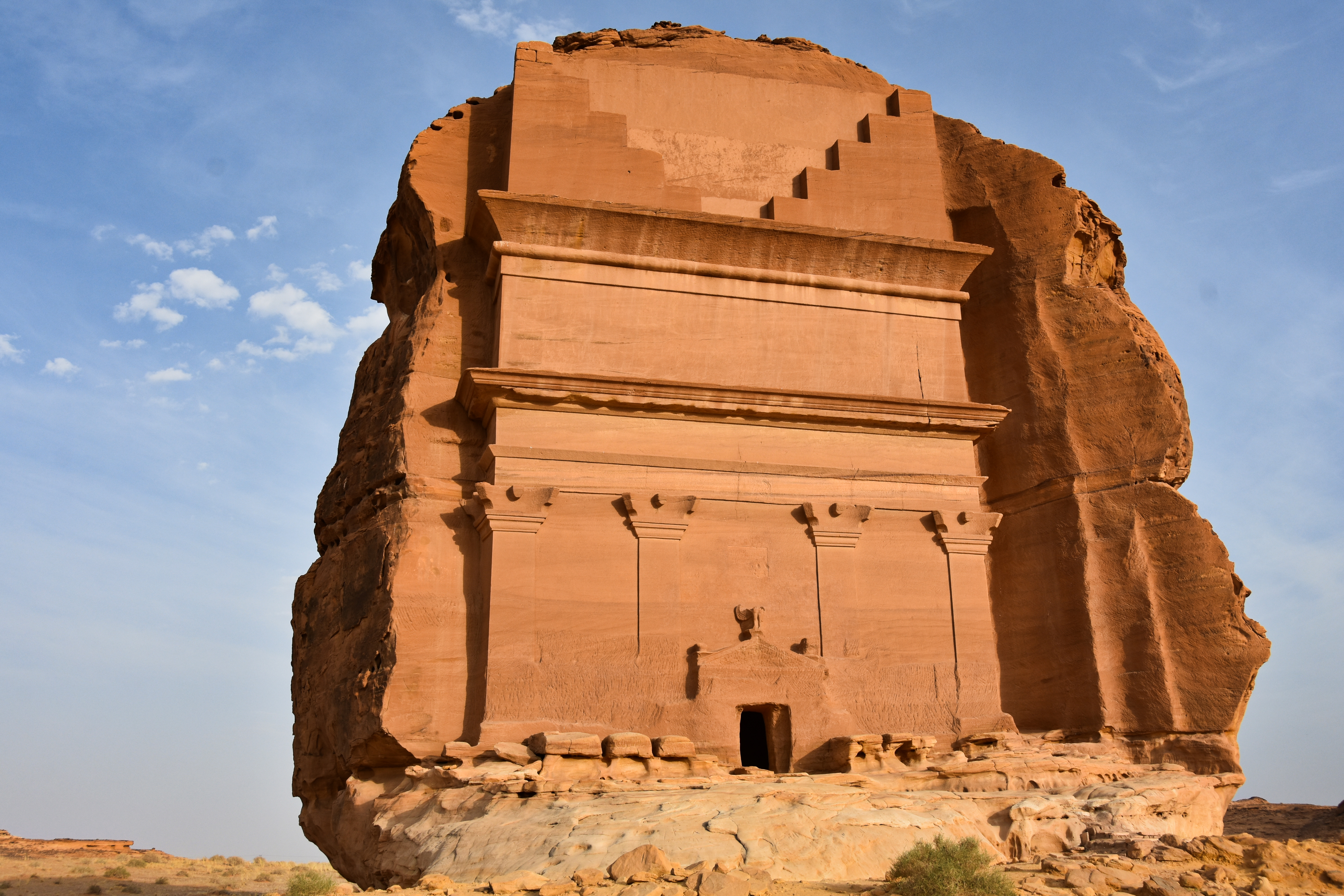
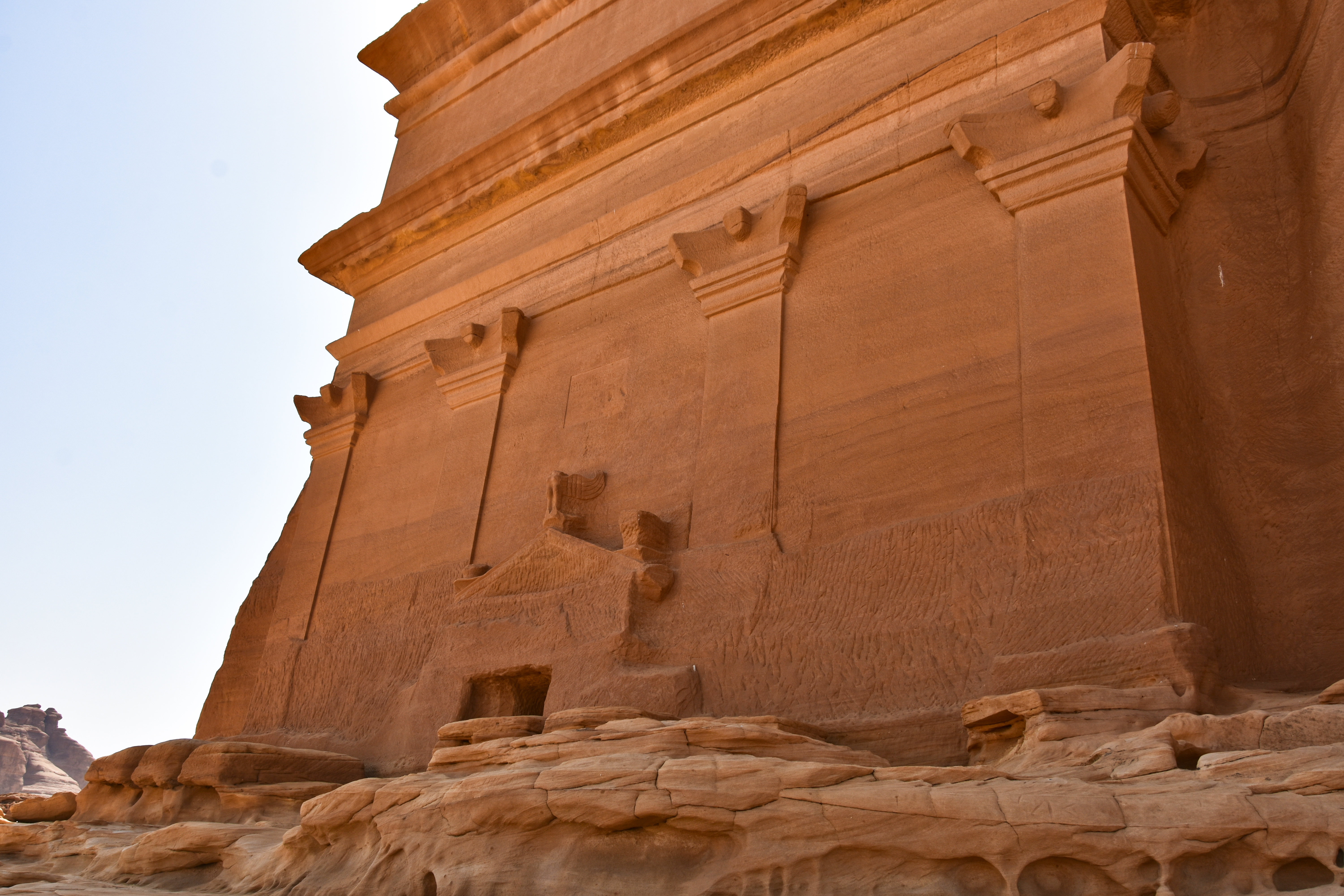
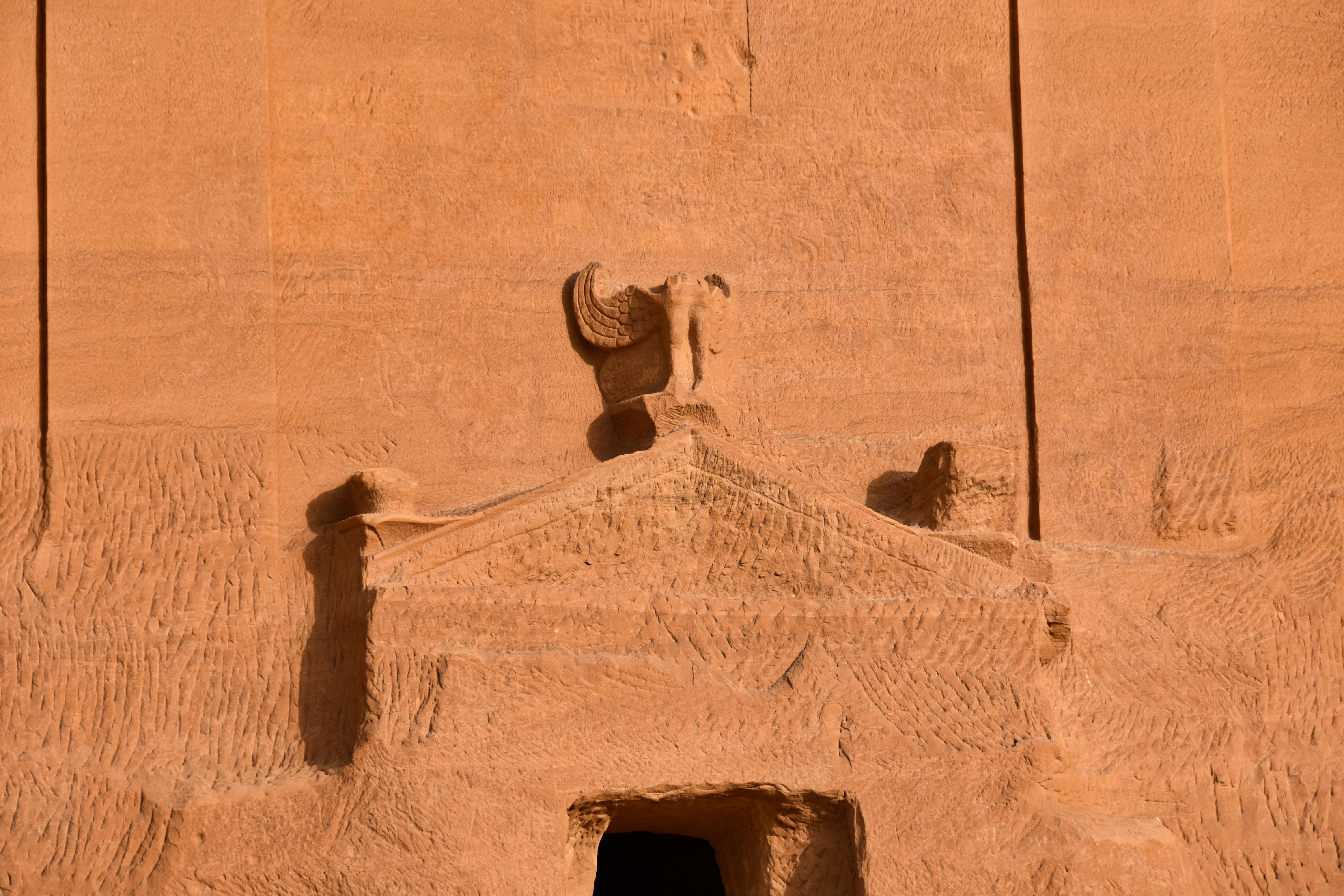
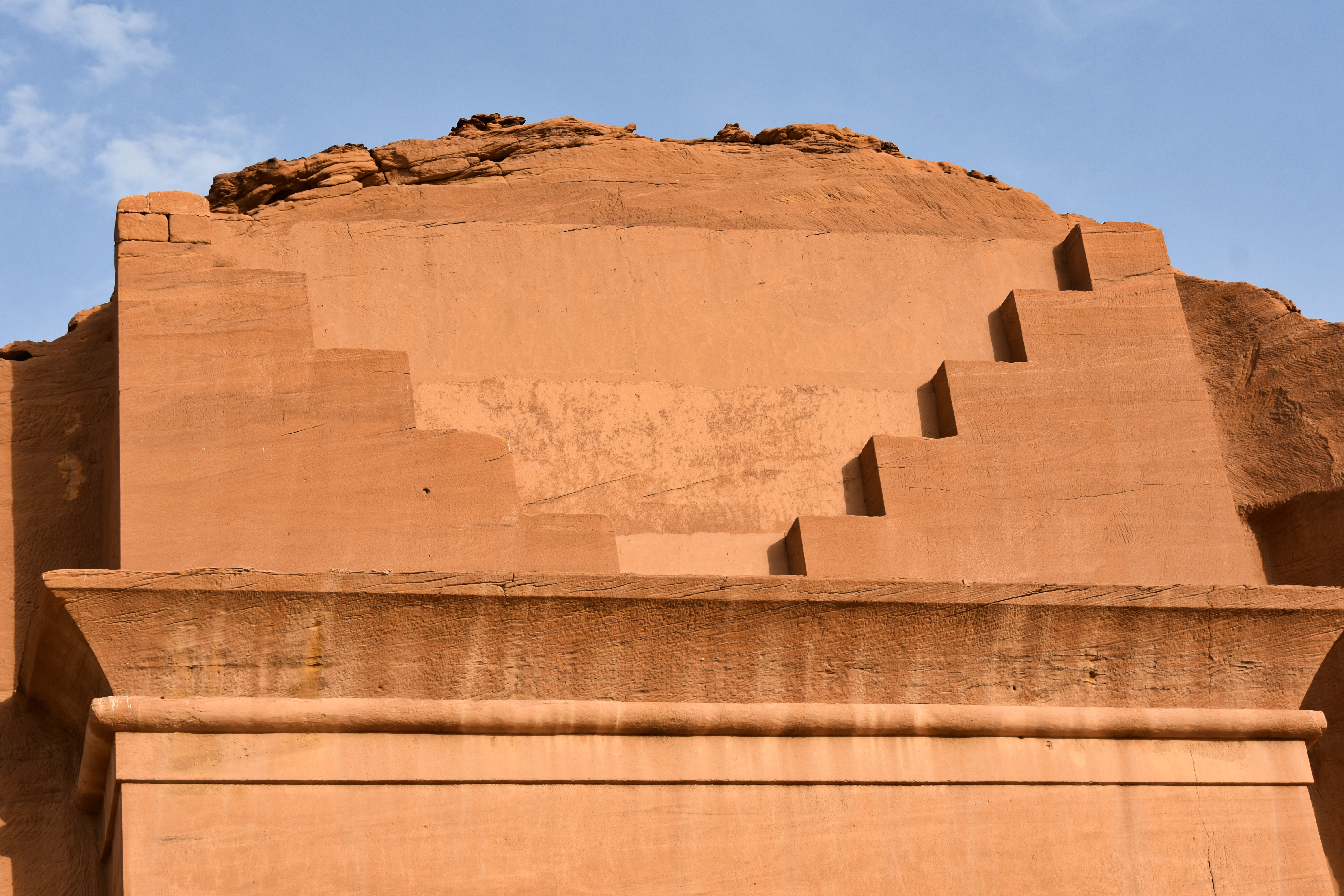

### Arquitectura residencial
Els edificis residencials nabateus dels quals es conserven restes són palaus, grans cases urbanes, cases rurals i cases senzilles, en general fetes amb materials locals. No s'han realitzat massa recerques arqueològiques en l'àrea residencial de Petra. El treball a Az-Zantur, a Petra, indica que hi hauria hagut una evolució des d'allotjaments no permanents (com ara tendes) cap a edificacions sòlides, i un sedentarisme gradual, ja que les tendes de campanya coexistiren amb majestuoses mansions, fins i tot en fases avançades. Fins i tot la mansió nabatea d'Az-Zantur, ben investigada, construïda en pedra i molt decorada, comptava amb una ala representativa sumptuosa, amb estuc occidental i decoració al fresc, i una ala residencial més simple.
També es feren servir coves amb finalitats residencials. La zona residencial d'Hegra es troba enmig de la plana, lluny dels afloraments. El material principal de construcció de cases i murada era la rajola de tova assecada al sol. Queden pocs vestigis de la zona residencial.

### Espais públics
Els monuments de Petra són una mostra de l'ús de l'espai públic per l'arquitectura nabatea, amb edificis públics i privats que hi conviuen. Els elements arquitectònics de l'àrea urbana de Petra seguien el disseny urbanístic propi d'una ciutat romana, tal com mostra la distribució dels carrers principals, clarament influenciada per l'urbanisme romà. El carrer principal dividia la ciutat en dues meitats, alineades amb la vall. Els enginyers nabateus també feren canals de clavegueram sota el terra dels carrers.
Una mica més lluny del Tresor, als peus de la muntanya En-Nejr, hi ha un enorme teatre, disposat de manera que es puguen veure el major nombre de tombes. Al punt on la vall s'obria cap a la plana, la ciutat es revela amb un efecte sorprenent. El teatre fou excavat al vessant i sobre algunes tombes, quan el van construir. Els buits rectangulars deixats pels seients encara són visibles. Envoltant-lo per tres costats, hi ha els murs de la muntanya de color rosa, dividits en grups per fissures fondes i revestits de protuberàncies excavades en la roca com si fossen torres. El teatre tenia capacitat per a 8.500 persones. Les actuacions que s'hi farien serien lectures de poesia i representacions de drames. Sembla que les baralles de gladiadors també s'hi feien i atreien la majoria de l'audiència, tot i que cap gladiador va poder adquirir-hi fama per la gran taxa de mortalitat. El teatre fou una de les moltes edificacions de Petra que van sofrir danys significatius pel terratrèmol del 363 que va assolar Galilea.

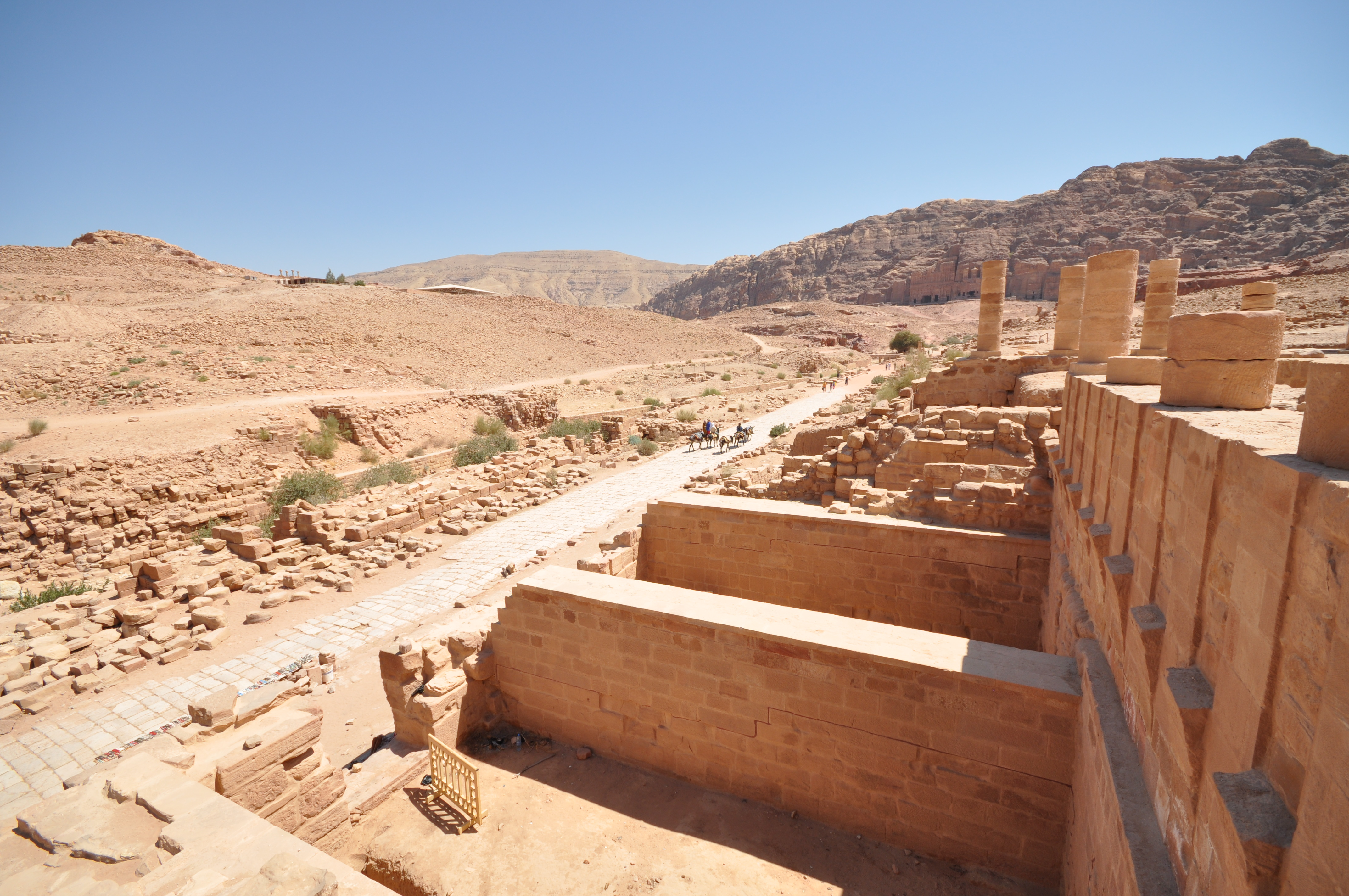
Piscines i jardins de Petra

Les piscines i jardins de Petra són una sèrie d'edificacions al centre de la ciutat. Al principi potser fou una àrea de mercat, tot i que les excavacions han permés identificar-lo com un elaborat jardí nabateu, que incloïa una gran piscina, una illa pavelló i un intricat sistema hidràulic. Al davant hi ha el carrer de la Columnata, que és un dels pocs elements de Petra que es construïren en lloc de ser tallat en la roca. El carrer tenia un nimfeu semicircular, ara en ruïnes a causa de les inundacions sobtades, i solia albergar l'únic arbre de Petra. Pretenia ser un símbol de l'atmosfera pacífica que els nabateus crearen a Petra. Quan els romans van envair la ciutat, el carrer amb columnes es va estrényer per deixar espai a una vorera i es van afegir 72 columnes en cada costat.

### Arquitectura funerària

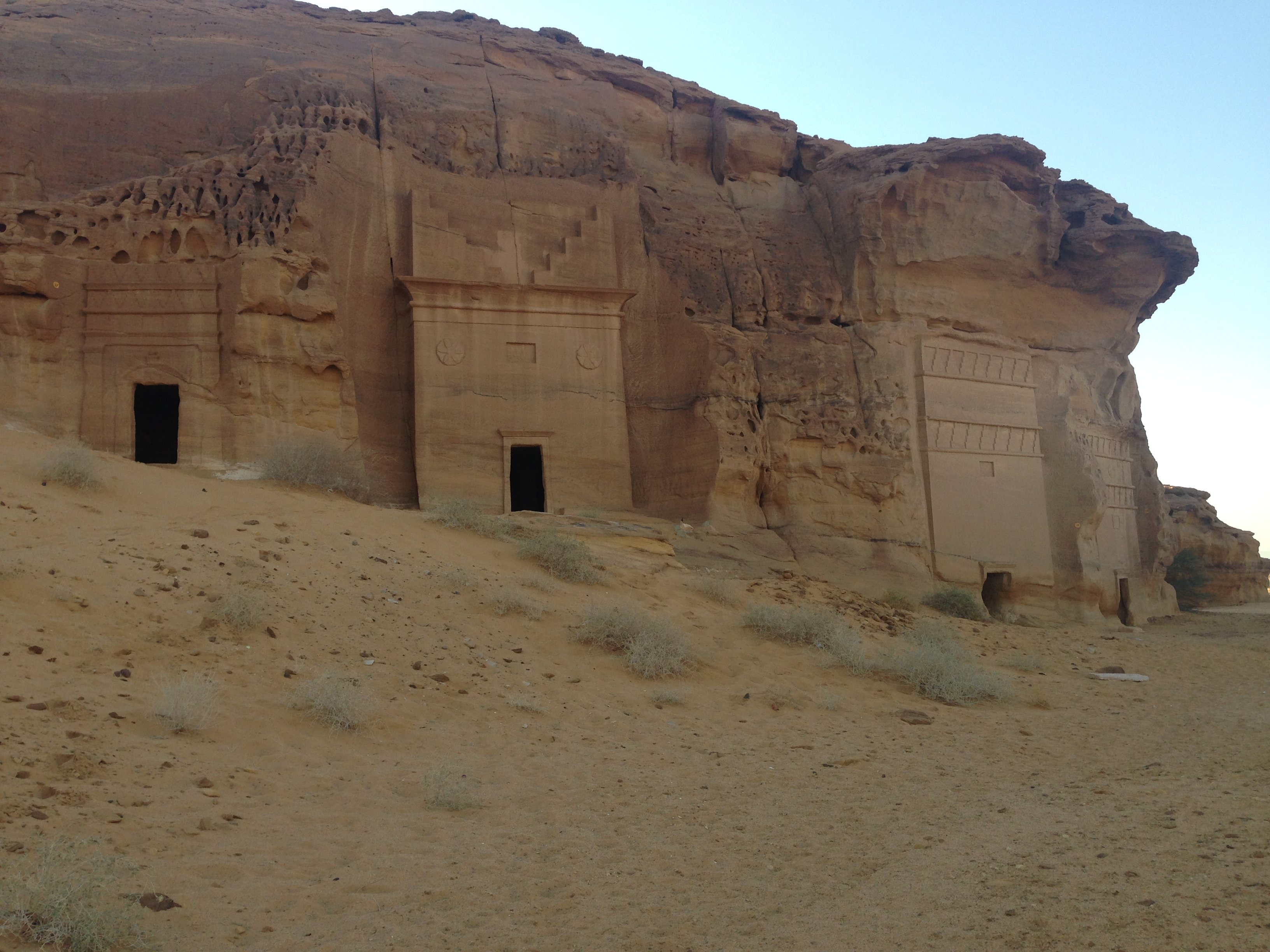
Tombes nabatees al Jebel Itlib, a Madaïn Sàlih

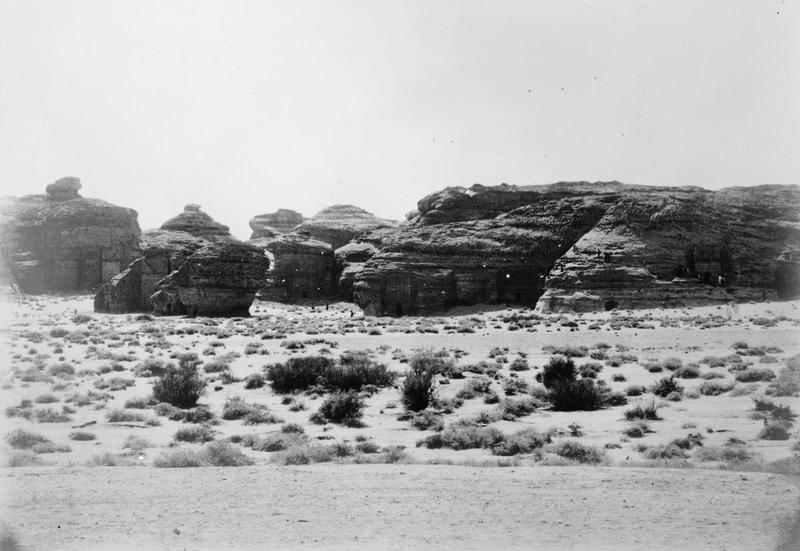
Vista general de les tombes abans del 1914

Els monuments funeraris estaven representats per tombes reials tallades i tombes construïdes amb pedra tallada. Els nabateus donaven molta importància a les tombes, i això es reflectia en l'arquitectura, en què van desenvolupar molts mètodes arquitectònics i artístics de respecte als morts, i això indica l'interés dels nabateus per l'altre món. Entre els monuments nabateus més famosos hi ha les tombes reials tallades. Sembla que l'enginyeria nabatea combinava influències externes de civilitzacions àrabs i no àrabs veïnes amb l'estil nabateu. Moltes d'aquestes tombes es poden veure en diferents llocs de Petra i els voltants, sobretot en el camí d'entrada a la ciutat anomenat Siq. Entre aquestes tombes, destaquen la Tomba de l'Obelisc, la de l'Urna i la de la Finestra.
Les tombes nabatees solen ser «tombes excavades en la roca». S'han trobat gairebé 900 tombes excavades a Petra i Hegra. Són una fusió dels estils hel·lenístic i romà, i una creació gradual de l'estil nabateu. Algunes presenten trets de clara influència grega, com ara frontons, entaulaments de mètopes i tríglifs, i capitells. Foren construïdes per honorar déus i dirigents, i també per albergar generacions d'una família en particular. Les tombes es troben en general a la ciutat. Són d'estil simple, però sovint amb graons, plataformes, forats de libació, cisternes, canals d'aigua i, a voltes, sales de banquets. Moltes contenen icones religioses, inscripcions i santuaris en associació amb déus, estanys de captació i canals.
Les tombes emmerletades també es feren populars en l'arquitectura nabatea. Hi ha variacions en l'emmerletat, tot canviant el nombre de nivells. Es feren així per a representar fortificacions, com un símbol urbà, de força, o poder militar. Més tard, sota els perses aquemènides, se n'eliminà el context de fortificació, amb un major signe de reialesa i autoritat.
Algunes tombes tenen obeliscos a fora, sovint representant els nephesh, dirigents específics i déus de societats monolítiques. Sovint es troben en l'arquitectura egípcia i de l'Orient Pròxim.
Les tombes amb façanes detallades també foren populars entre els nabateus. Hi ha uns vuit tipus de façanes diferents: 
- d'enreixat simple, amb 7 petits adorns esglaonats sobre la porta d'entrada coronada per una mènsula;
- d'enreixat doble, en què aquesta decoració es duplica en dos ordres diferents;
- amb esglaons, amb façana senzilla, a la part superior, però amb 5 graons oposats que tendeixen a eixamplar-se, rematats per una mènsula;
- proto-Hegra: s'hi mantenen els esglaons, però la decoració té dos capitells d'estil nabateu als costats amb una mènsula;
- Hegra, l'estil és més complex i conté una sèrie de mènsules;
- ad arc, arquejades, l'entrada a la porta es remata amb un doble arc que té un cercle central;
- clàssiques simples, amb un estil que recorda els edificis grecs amb timpà a la part superior i columnes nabatees que sobreïxen als costats;
- clàssiques complexes, en què la construcció es complica i remet a l'estil grec. L'exemple més evident n'és el Monestir (el-Deir), amb una torre circular central i una urna decorada.

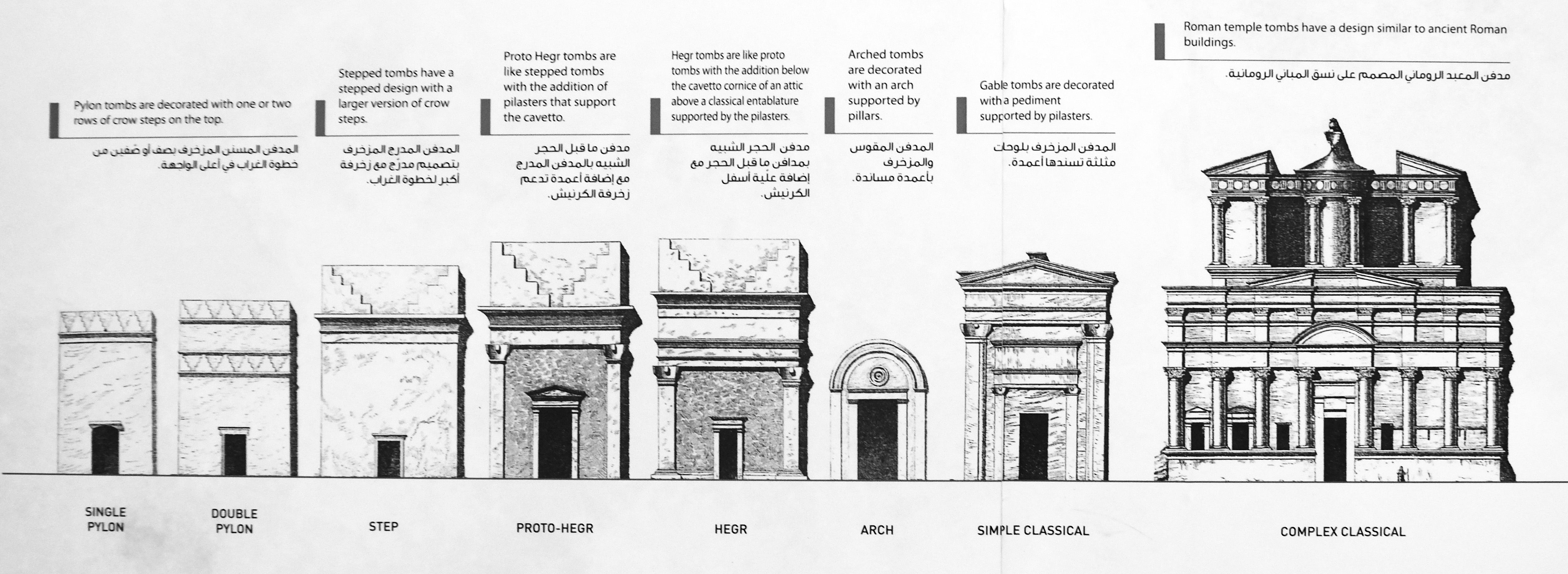
Classificació arquitectònica nabatea

A Petra, hi ha unes tombes anomenades «Tombes Reials», que es divideixen en quatre seccions: la Tomba de l'Urna, la Tomba de Seda, la de Corint i la de Palau. La Tomba de l'Urna és a la part alta del vessant de la muntanya i cal pujar uns trams d'escales. Sembla que seria la tomba del rei nabateu Màlic II, que va morir l'any 70 abans de la nostra era. Al costat n'hi ha la Tomba de Seda, dita així pel ric color de la pedra. La Tomba de Corint és la següent, amb columnes corínties gregues. Finalment, la Tomba de Palau té tres pisos ben diferenciats a la façana.

Tombes nabatees de Petra
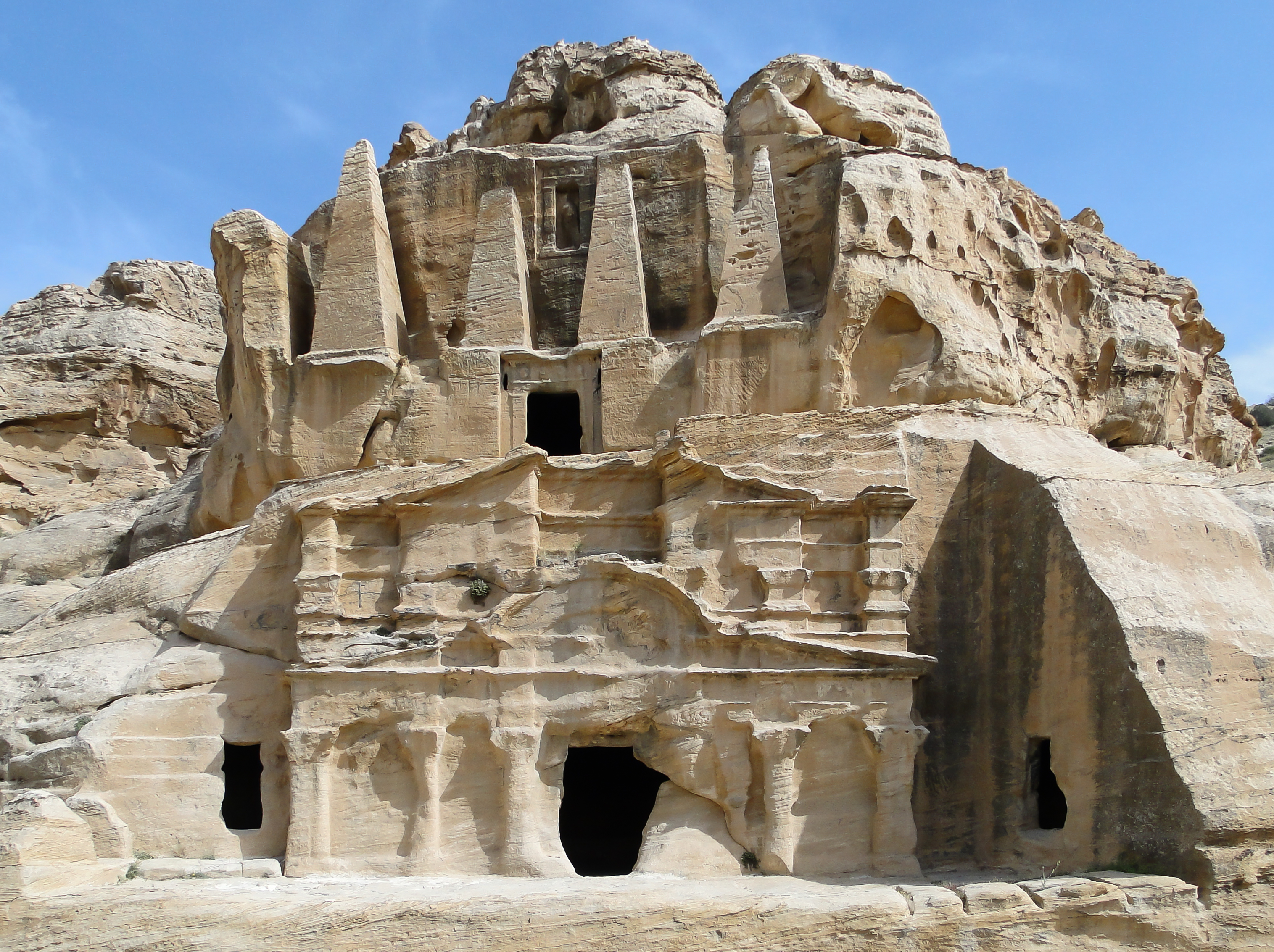
La Tomba dels Obeliscos sobre un triclini corinti
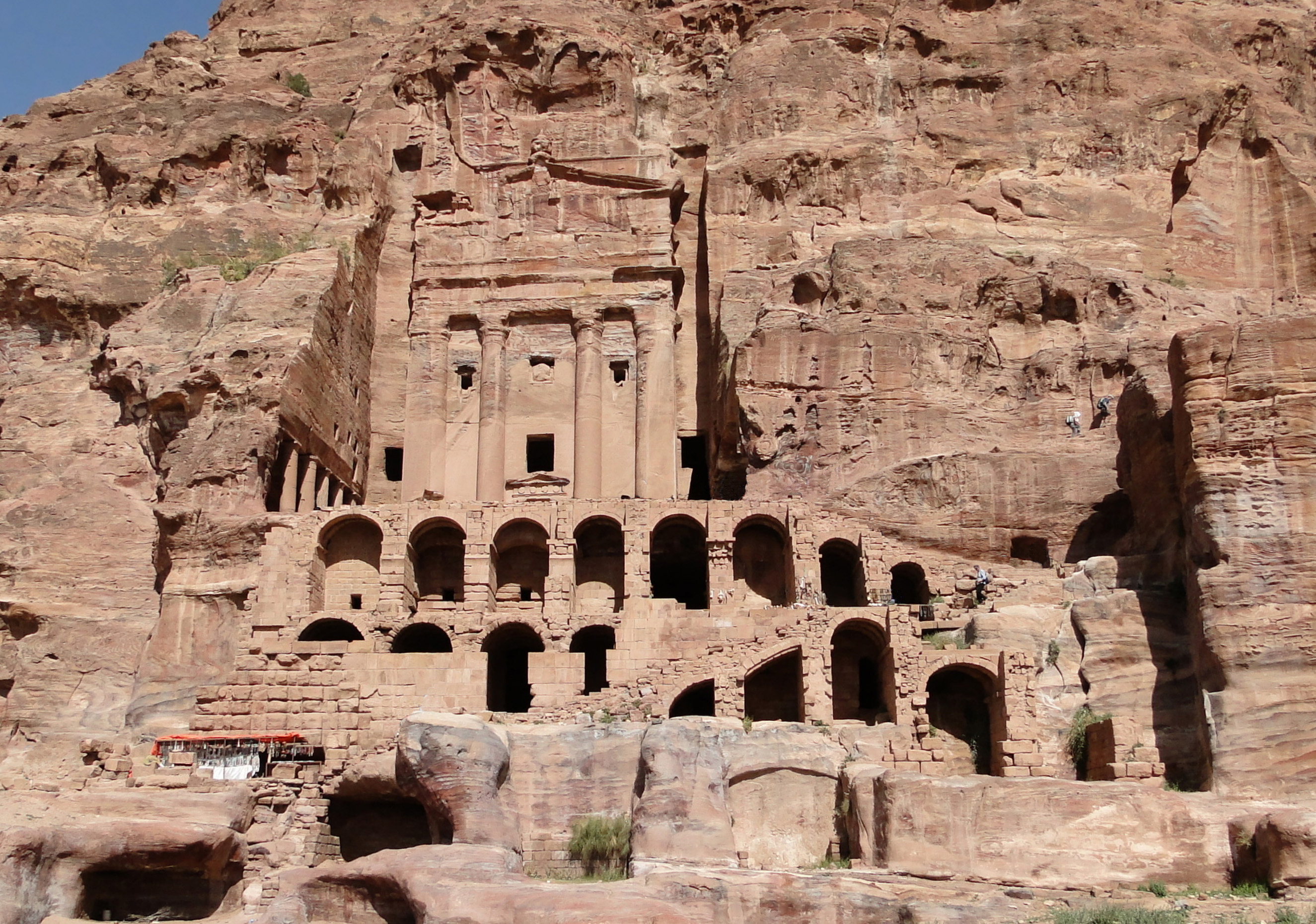
La Tomba de les Urnes
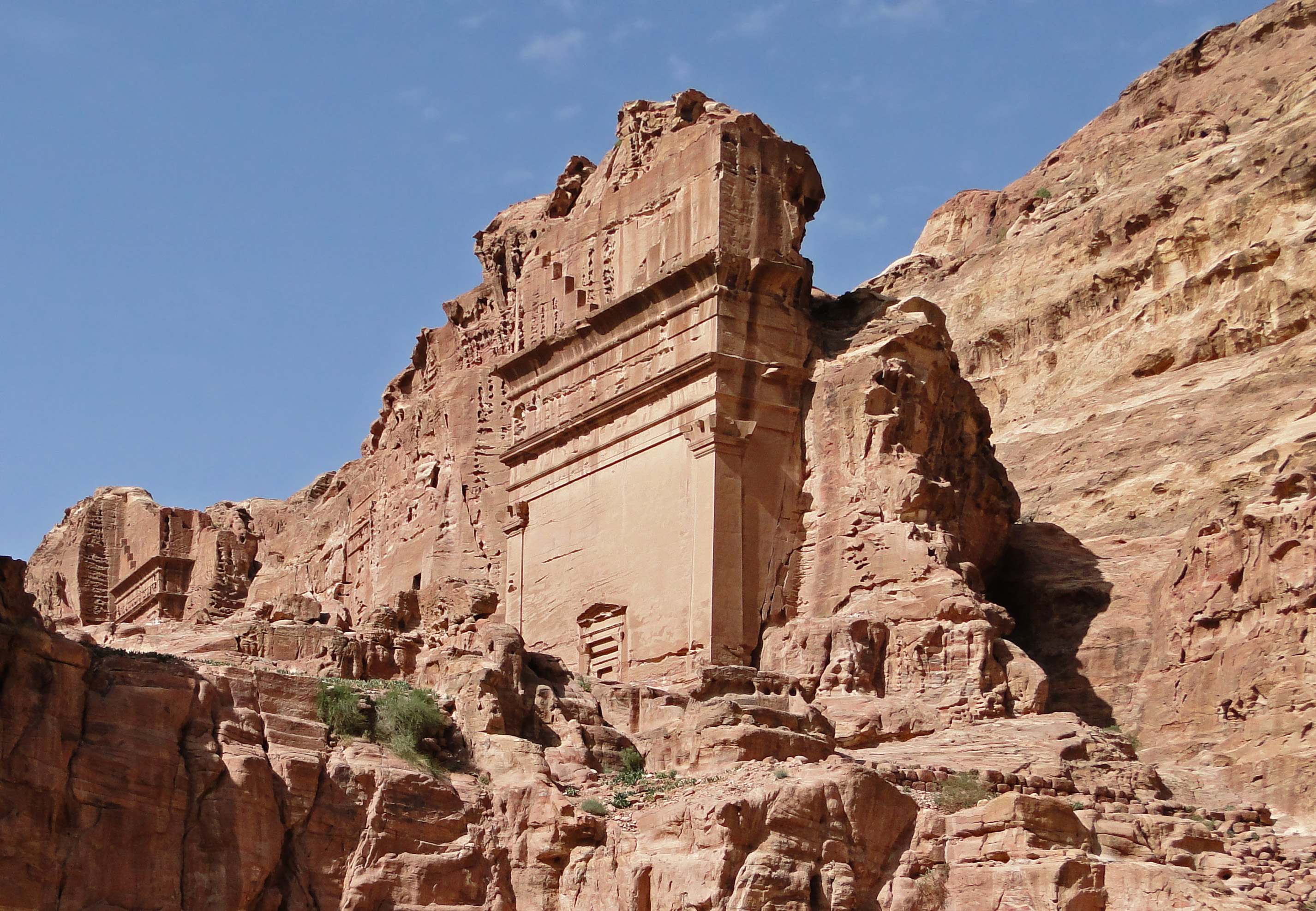
Tomba d'Uneishu
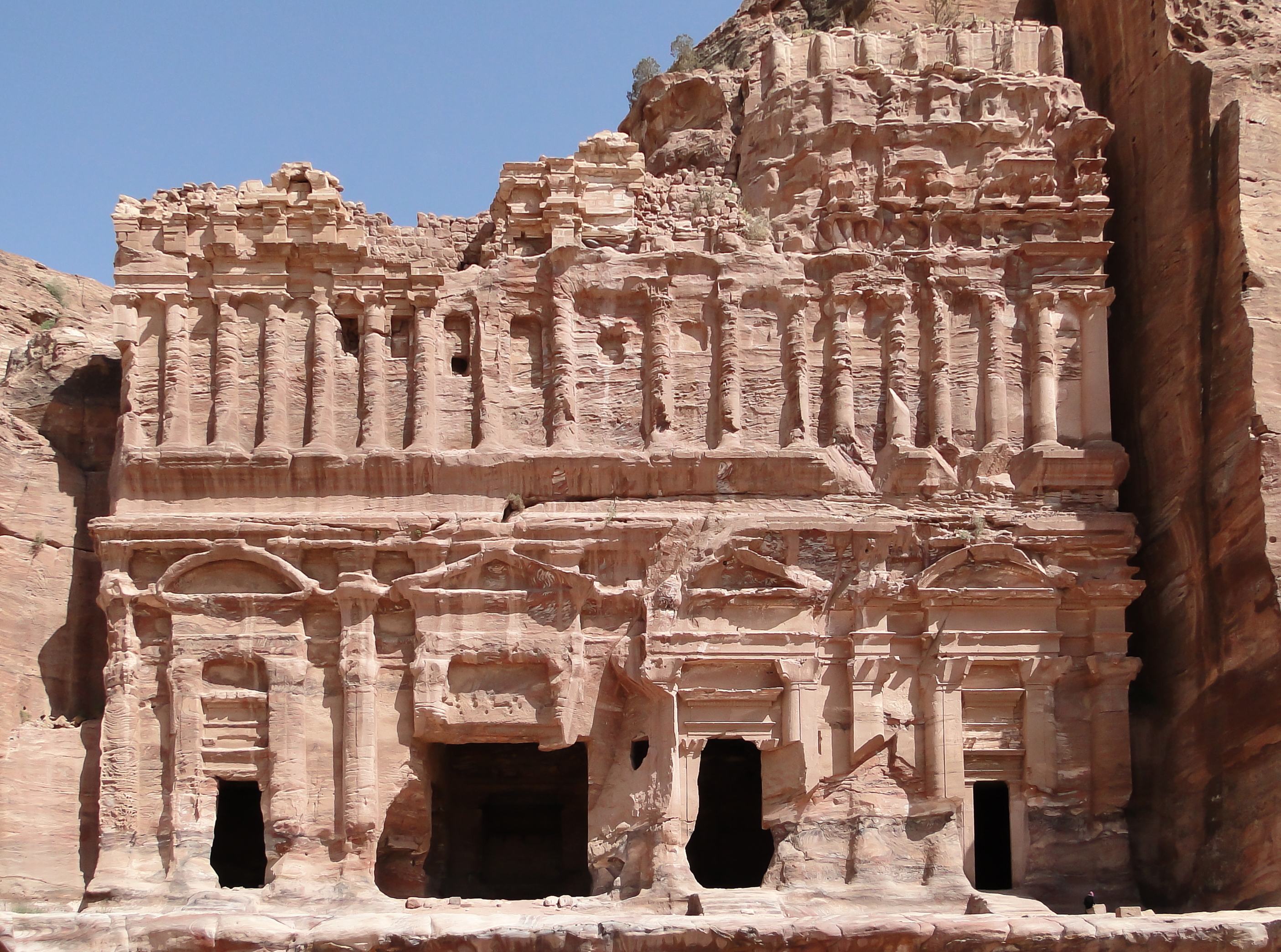
Tomba de Palau
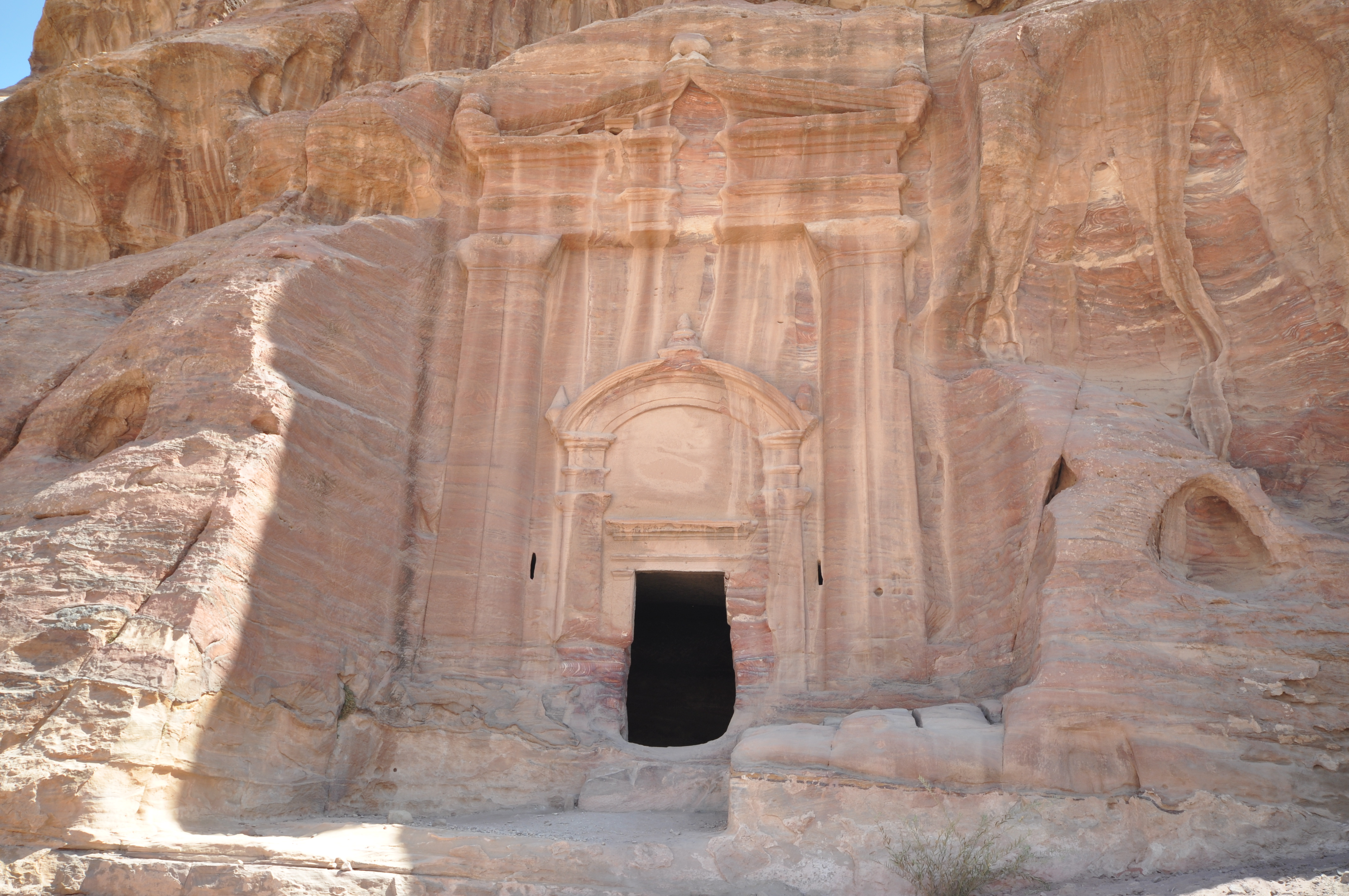
Tomba Renaixentista

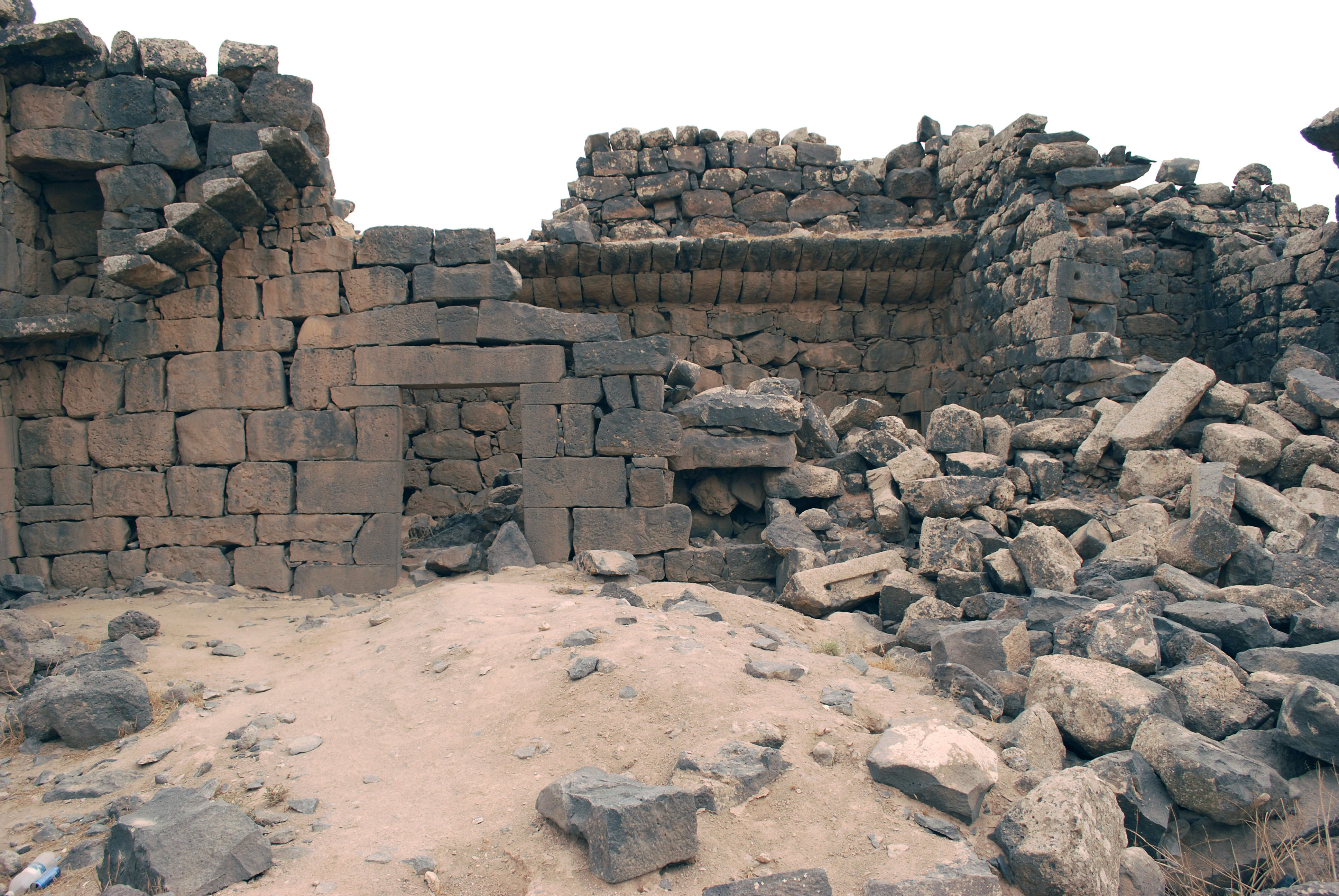
Temple nabateu a Umm al Jamal
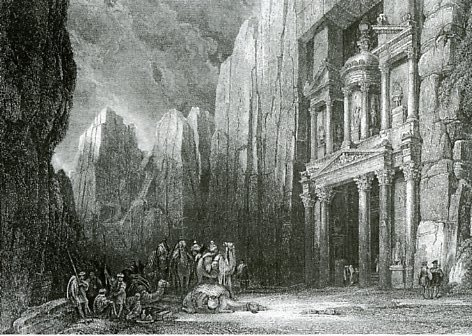
Selah (Petra, 1836)
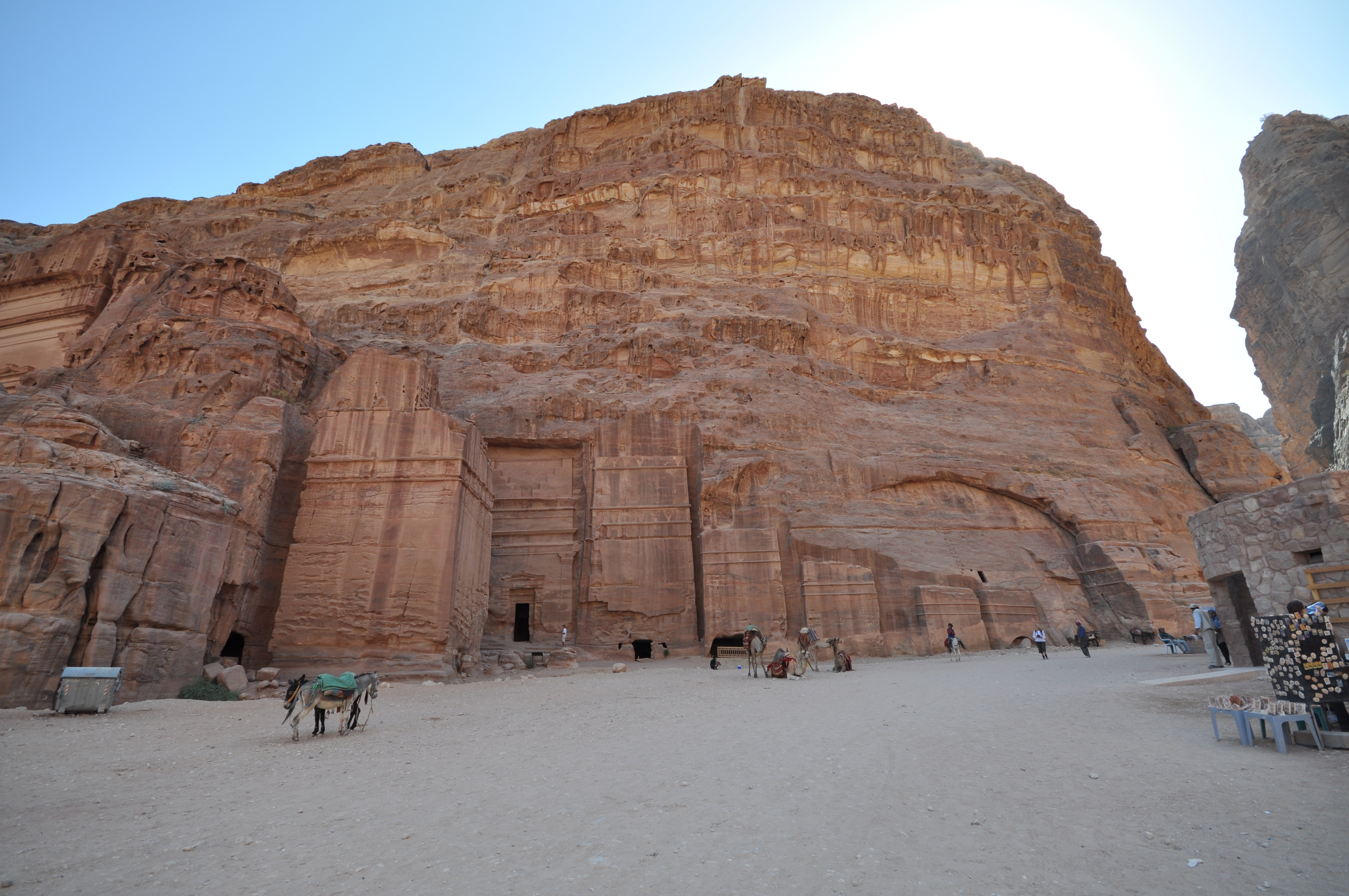
"Carrer" nabateu
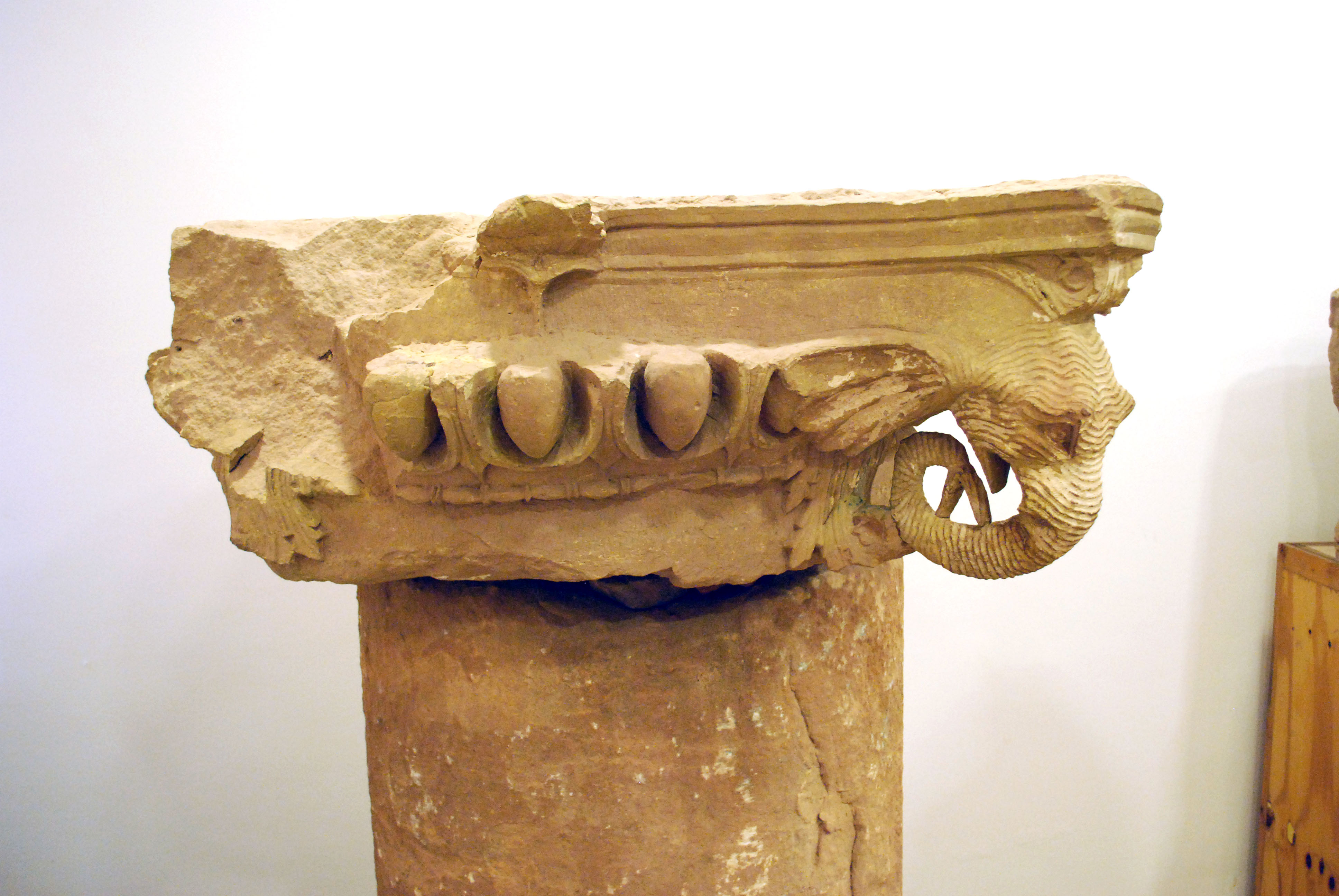
Capitell d'elefant esculpit, ca. segle I-II, Museu Arquelògic de Petra
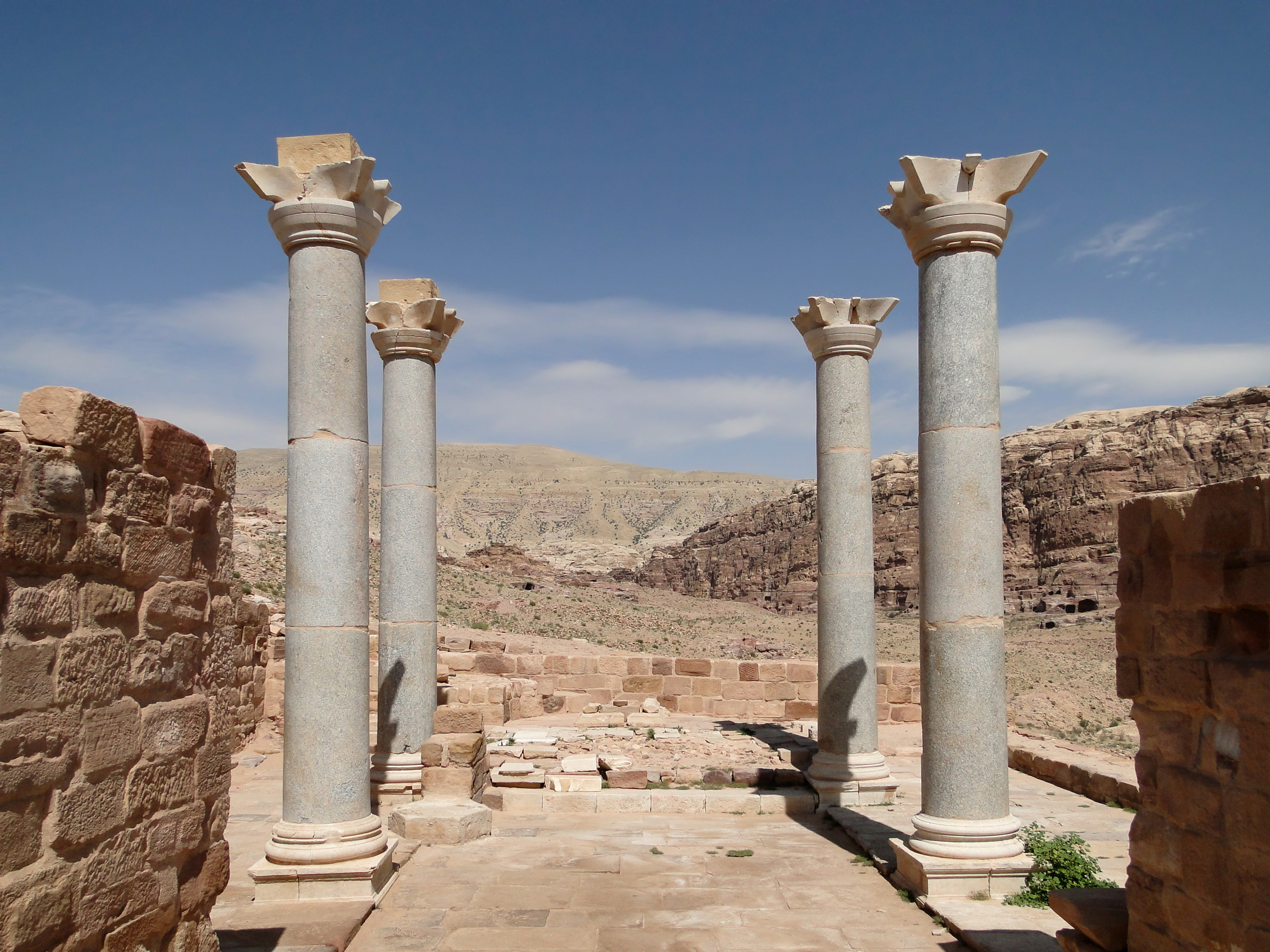
Capella Blava de Petra
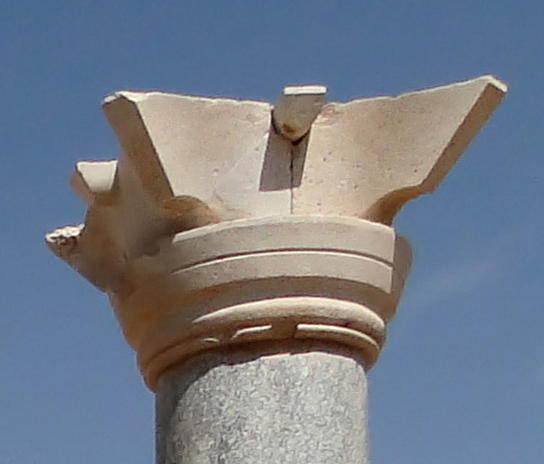
Detall de la Capella Blava

## Elements decoratius

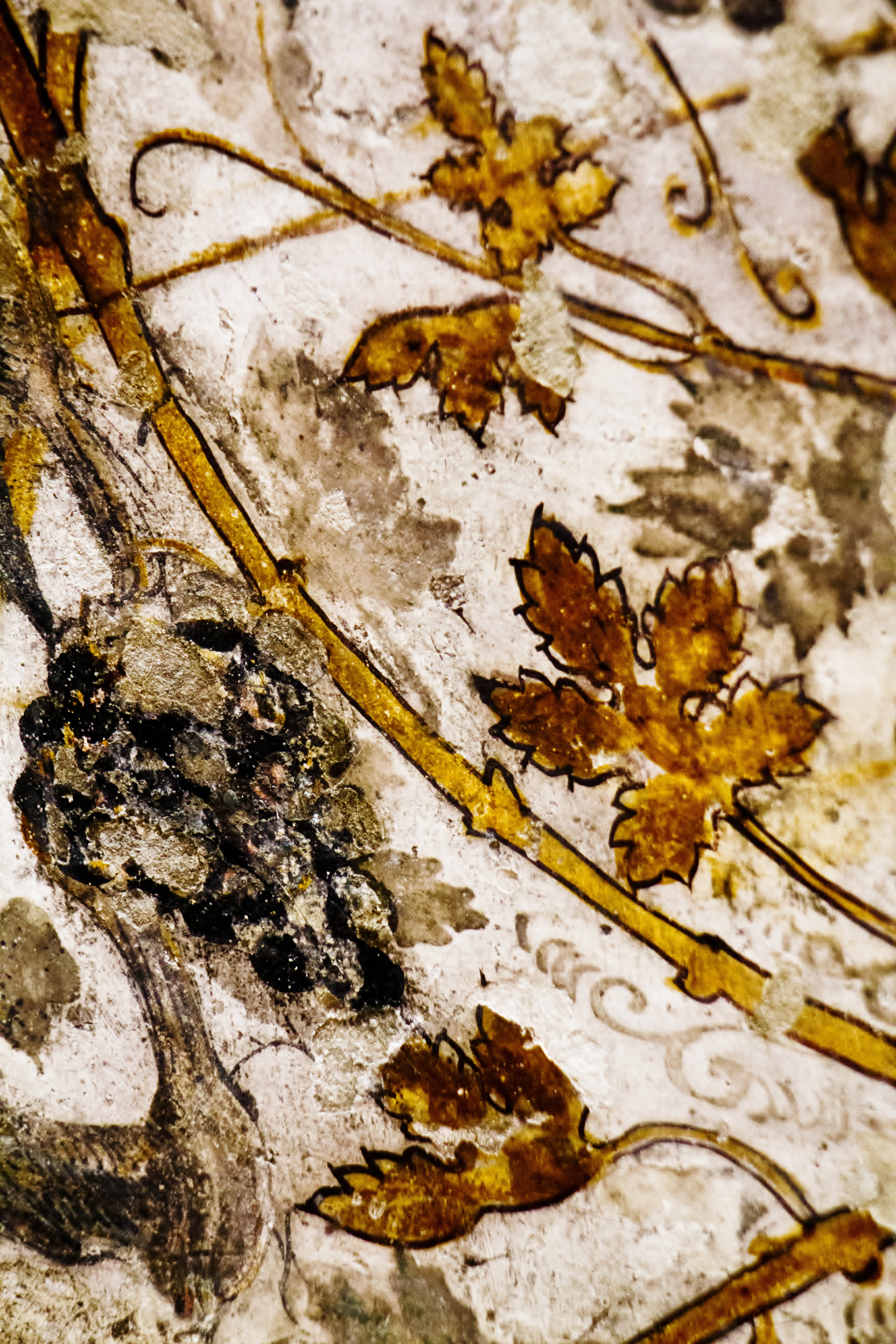
Detall d'un dels frescos del Biclinium, que mostra una parra

Han sobreviscut pocs exemples de pintura nabatea. La majoria són fragments de pintures interiors decoratives, que demostren que seguien l'estil hel·lenístic, del qual resten poques pintures.
El 2010, s'hi trobà que un biclinium, ara conegut popularment com la Casa Pintada, a Petita Petra (Jordània), tenia extensos frescos al sostre, ocults durant molt de temps sota el sutge de les fogueres beduïnes, i altres inscripcions de segles posteriors. Després d'una restauració de tres anys se'n van recuperar. Representen, amb gran detall i varietat de mitjans, inclosos esmalts i pa d'or, imatges com ara vinyes i amorets associats amb el déu grec Dionís, i això indica que l'espai podria haver estat utilitzat per al consum de vi, potser amb els comerciants visitants. A més a més de ser l'únic exemple conegut de pintura figurativa interior nabatea in situ, és un dels pocs exemples de pintura hel·lenística, considerat superior a les imitacions romanes posteriors d'Herculà.

Les pintures murals del Biclinium Pintat es poden agrupar en dues escenes. La cambra major té el mur sud decorat amb estuc, creant falsos elements arquitectònics que recorden algunes pintures murals pompeianes. La cambra interior té una decoració pintada en un estil diferent: en lloc d'adorns arquitectònics, les parets i el sostre voltat mostren plantes enfiladisses, flors, figures, ocells autòctons i insectes entrellaçats. Alguns erotes —petits déus alats associats amb l'amor i ocasionalment amb el cultiu del vi— es veuen participant en el treball de la viticultura, usant escales i esporgadors, carregant canastres de raïm i defensant les vinyes dels ocells carronyers. Els erotes van armats amb arcs, fletxes i llances. A més a més de les vinyes de raïm domesticades, vinyes silvestres de gerd i flors d'enfiladisses embolcallen l'escena per a retre homenatge a la flora de l'interior del nord de Petra. Twaisi et al. (2010) van identificar una figura antropomòrfica en l'escena a més dels erotes, que interpretaren com una representació de la dea egípcia romanitzada. L'escena iconogràfica general i els paral·lelismes arquitectònics amb altres parts de l'àrea de Petra, però, donen pes a l'atribució com un centre de culte dionisíac. La sala sembla haver estat embellida encara més amb una intricada decoració estucada. Es conserven restes d'un entaulament a les parets est i oest, i el centre de la volta alguna vegada va tenir un medalló d'estuc.

Frescos àrabs nabateus
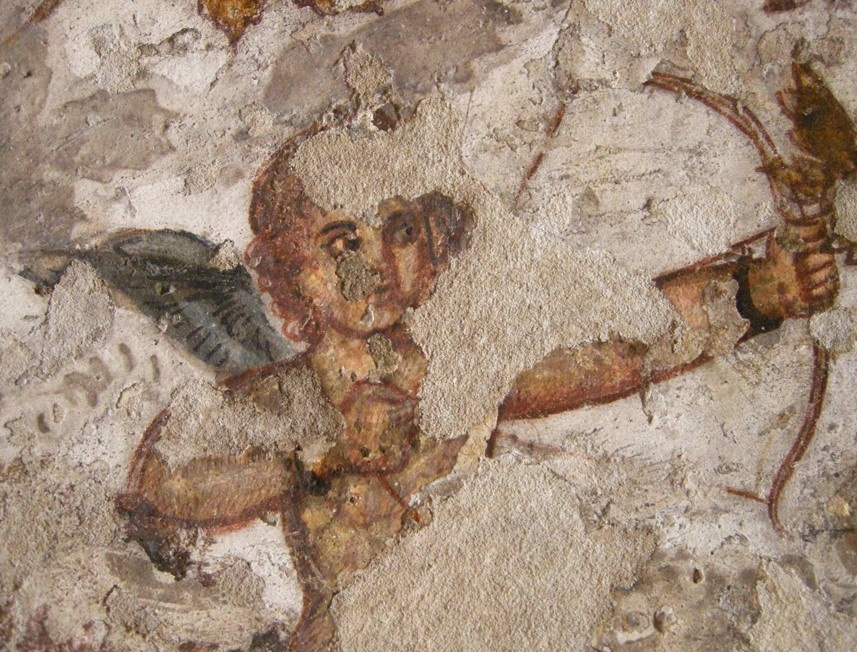
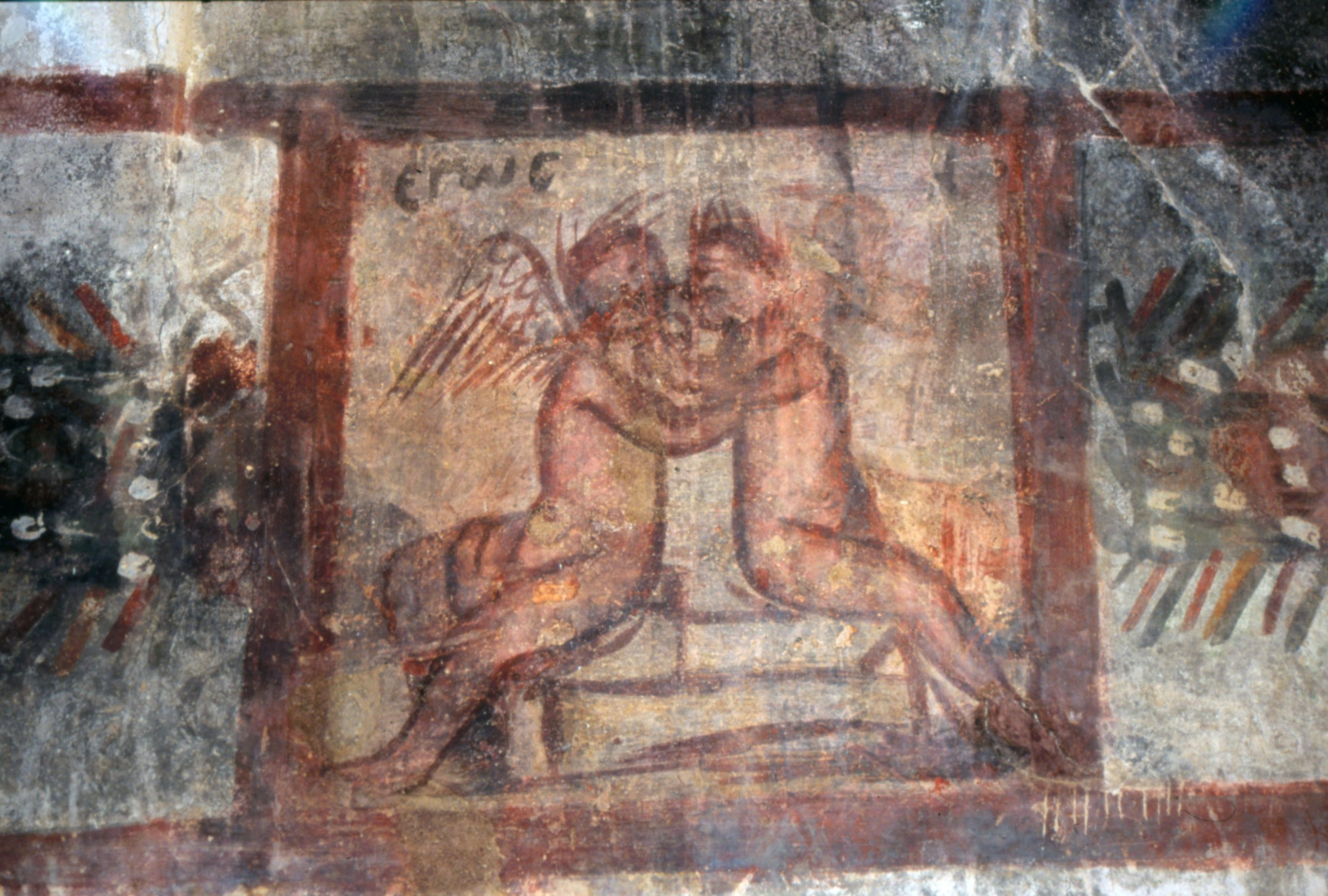
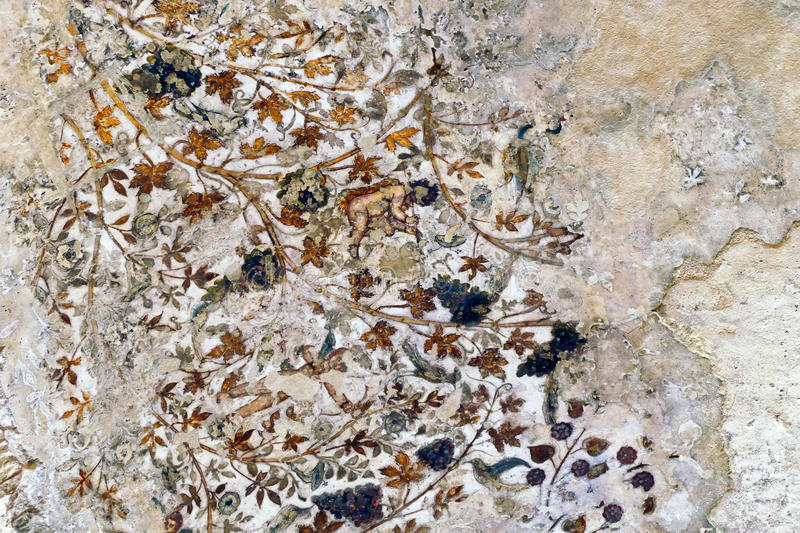

### Significat
La importància d'aquestes pintures radica en els seus elements figuratius, un tema que sovint està absent en la pintura nabatea preservada. Si bé es va trobar un petit fragment d'un rostre humà durant les excavacions del Gran Temple i l'excavació del Temple dels Lleons Alats revelà altres fragments selectes, els frescos en el Biclinium Pintat formen l'escena pintada més completa del registre arqueològic nabateu i l'únic que resta in situ. Els trets de la composició, inclosos els ulls ametlats i les barbetes redones, tenen paral·lelismes amb altres pintures i mosaics hel·lenístics, mentre que els temes florals i faunístics són clarament autòctons. Tot i que el registre arqueològic que apunta al culte dionisíac sembla prolífic entre l'elit nabatea, pocs contextos conserven cap registre d'aquesta pràctica, tret de l'arquitectura i la ceràmica. El Biclinium Pintat posa una nota de color en la tradició religiosa del ric paisatge semiàrid conreat al voltant de Petra.

## Infraestructures associades amb l'aigua

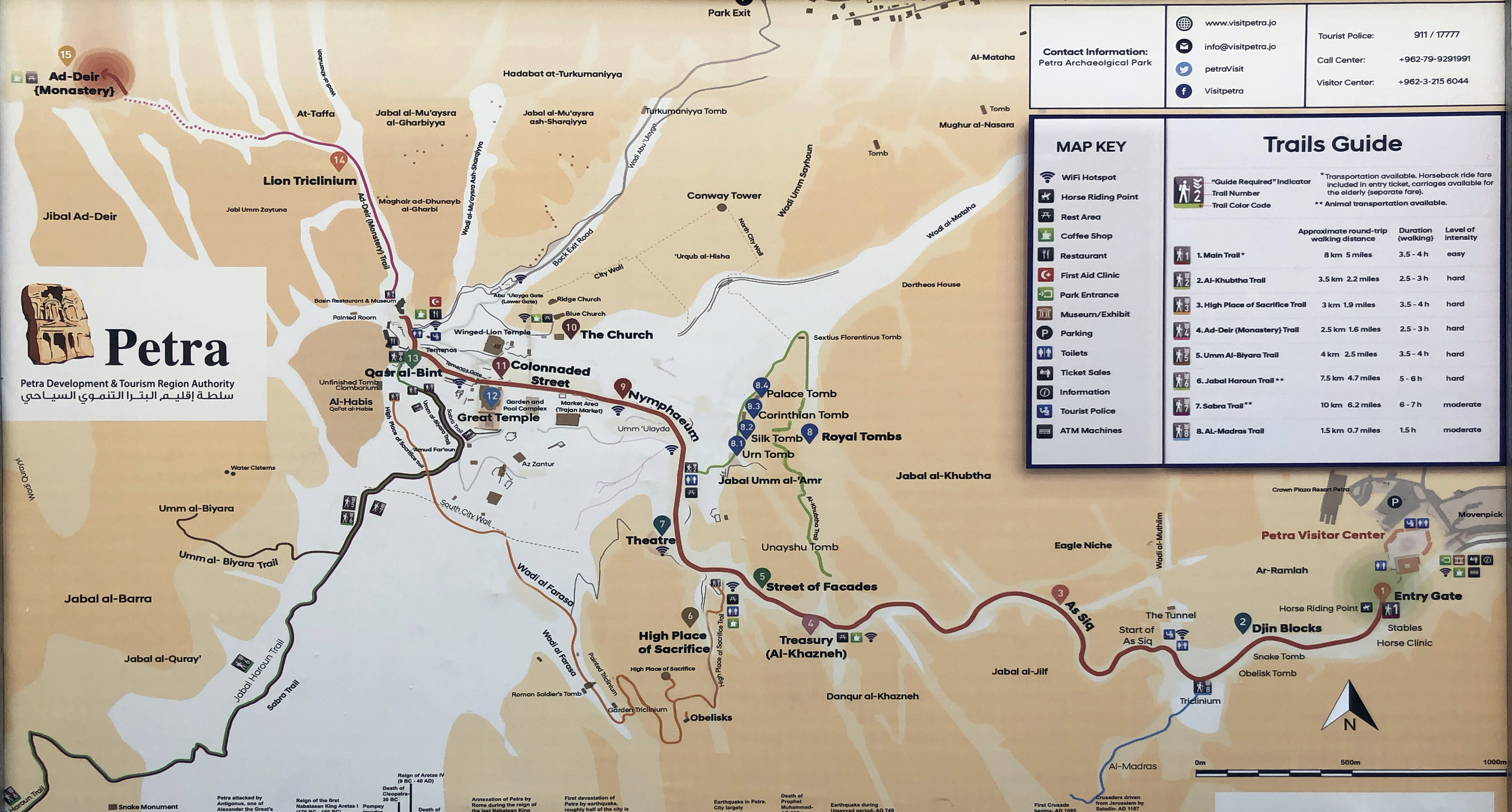
Mapa de Petra

El sistema d'enginyeria de proveïment d'aigua fou l'avanç més important de la civilització nabatea en la capital, que feu possible la vida a l'àrea resseca del desert jordà. Aquest sistema contenia mètodes de conservació d'aigua i rescloses que recollien l'aigua de pluja durant l'hivern. Els nabateus també empraren un sistema controlat de canals i canonades d'argila per a distribuir l'aigua per la ciutat.
Les excavacions han demostrat que fou la capacitat dels nabateus per a controlar el subministrament d'aigua allò que feu sorgir la ciutat del desert, tot creant un oasi artificial. L'àrea pateix inundacions sobtades, però l'evidència arqueològica mostra que els nabateus les controlaren amb preses, cisternes i conductes d'aigua. Aquestes innovacions van permetre emmagatzemar l'aigua durant els períodes perllongats de sequera i que la ciutat prosperàs amb la venda d'aigua.

### Hidrologia i hidràulica

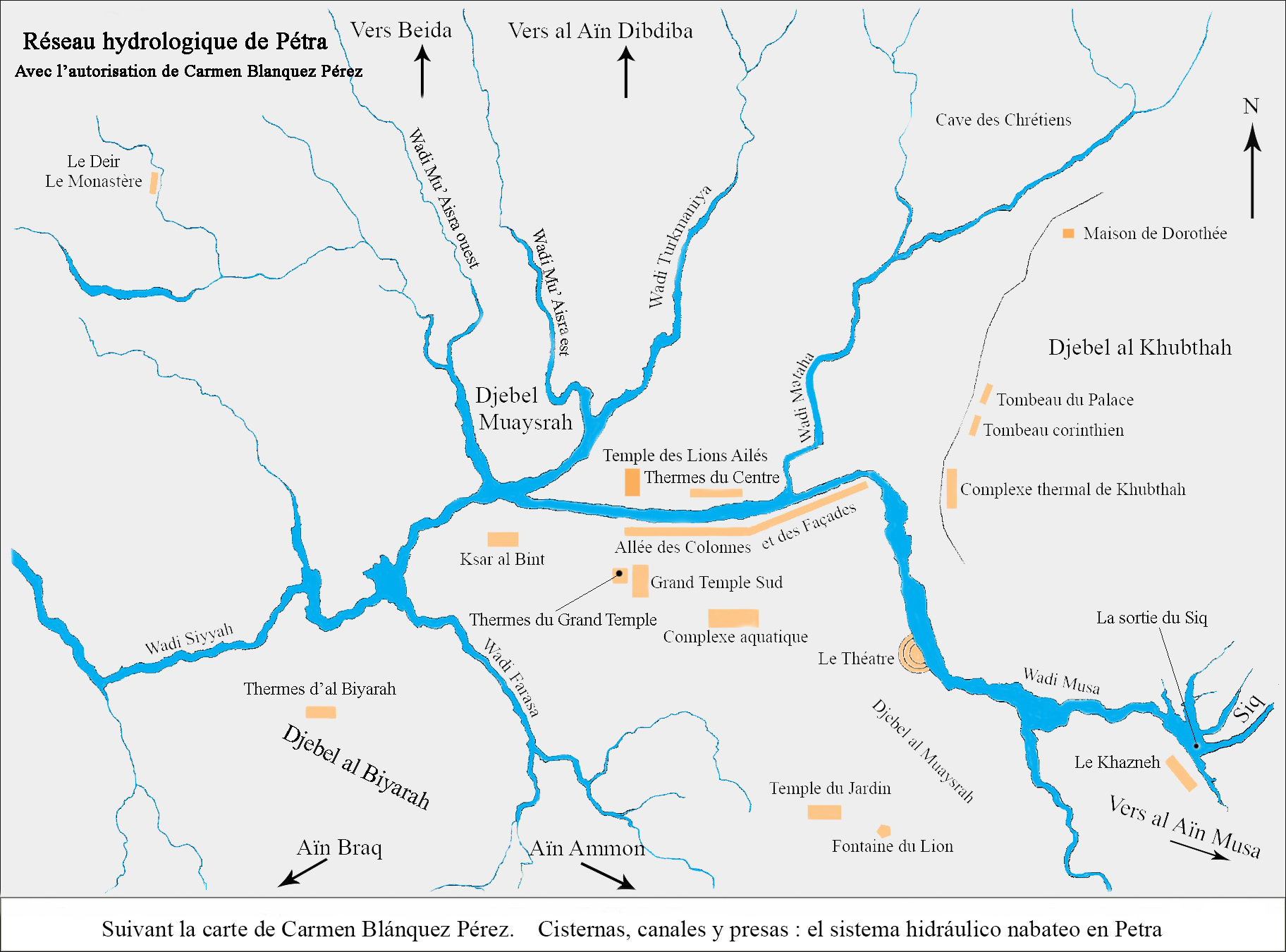
Mapa amb la xarxa hidràulica de Petra

L'aigua, amb la comprensió de la seua hidrologia i hidràulica, fou el principal motor de Petra. La ciutat està construïda en una vall envoltada de muntanyes, travessada pel wadi Musa, un torrent que flueix d'est a oest, divideix la ciutat en dues i n'és la columna vertebral. Estrabó, del segle I abans de la nostra era, en el seu recorregut cap a Orient passà per Petra i va indicar que el nucli urbà «(…) se situa en el seu conjunt en un terreny pla i uniforme (…) protegit per un cercle d'escarpades i abruptes roques».

Antics pous i cisternes àrabs nabateus a Negev (Palestina)
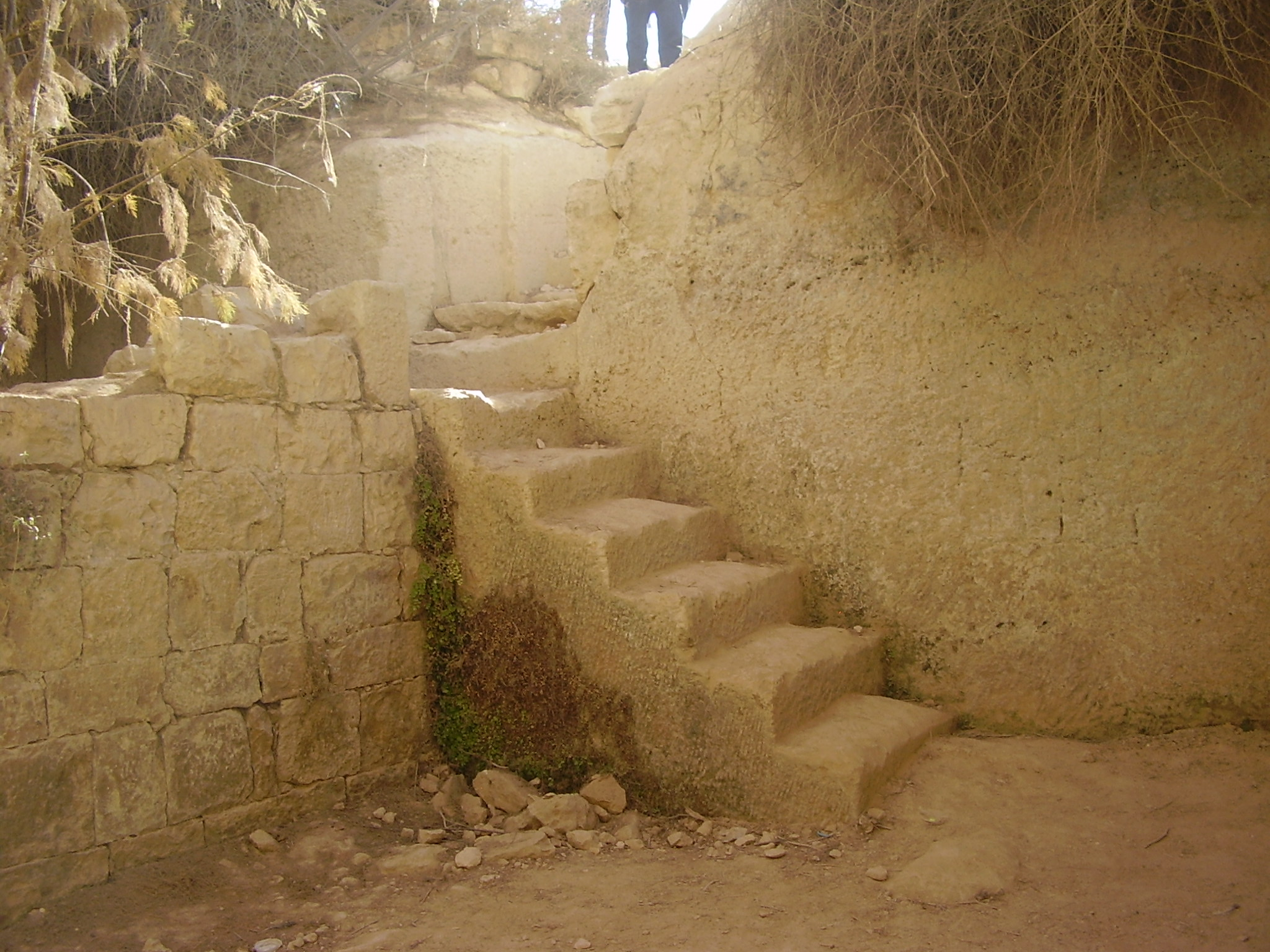
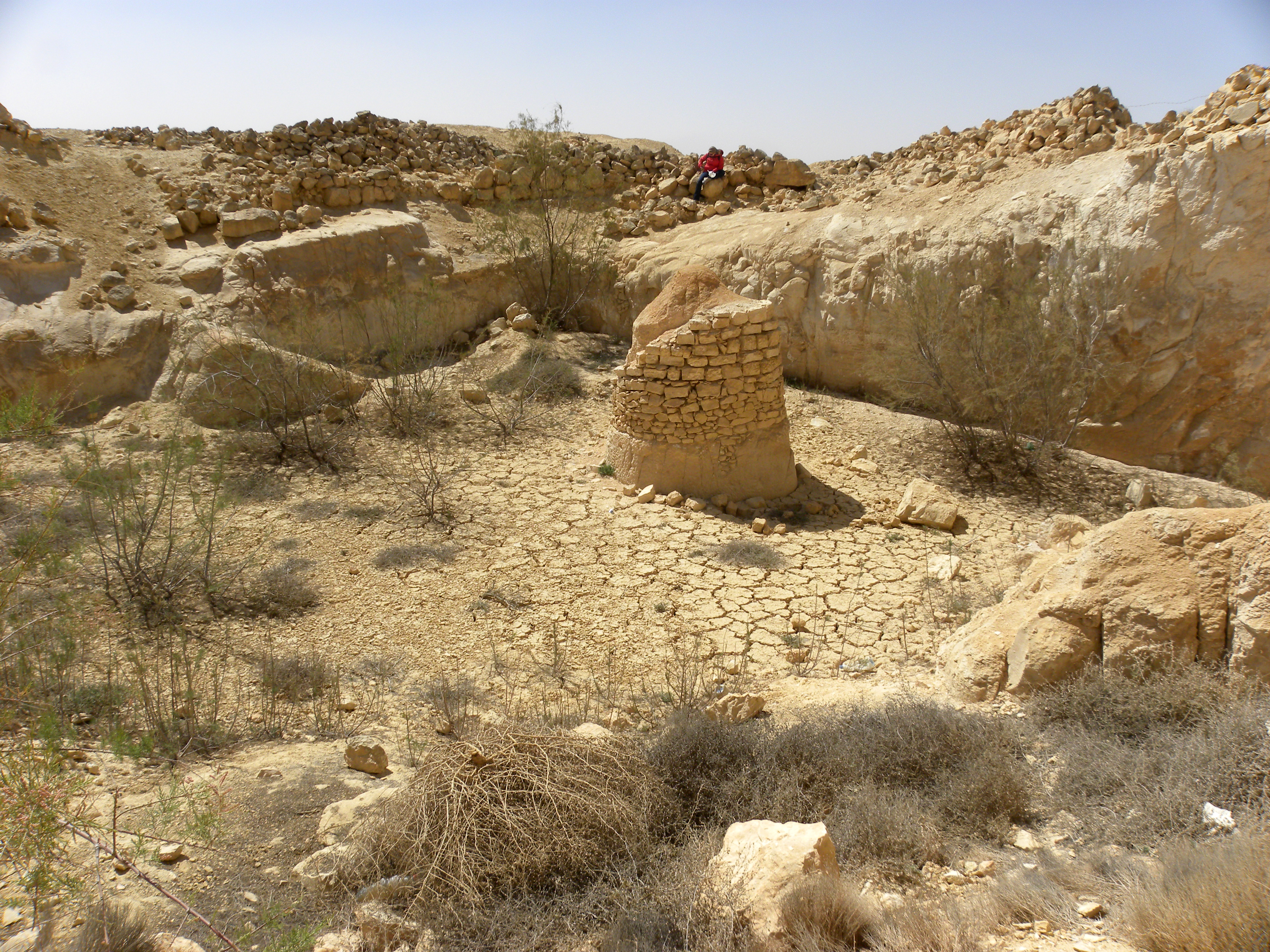
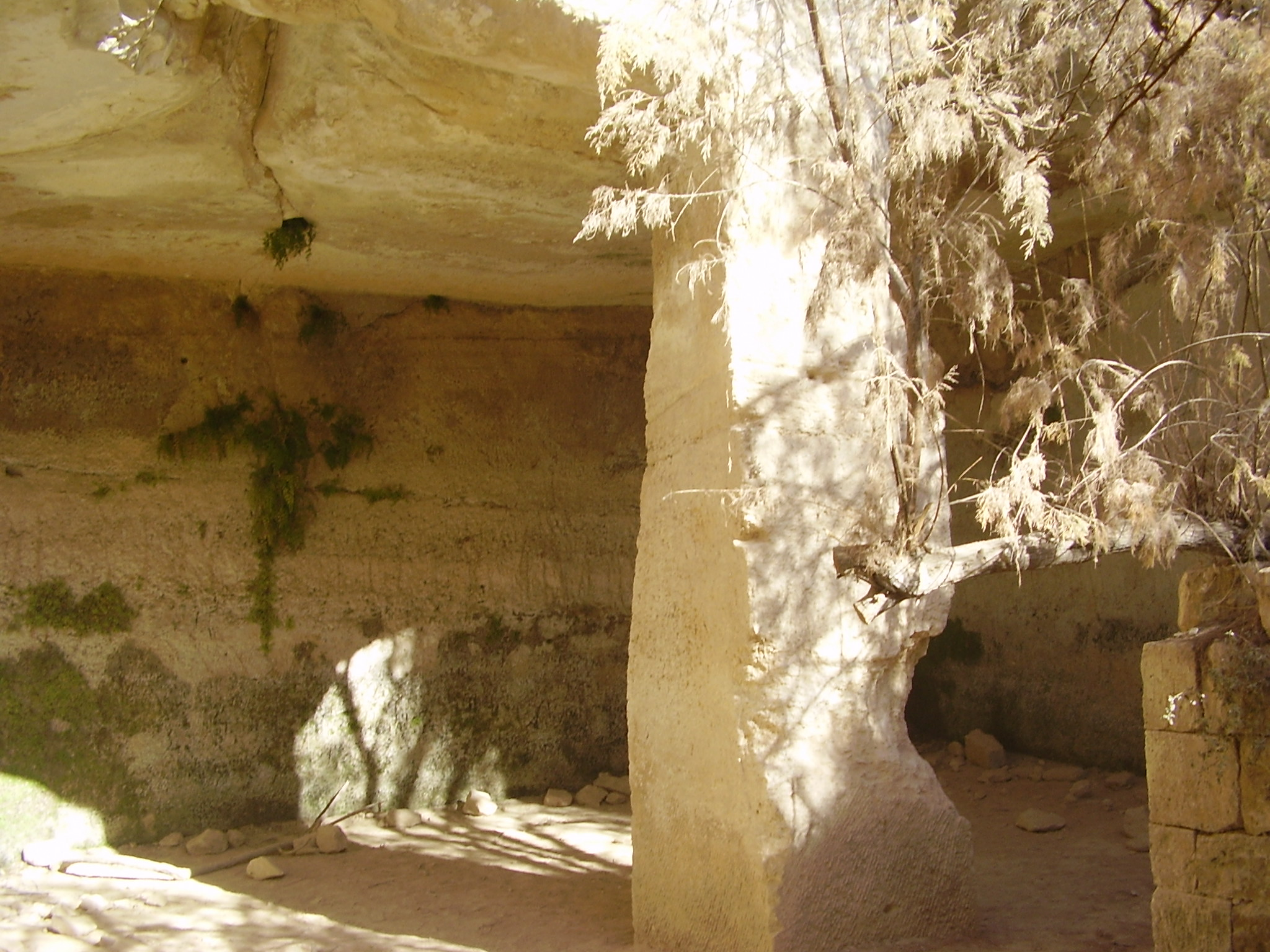

A part d'unes poques deus, algunes de poc de cabal, tot el lloc de Petra està desproveït de fluxos d'aigua permanents, insuficients per a les necessitats d'una ciutat que continuà creixent durant quasi un mil·lenni. Charles Ortloff, arqueòleg de la Universitat de Chicago, opina que, en el seu apogeu, la població urbana de Petra arribaria a 30.000 habitants. «Per tant, hem d'apel·lar a les construccions humanes perquè la vida siga possible en un medi natural on hi ha escassetat d'aigua superficial...». Petra rep quantitats importants d'aigua de pluja durant uns mesos a l'any, i això motivà la construcció d'infraestructures hidràuliques per a permetre la captació de l'aigua de pluja, l'emmagatzematge i la distribució per a atendre les necessitats urbanes.

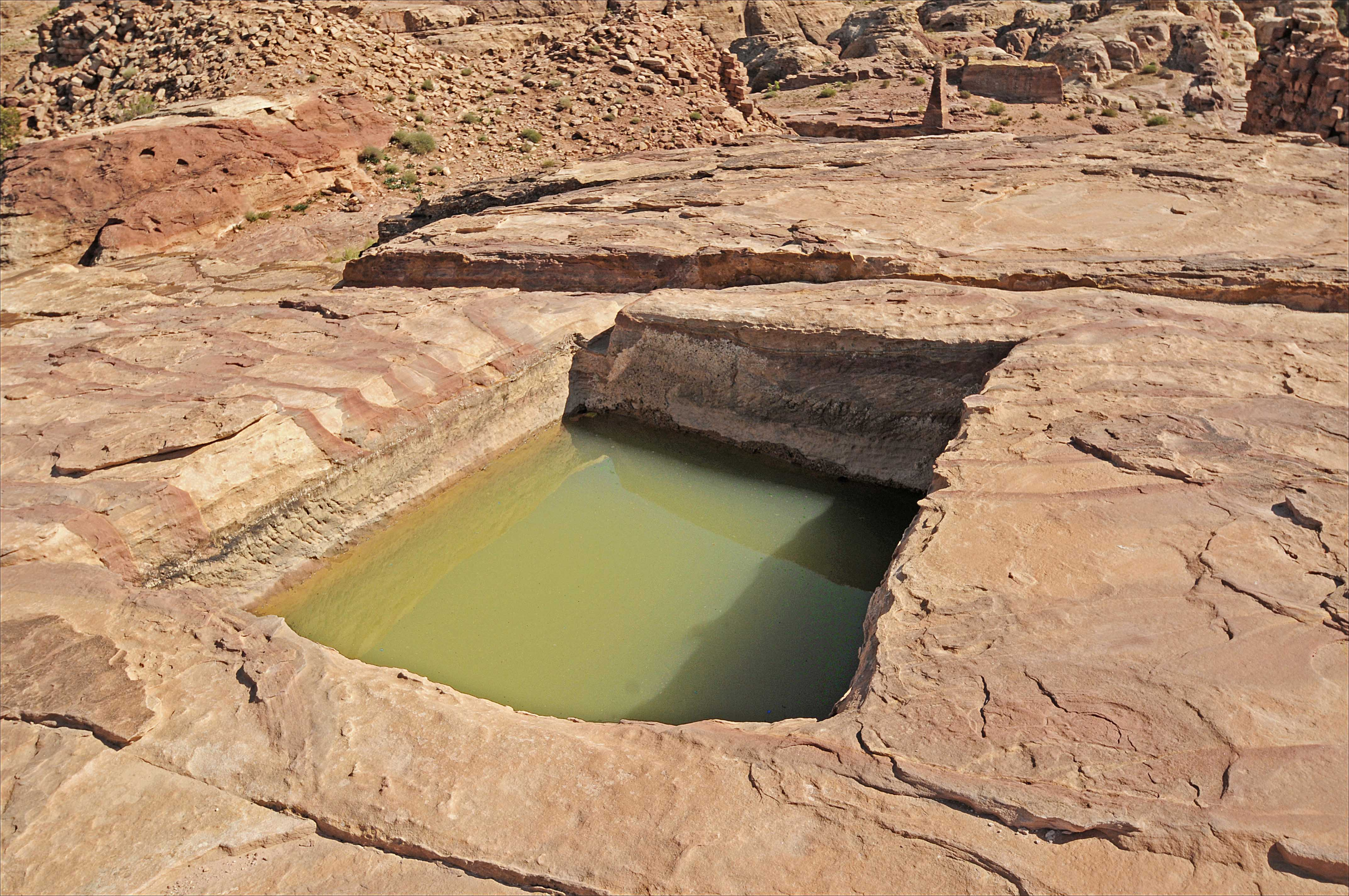
Tanc d'emmagatzematge d'aigua, excavat en el sòl rocós del desert al voltant de Petra

Algunes muntanyes, com les Sharah, que s'eleven a 1.550 m a la part occidental de la ciutat, tenen fonts d'aigua —Aïn Musa, Aïn Debdebeh, Aïn Umm Sar'ab, Aïn Ammon, Aïn Beidha, Aïn Bebdbeh i Aïn Braq— les aigües de les quals es canalitzen a Petra. «Les solucions adoptades, els mètodes i les tècniques emprades, confirmen que el disseny hidràulic nabateu podia satisfer, i fins i tot superar, les necessitats de Petra, i fou una de les principals raons de la prosperitat de la ciutat durant segles». L'aigua escassejava a Petra, sobretot en l'estació càlida i seca de juny a setembre. Els primers treballs, realitzats amb eines rudimentàries, tenien petites dimensions —cisternes, trinxeres, aqüeductes— als plans o en terrenys d'escassa resistència a l'excavació. «Tan aviat com es troba un desenvolupament de certa grandària i regularitat, una canalització o una conca construïda, es veuen immediatament les marques de l'hel·lenisme orientalitzat primer, després de Roma i, més tard, de Bizanci...».

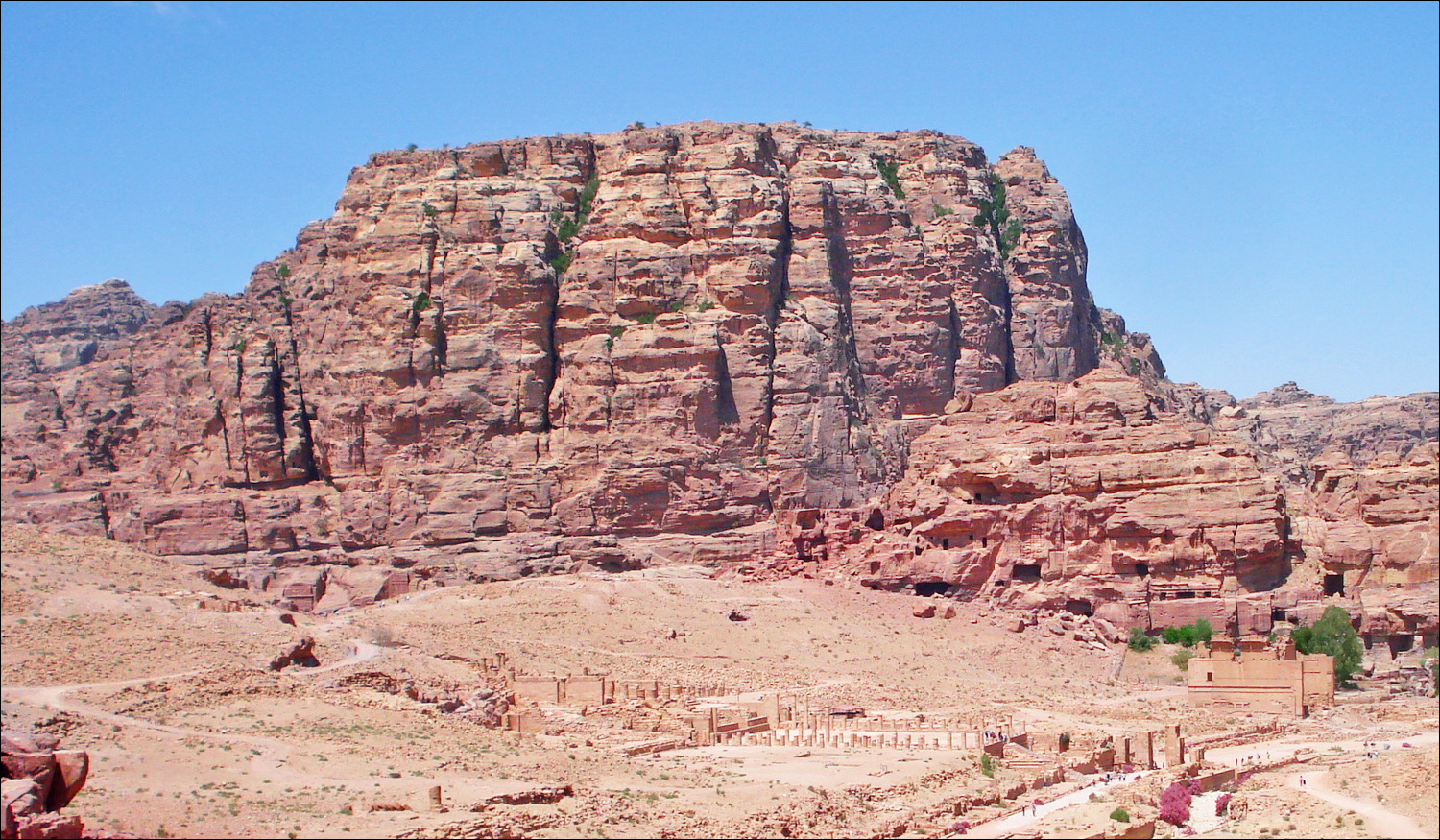
La muntanya d'Al Biyara —la «mare de les cisternes»— amb el centre de Petra

Estrabó parlà de les aigües amb abundants ullals: «(...) i la part interior de la ciutat té deus en abundància, tant per a les necessitats domèstiques com per al reg dels jardins...». Per a captar aigua dolça de les poques deus disponibles i retenir les aigües torrencials que fluïen de les muntanyes cap a la vall, des de novembre fins a abril, els habitants alçaren infraestructures al llarg dels segles per a la captació, emmagatzematge i distribució. També es poden trobar arcs que sostenen estrets aqüeductes per a creuar d'un penya-segat a un altre, sense canviar de nivell, i qanats excavats dins la muntanya.

«(...) Umm al-Biyara ['la mare de les cisternes'] és una àmplia àrea rocosa que domina la ciutat cap a l'oest. Els nombrosos vestigis de cisternes excavades, atribuïdes als edomites, de mitjan primer mil·lenni abans de la nostra era i probablement anteriors, solen tenir forma d'ampolla, un coll estret, i un eixamplament en la profunditat». Per a la captació de l'aigua, filtració i emmagatzematge, el transport a vegades a llargues distàncies, els hidràulics i lampistes àrabs nabateus de Petra s'inspiraren en tècniques ja emprades uns mil·lennis abans, a les ciutats de la Vall de l'Indus, Mohenjo-Daro, Harappa, i a Jerusalem, o per al proveïment del Palau de Knossos a l'illa de Creta. Les condicions geogràfiques i hidrològiques de la ciutat, però, van obligar a repensar noves tècniques hidràuliques, més escaients a les necessitats dels pobladors de Petra com a residents permanents o simplement els caravaners, comerciants de mirra, i viatgers.

Antics pous i cisternes àrabs nabateus a Negev (Palestina)
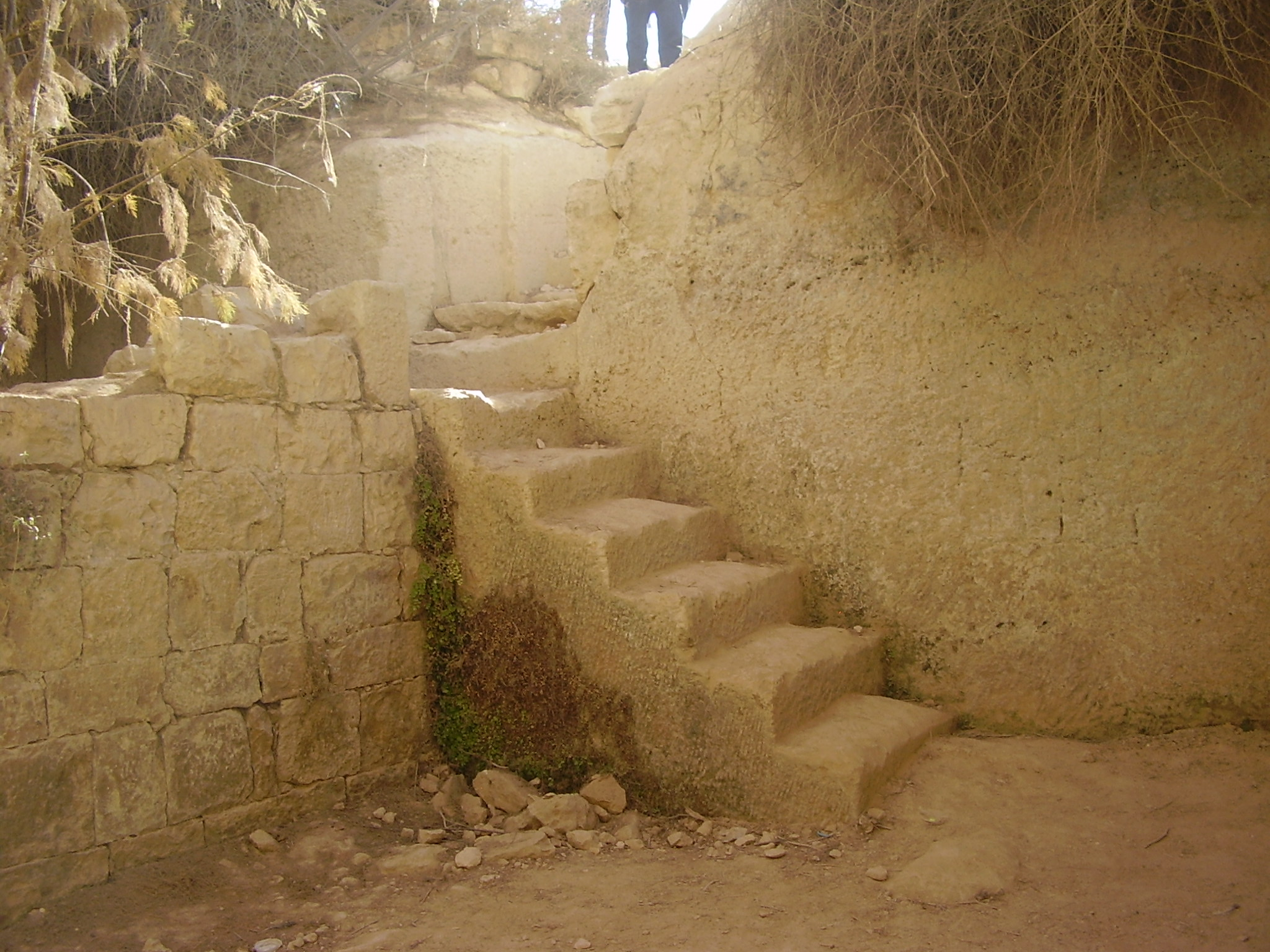
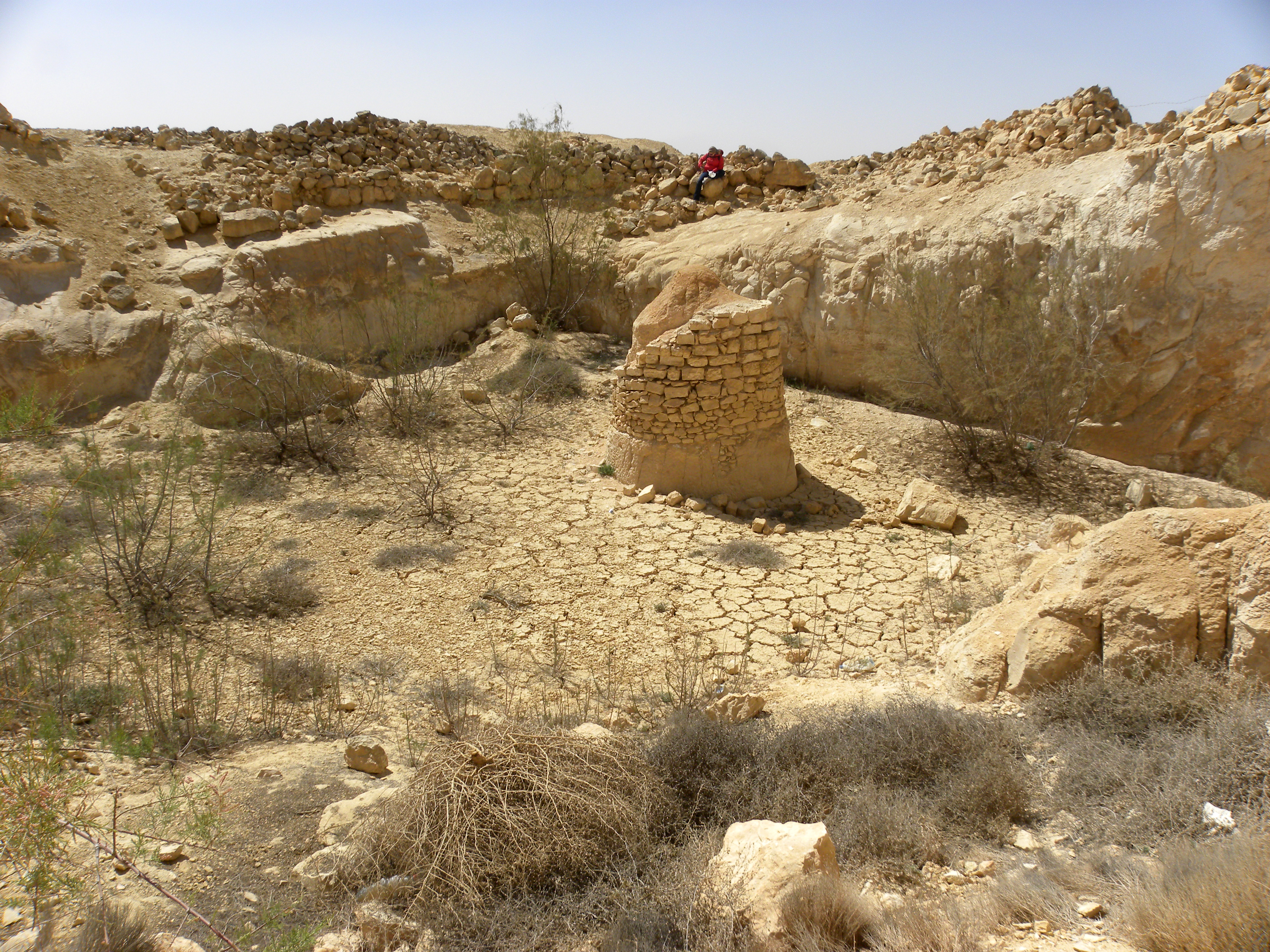
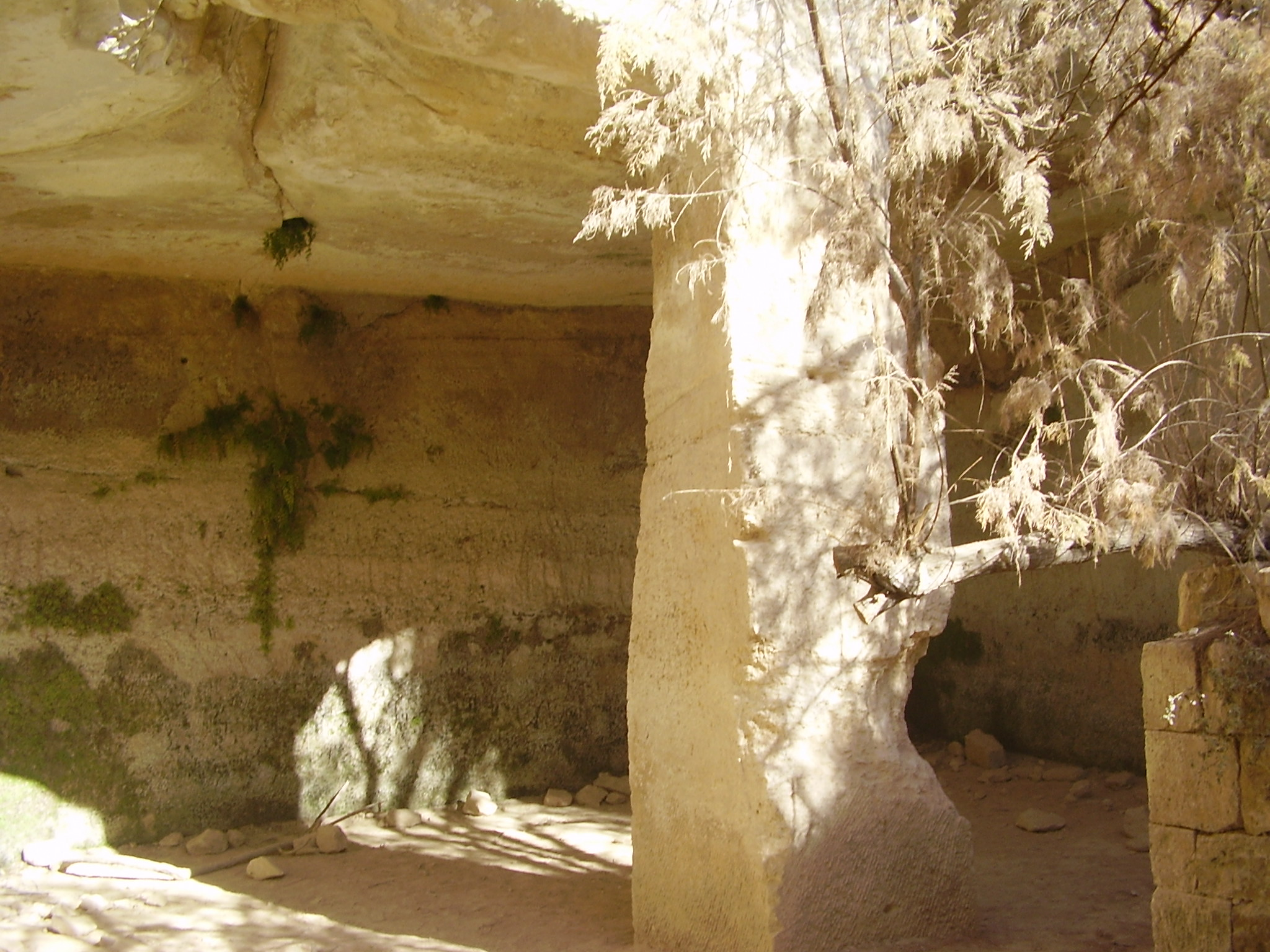

«(...) Alguns mitjans tècnics per a capturar i guardar un part de l'escolament de pluja amb preses i aljubs, així com la construcció de sistemes de control d'inundacions, canonades i canals per a dur aigua des d'ullals i la gestió d'aquests recursos per al lliurament continu d'aigua a la ciutat, és crucial per a entendre la contribució nabatea a la ciència hidràulica. […] Si bé l'emmagatzematge d'aigua fou una de les claus de la supervivència de la ciutat, les fonts internes i externes a la ciutat, […] Ain Mousa, Ain Umm Sar'ab, etc., proveïen d'aigua que s'hi canalitzava. […] Aquesta era la principal font de proveïment d'aigua del centre urbà...».

Canals d'aigua al Siq
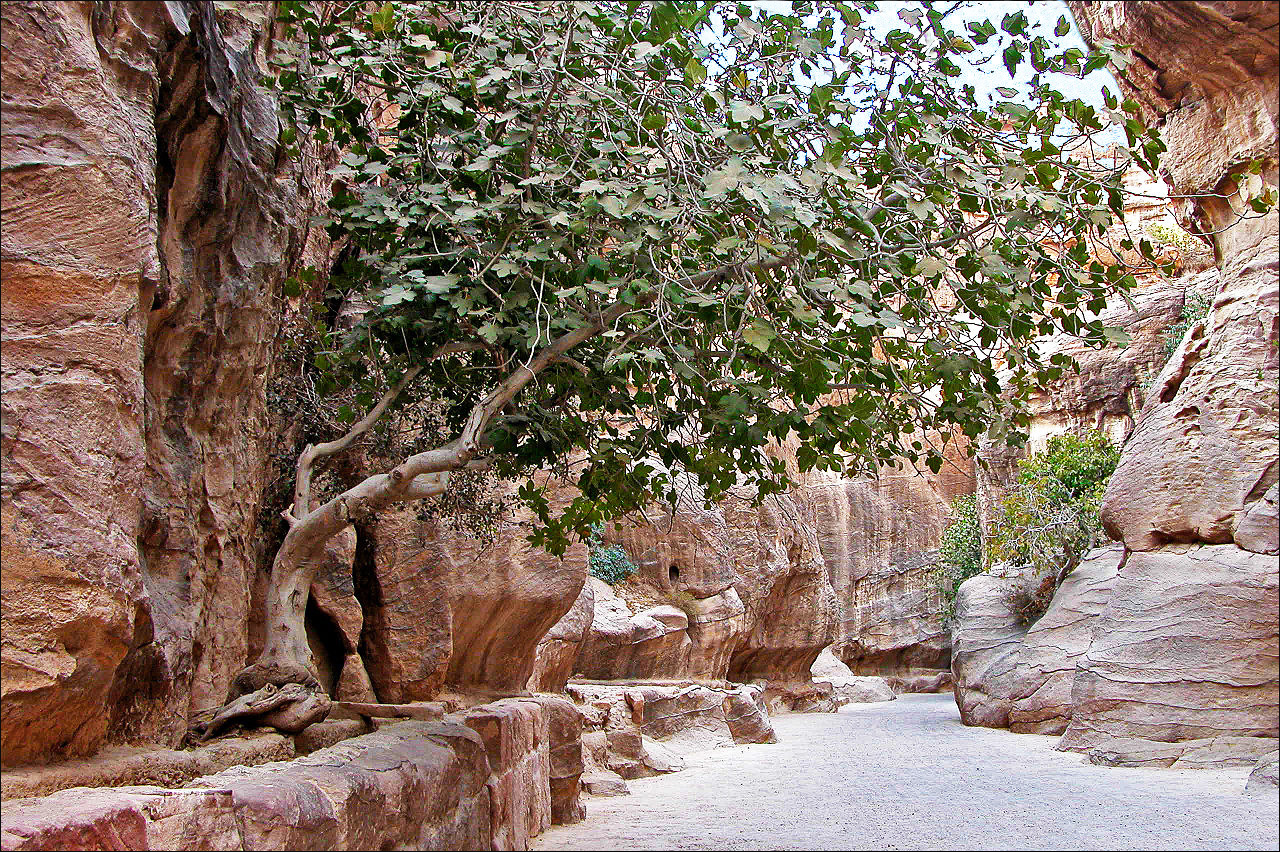
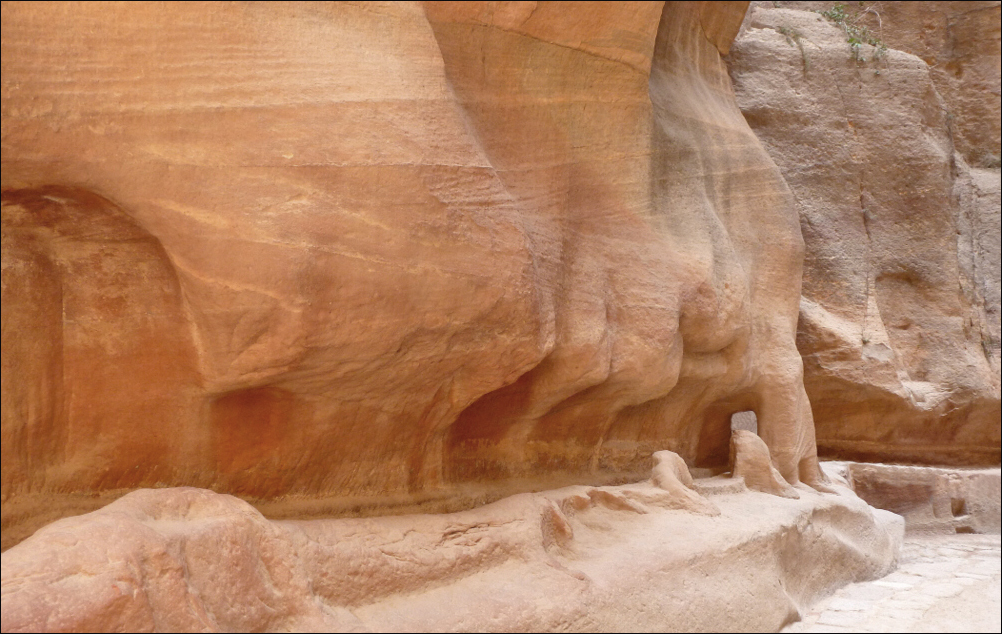

Charles R. Ortloff va reconstruir el plànol de la xarxa hidràulica de Petra i hi va identificar un total de 8 fonts d'aigua, 40 preses i embassaments i més de 200 dipòsits i aljubs, amb un conjunt de canalitzacions major de 200 km. No s'hi inclouen pas els dipòsits d'aigua als vessants de les muntanyes, amb la construcció de bancals per a conreus. Aquest principi àrab de captació tradicional d'aigua és el sistema més antic conegut, tant de replega com d'emmagatzematge d'aigua de pluja per a finalitats agrícoles.

### Captació d'aigua

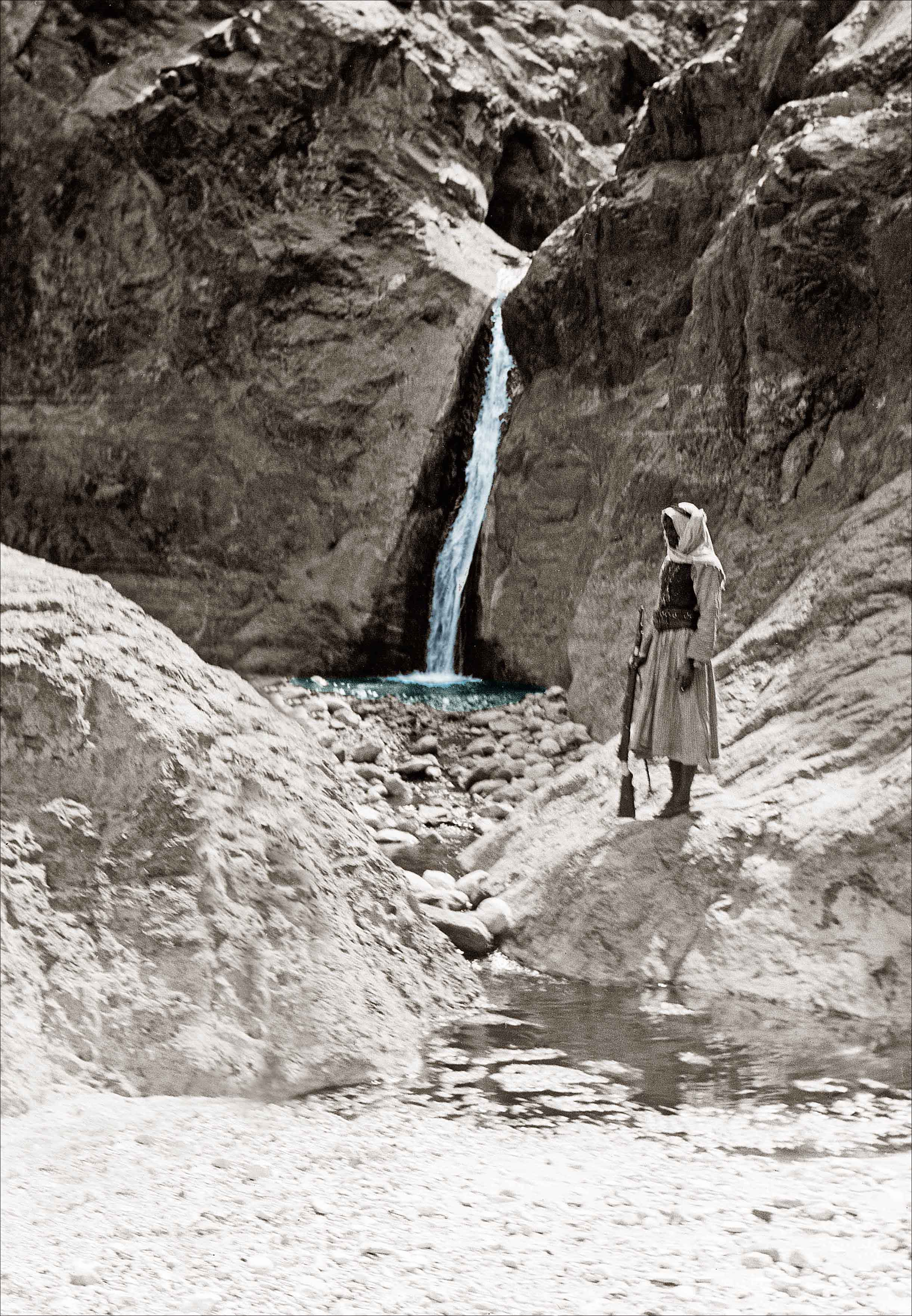
Una cascada a Wadi Siyyagh al voltant del 1900

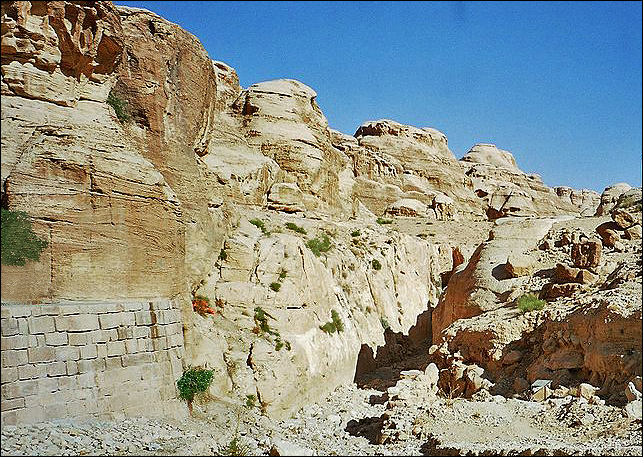
Antiga presa a l'entrada del Siq, amb desviació cap al túnel

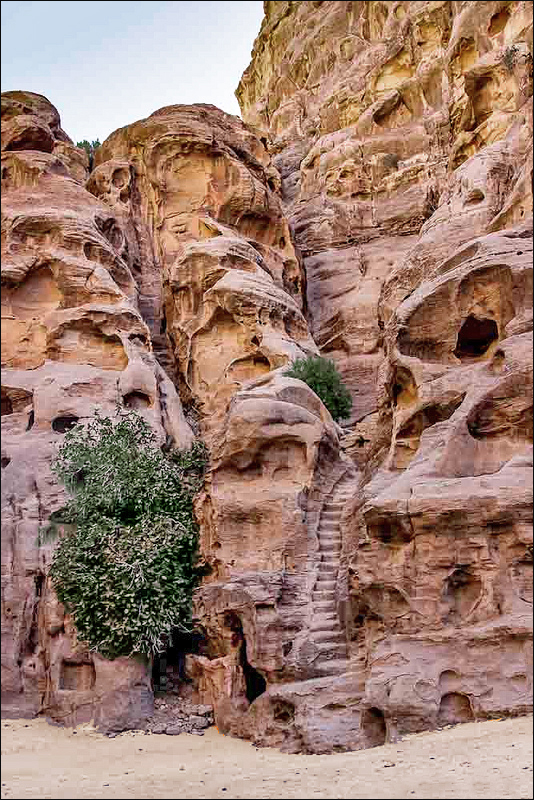
Muntanya perforada per a conduir l'aigua, Petra

La captació d'aigua de pluja fou el començament del sistema de distribució hidràulica nabateu; en el període primerenc dels assentaments nabateus, alguns sectors de l'àrea de Petra mancaven de fonts, i el subministrament més important d'aigua de font procedia d'un ampli canal de pedra disposat en terra procedent de l'ullal 'Ain Moussa (lit.: 'font de Moses'), situat a uns 7 km a l'est de Petra, que agafava aigua de la font d'Ain Umm Sar'ab i la duia al Siq que travessava Petra. Posteriorment, depenent de les necessitats de la ciutat, van canalitzar algunes fonts més fins al centre de Petra: Ain Braq, Ain Dibdiba, Ain Ammon, al Beidha, Ain Bebdbeh.
La captació se solia realitzar amb preses a la part baixa de les valls, o dels torrents que baixaven de les muntanyes circumdants. Aquest sistema de captació permetia la retenció i regulació de l'aigua durant les pluges torrencials, que enfonsaven les muntanyes i destruïen els conreus i cases de les valls. Aquestes preses i embassaments augmentaren les superfícies de regadiu cultivables després del dipòsit de llims, tècnica potser copiada de la vall del Nil. «Aquesta tècnica consisteix a preparar el camp amb els dipòsits al·luvials d'aigua corrent, després usar el camp per a absorbir l'aigua retinguda en petits dics.» Poc abans de l'entrada al Siq, un túnel nabateu de desviament de 80 m excavat sota la muntanya dirigia les aigües del wadi Mousa cap al wadi Muhlima, i això permetia reduir el risc d'inundacions a Petra, les aigües del qual abans passaven directament pel Siq. La captació d'aigua de la serra també es feia amb canalets o canals perforats a la meitat o a la part baixa del vessant, que després permetien conduir aquesta aigua als embassaments o cisternes, emprats per a l'emmagatzematge i la decantació de l'aigua, per tal d'eliminar-ne les partícules sòlides.

Temples de Qasr al-Bint (ar: قَصْر الْبِنْت), Petra
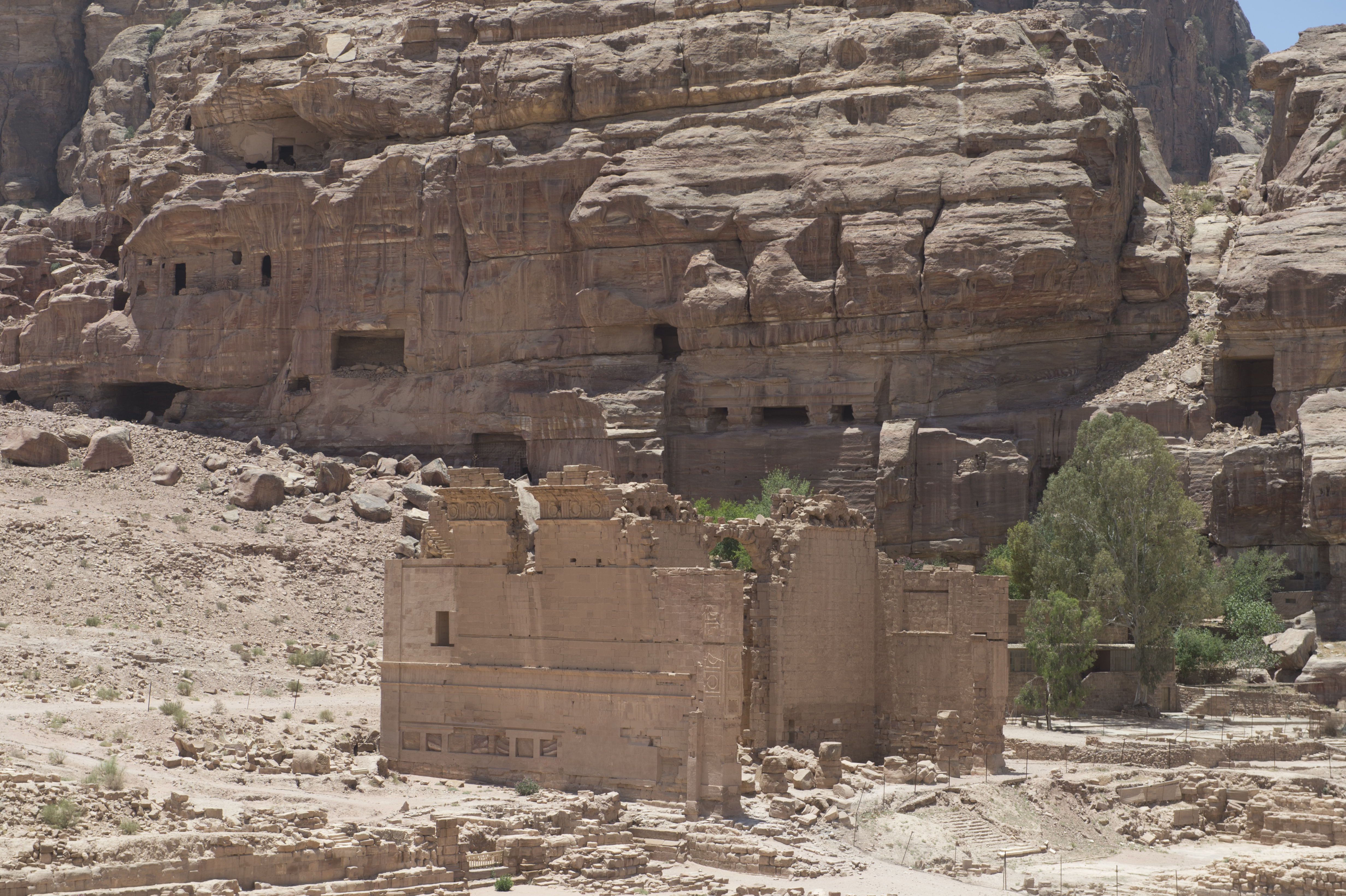
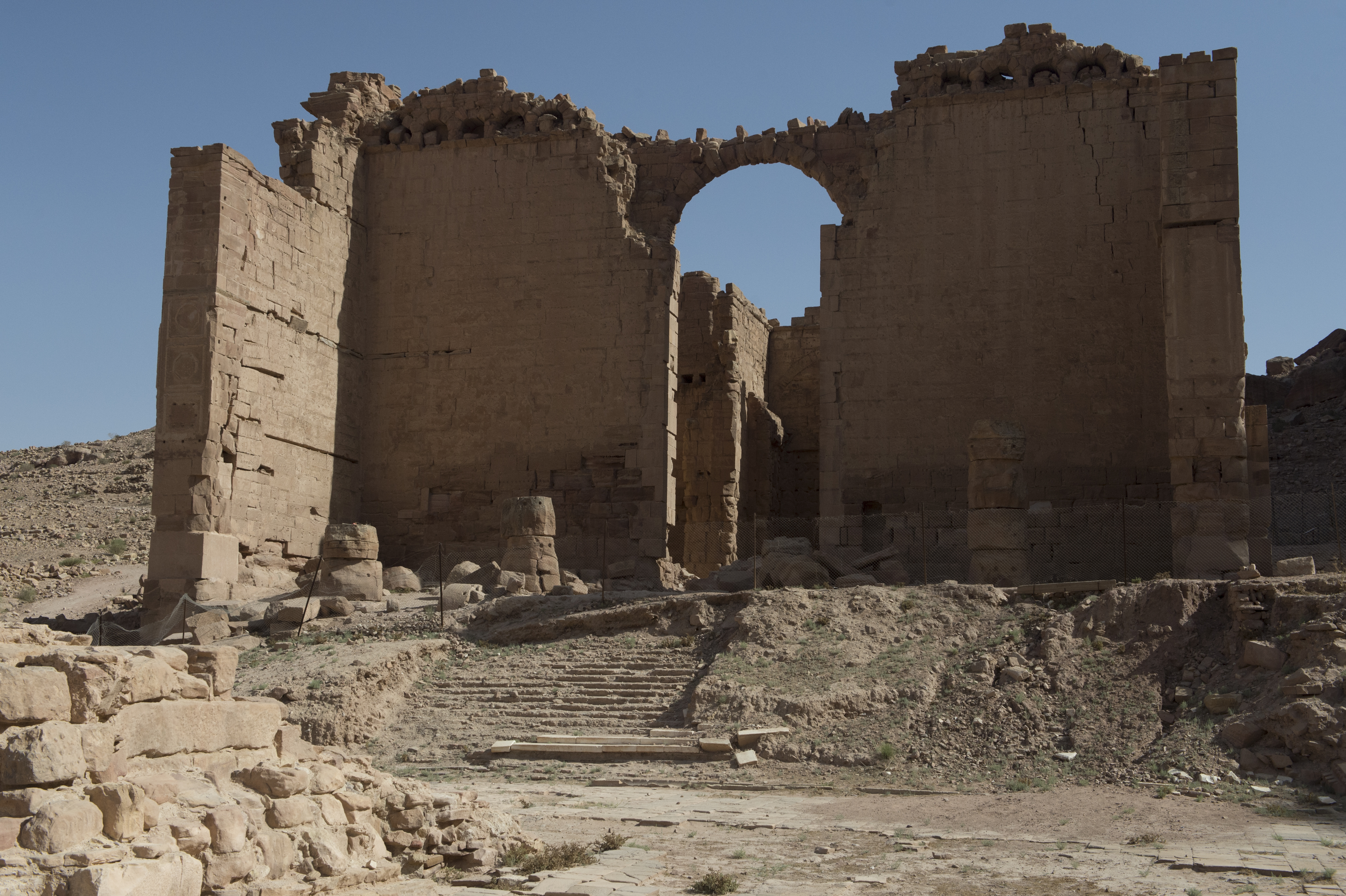

### Decantació

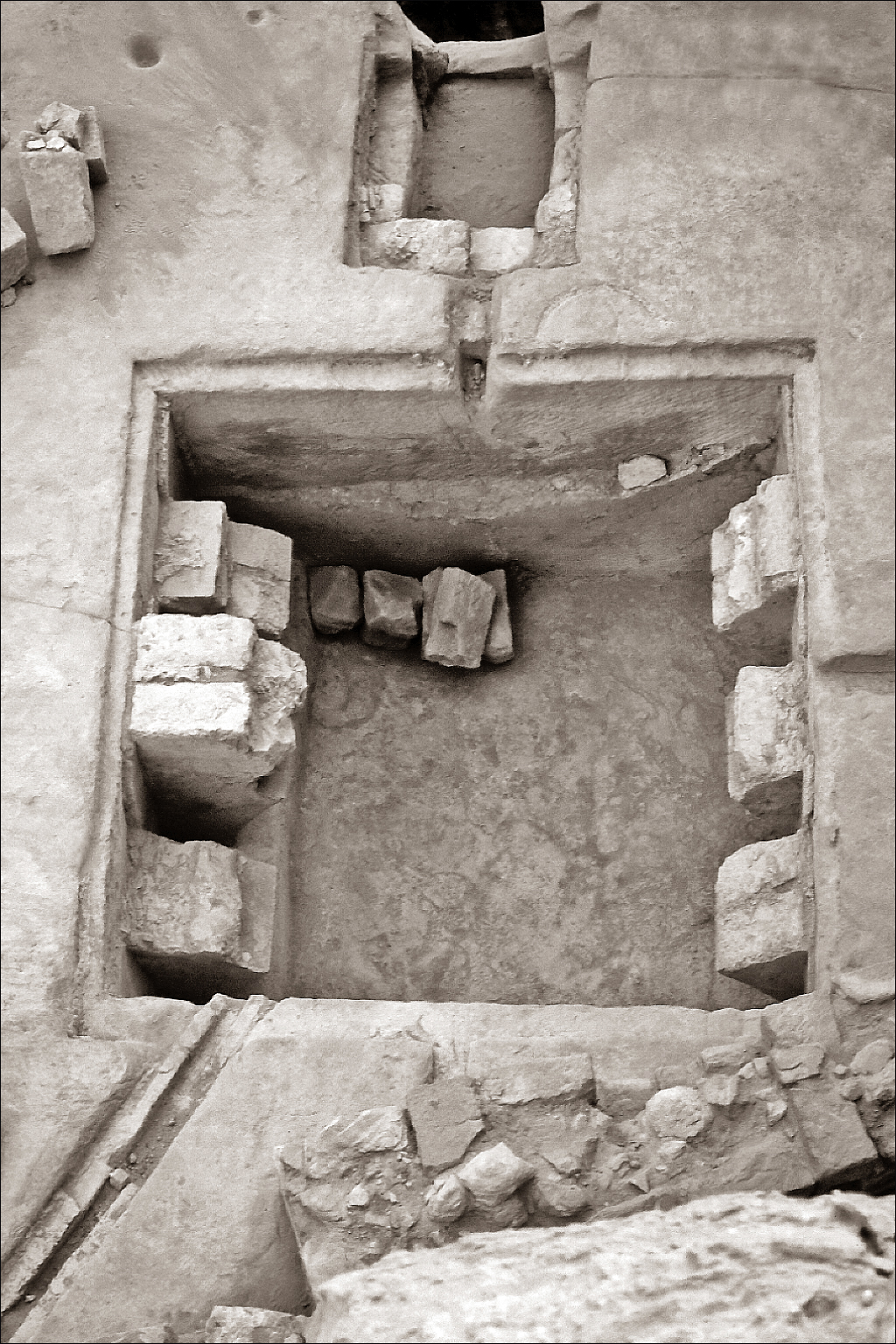
El castellum divisorium al wadi Farasah, per a la decantació i redistribució de l'aigua

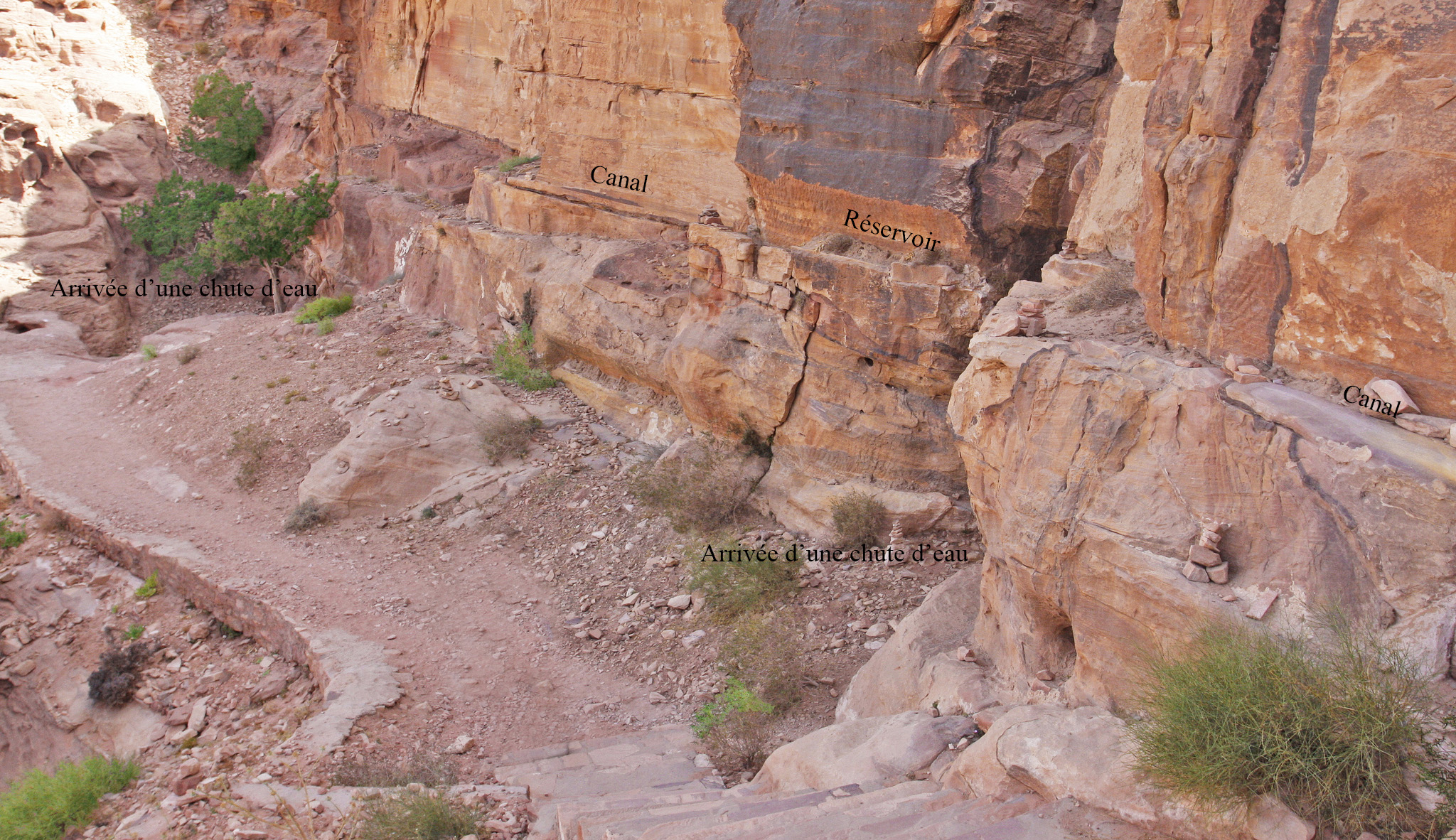
Canals i embassaments excavats a la part baixa de la muntanya

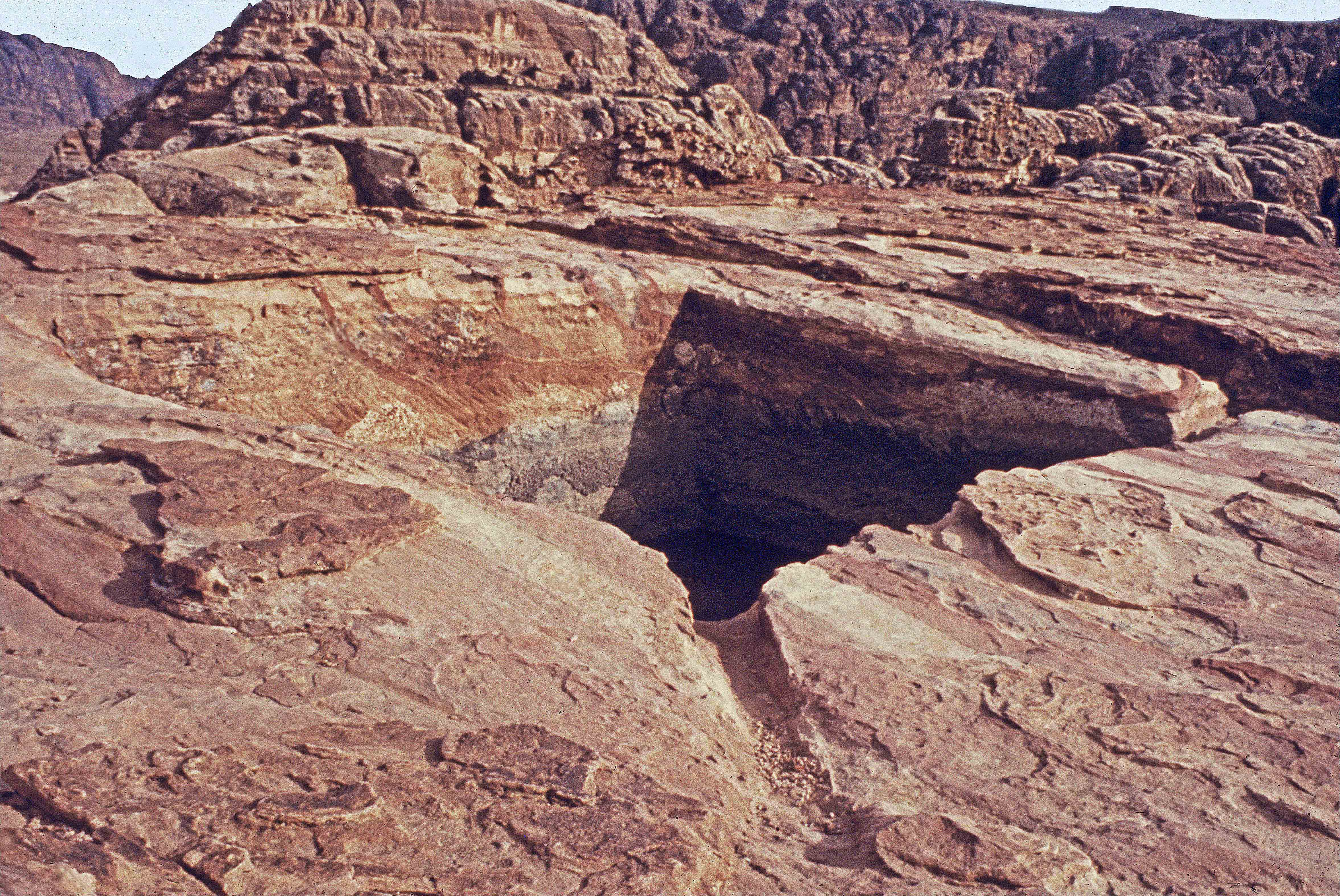
Dipòsit excavat al desert rocós amb els canals de subministrament d'aigua

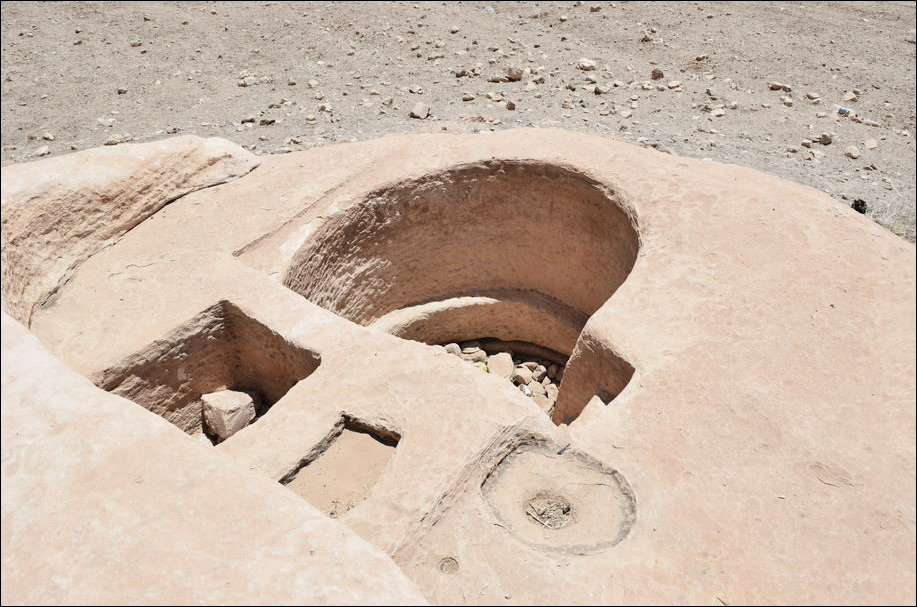
Cisterna en la roca del desert amb tanc de decantació

La decantació de l'aigua després de captada estava a càrrec dels habitants responsables de la gestió de l'aigua de Petra, inclòs el «Senyor de l'Aigua». Es feia no sols per tal de preservar-ne la claredat i potabilitat, sinó també per a limitar l'evaporació excessiva en el temps, i per a regular-ne l'ús segons les necessitats de la ciutat. Aquesta tècnica també s'havia usat ja en ciutats més antigues com ara Mohenjo-Daro, Knossos, Harappa, etc. La purificació de l'aigua es feia duent  l'aigua després de replegar-la a una o més piscines consecutives. Aquest procés reduïa molt la velocitat de l'aigua i facilitava la sedimentació de les partícules pesants al fons de l'embassament, que després se'n retiraven. Aquest senzill sistema de filtrat permetia una millor conservació de l'aigua per a les necessitats domèstiques, sobretot en el cas de tancs soterrats; i evitava els dipòsits sòlids en canonades i canaletes.

Cada cisterna i embassament solien tenir un pou de sedimentació adjunt a l'entrada d'aigua i una paret baixa a l'entrada del dipòsit que permetia reduir la velocitat de l'aigua per a facilitar el pòsit de partícules més pesades, i n'evitava l'agitació i que els dipòsits en el fons augmentassen la terbolesa de l'aigua. El volum de la cisterna no sempre reflecteix el volum d'aigua disponible; a la fi de l'estació seca, l'aigua del fons de les cisternes no era apta per al consum, s'hi estanyava durant mesos i algunes cisternes sols es netejaven parcialment o mai.

Restes de Nimfeus, Petra
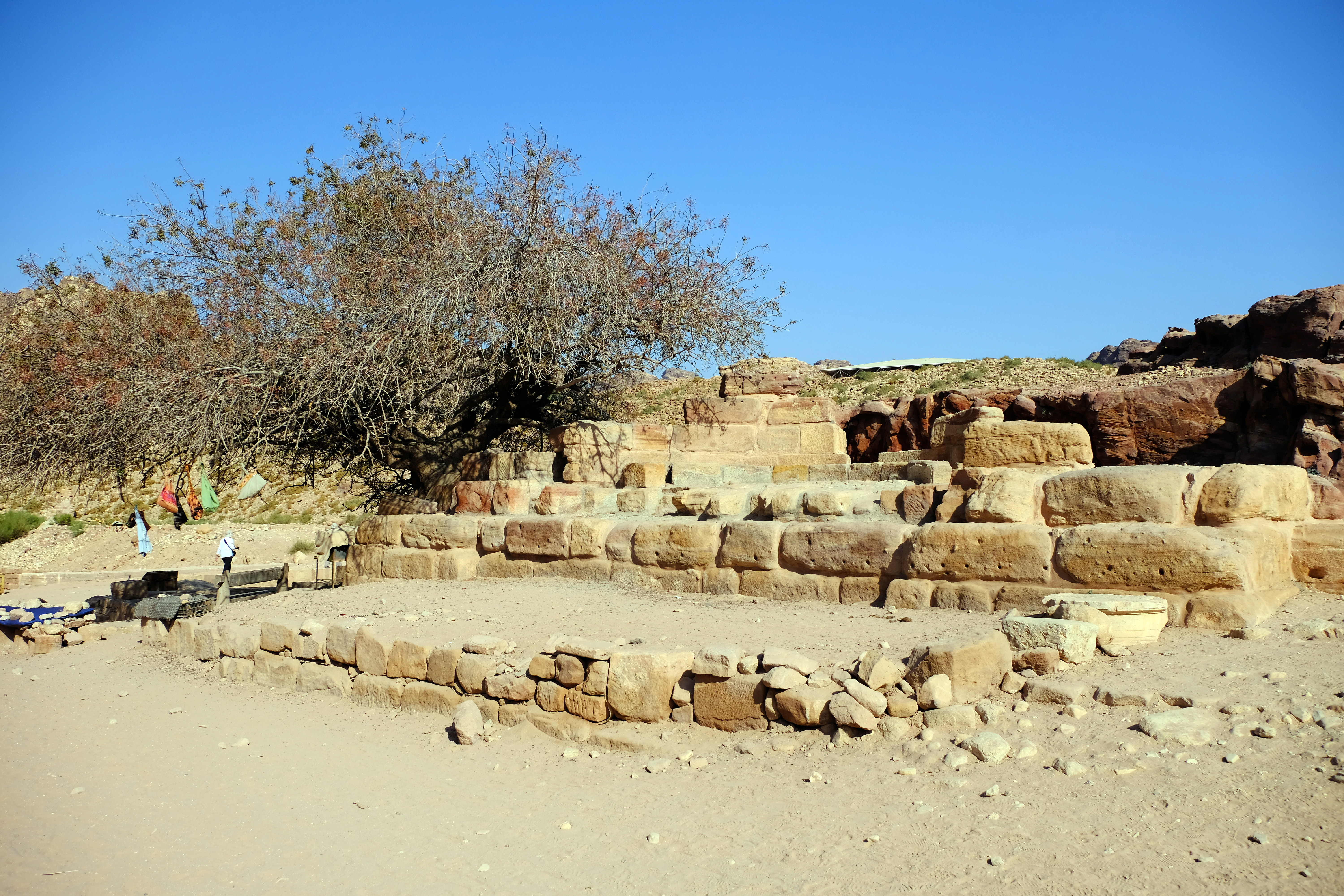
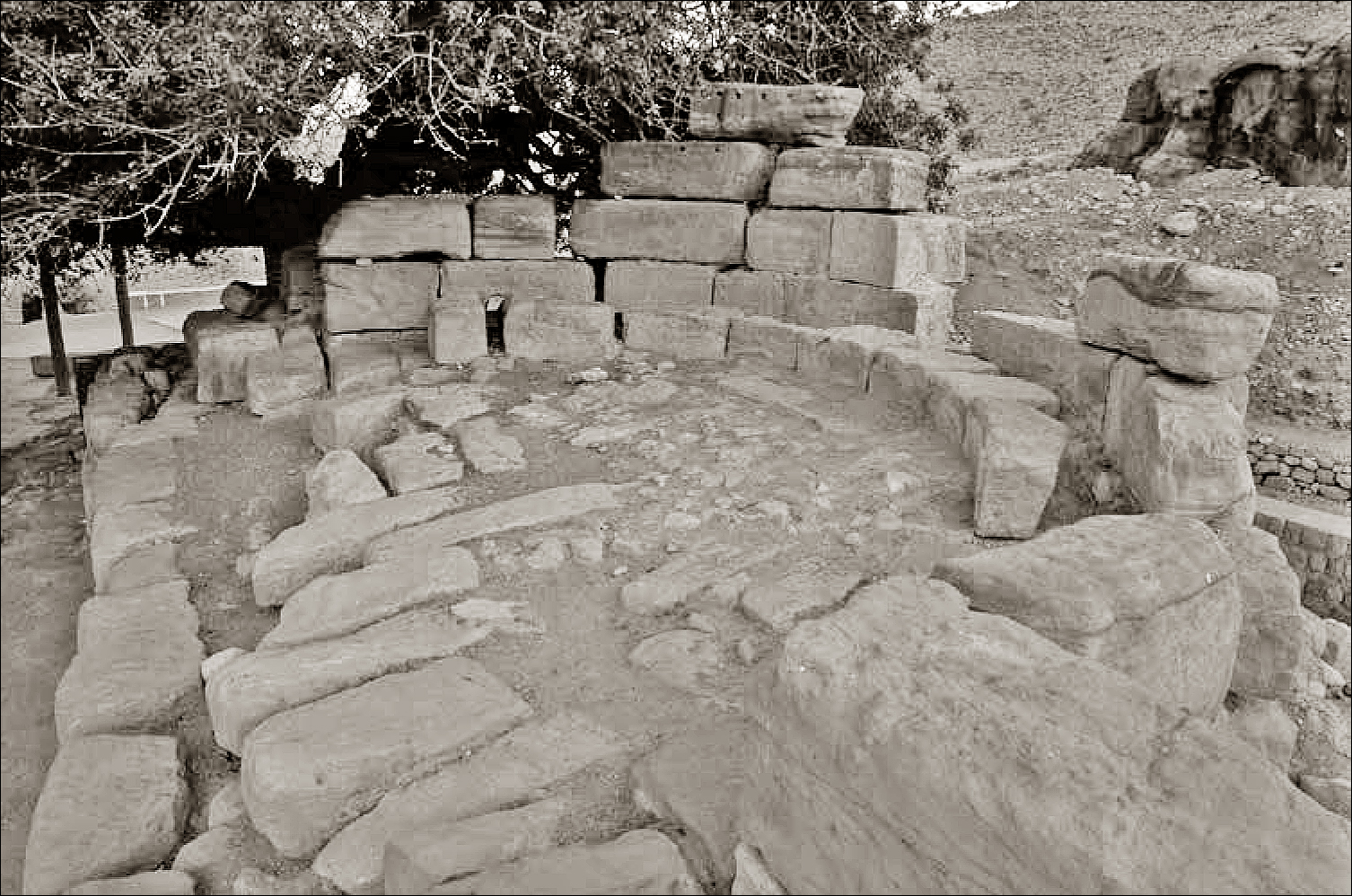
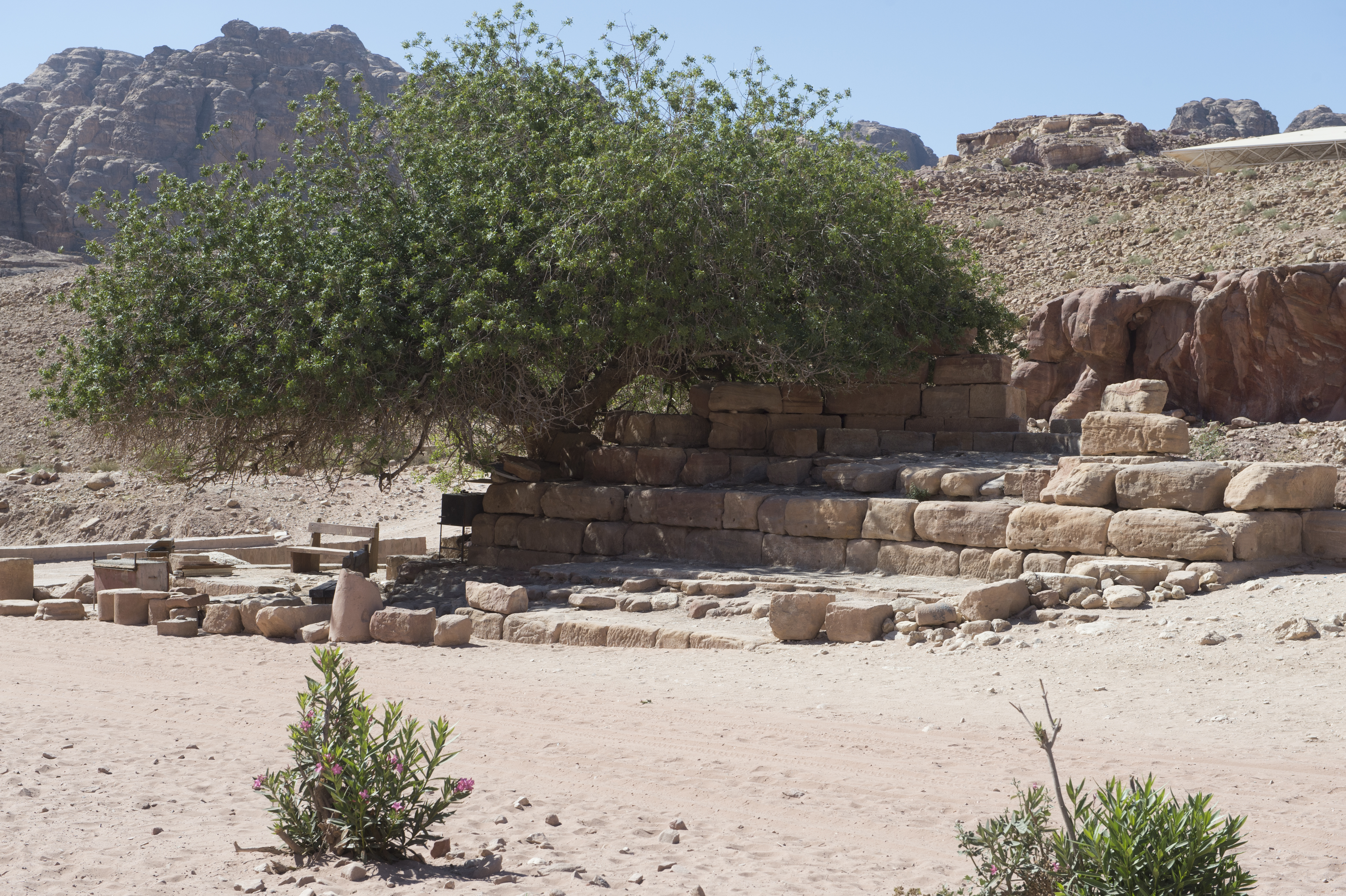

### Emmagatzematge de l'aigua
L'emmagatzematge d'aigua era un element fonamental per l'evolució i la supervivència de la ciutat. Centenars de cisternes soterrades i piscines obertes es construïren a Petra des de la seua ocupació pels edomites. Aquests magatzems s'excavaren en la roca o es construïren en terra. Els murs interiors d'aquests aljubs i dipòsits es deixaven com estaven o es recobrien amb un morter impermeable, segons la naturalesa i porositat de la roca. Les cisternes i els embassaments tenien dimensions variables i s'adaptaven al terreny. Un dels tancs té 32 m de llarg per 2 m d'ample i 3 m de profunditat; alguns embassaments poden tenir una capacitat de fins a 2.500 m³. Algunes cisternes successives podien connectar-se entre si, tant per a permetre una forma més eficient de decantació, i augmentar l'emmagatzematge d'aigua en el cas d'una alta concentració d'hàbitat.

Durant la prehistòria i l'ocupació de Petra per tribus nòmades, els nabateus coneixien la ubicació d'aquestes cisternes soterrades que s'empraven per a emmagatzemar aigua. Aquestes cisternes en forma d'ampolla amb entrades estretes, però, també podien servir com a sistema de defensa i refugi en cas de necessitat. Diodor de Sicília, un historiador grec del segle I abans de la nostra era, va parlar sobre el comportament dels nabateus enfront d'un enemic, una descripció que es correspon prou bé amb el coneixement actual que els acadèmics tenen sobre les cisternes soterrades al voltant de Petra: «...van fugir al desert que els serveix de fortalesa: la manca d'aigua el fa inaccessible a altres; només per a ells, que han excavat dipòsits en la terra coberta amb un arrebossat de calç, és un refugi. […] Després d'haver omplert aquests dipòsits amb aigua de pluja, tapen les obertures i aplanen el terreny al voltant, i hi deixen senyals coneguts per ells, però imperceptibles per als altres».

El camí que duu a Al-Deir (اَلدَّيْر, el monestir)
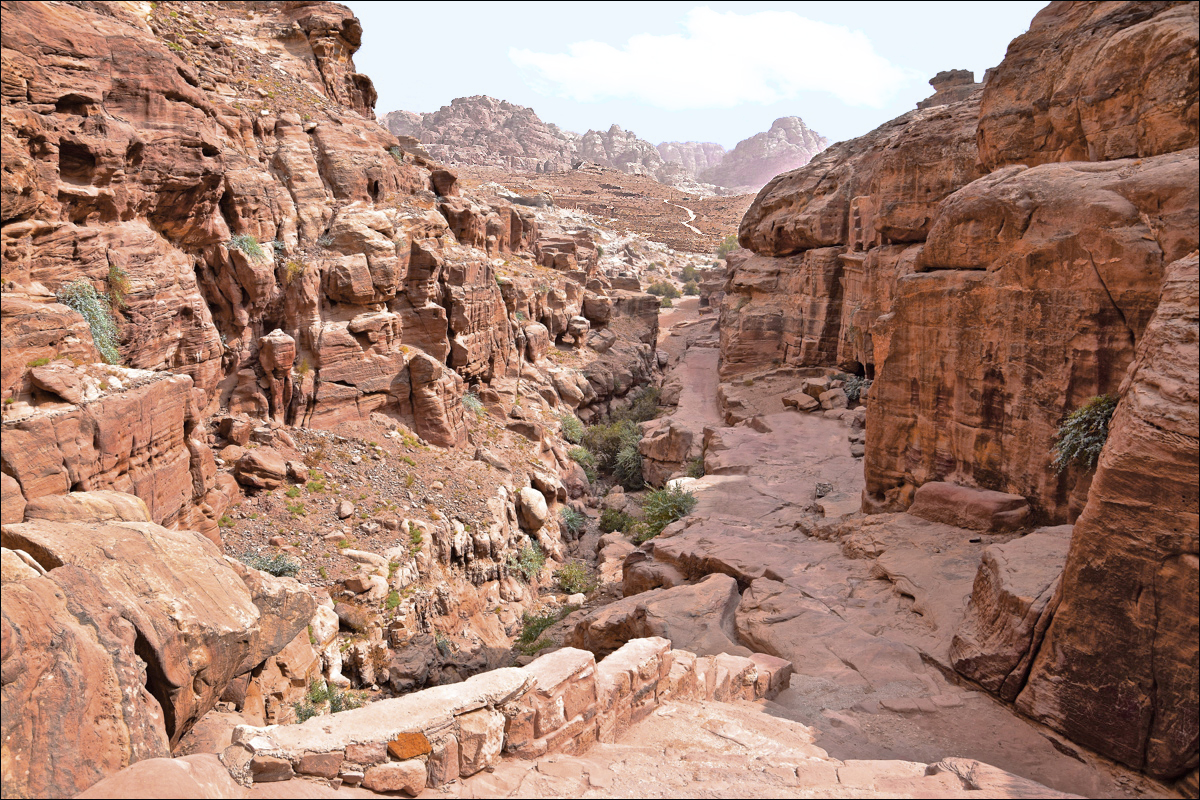
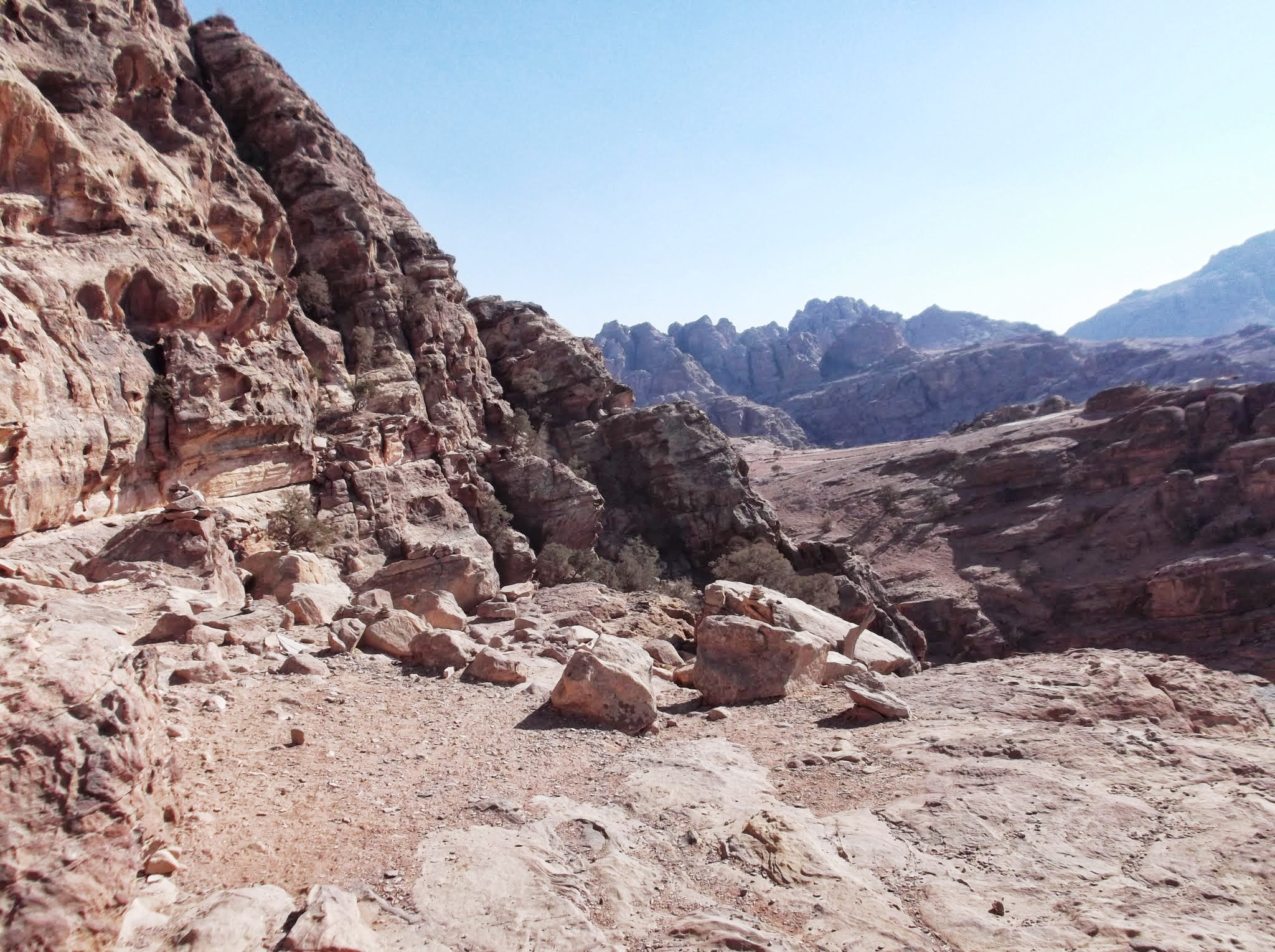
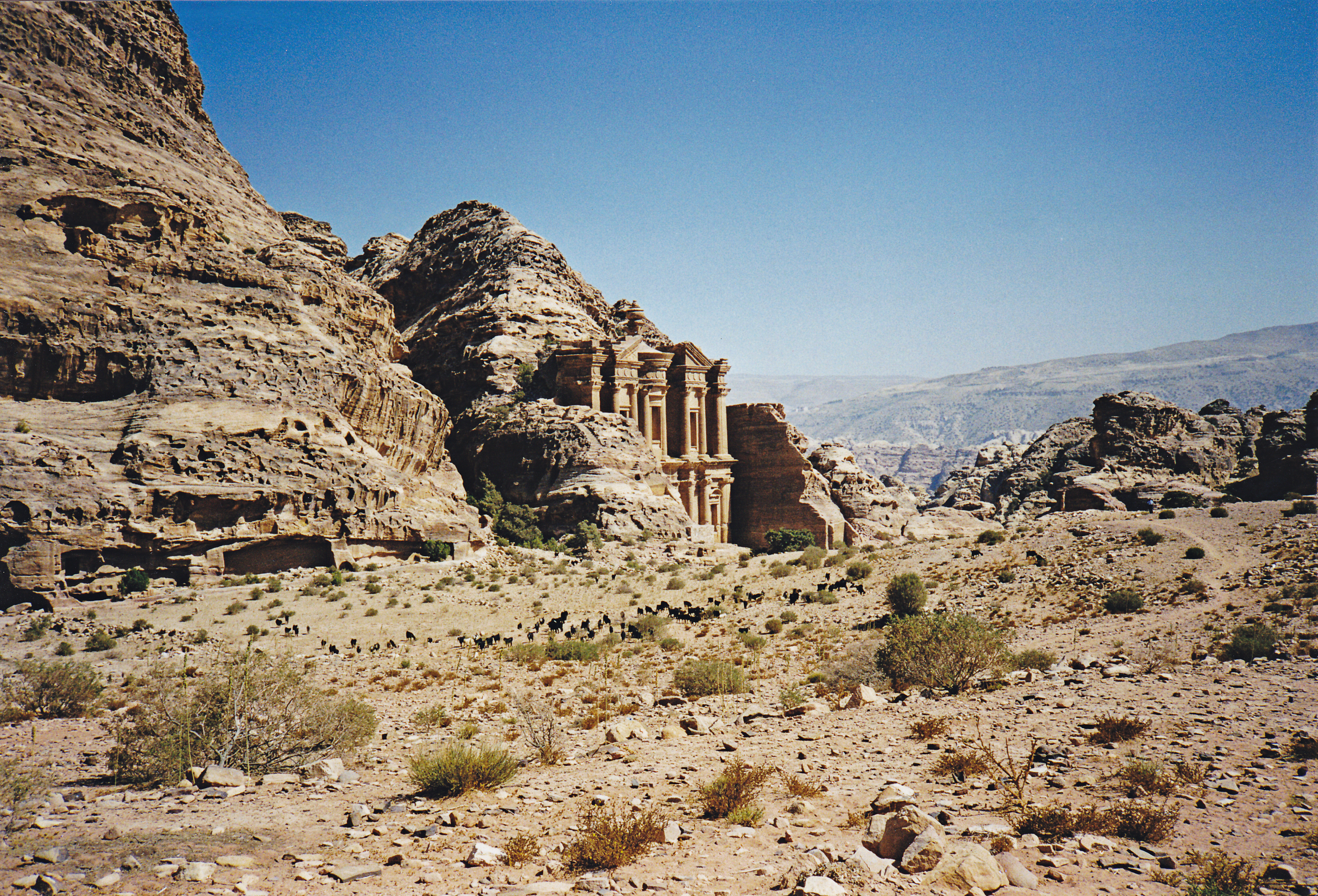
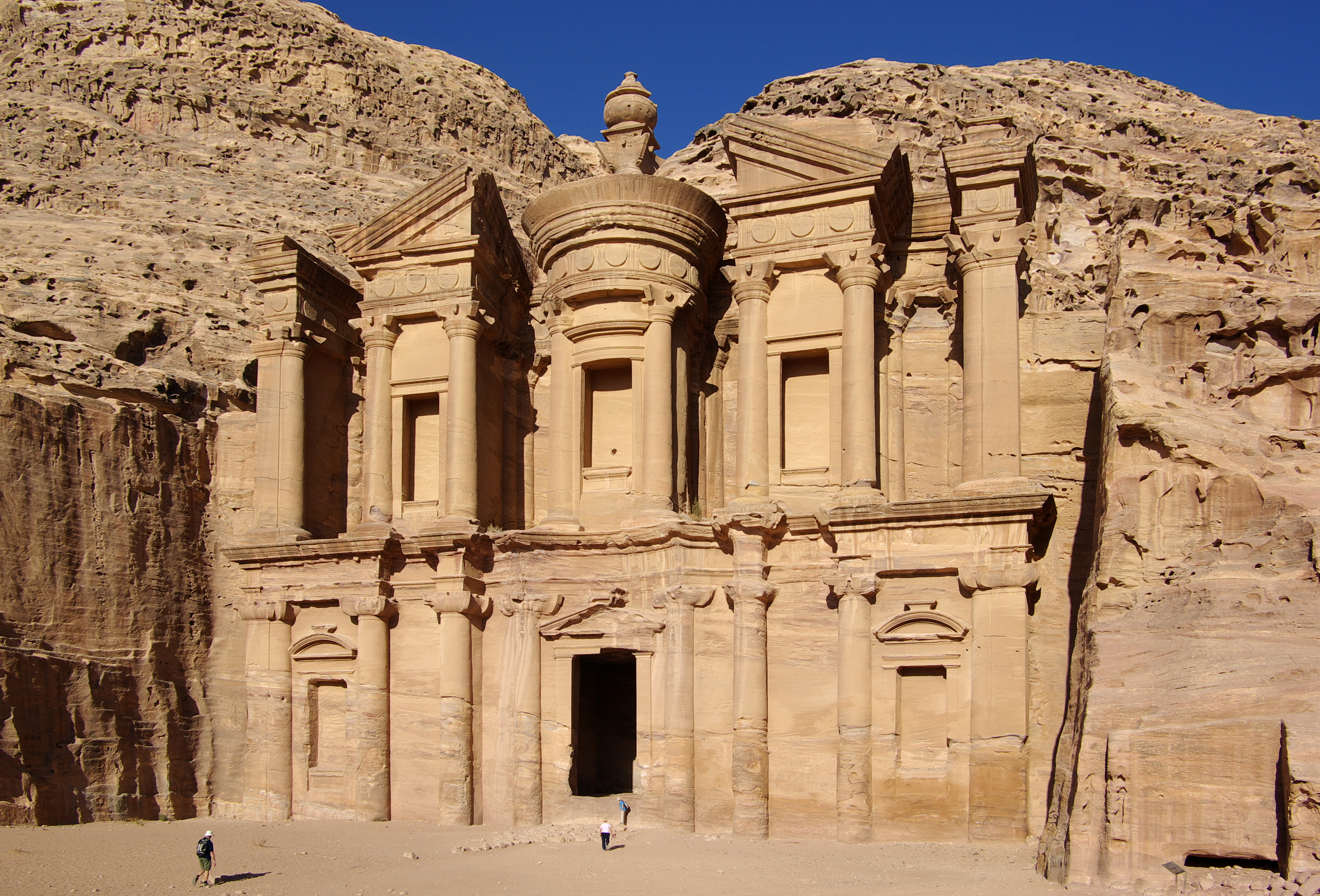
Monestir d'Al Deir

### Distribució de l'aigua

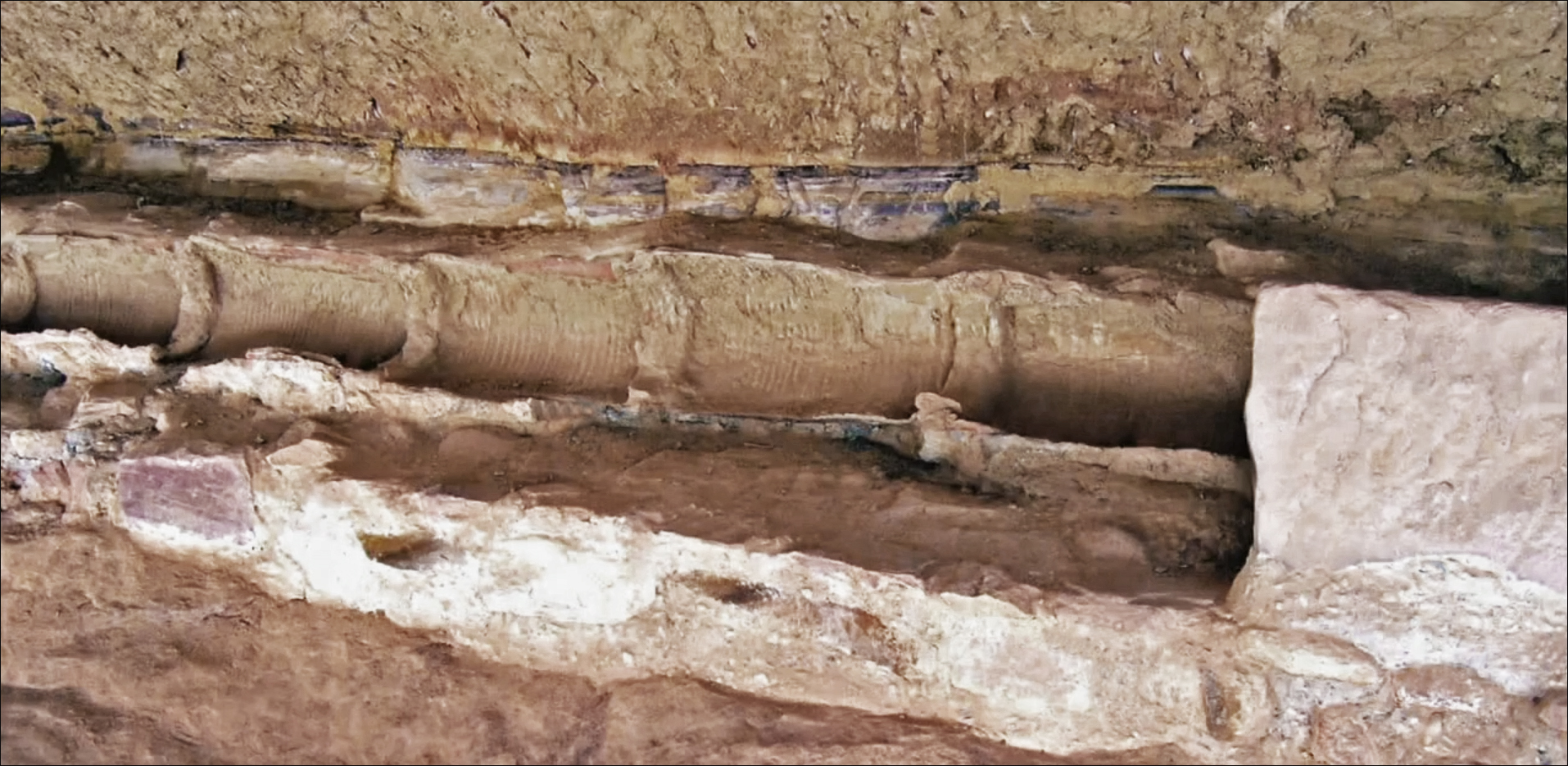
Canonada de terracota nabatea col·locada en un canal amb protecció de pedra

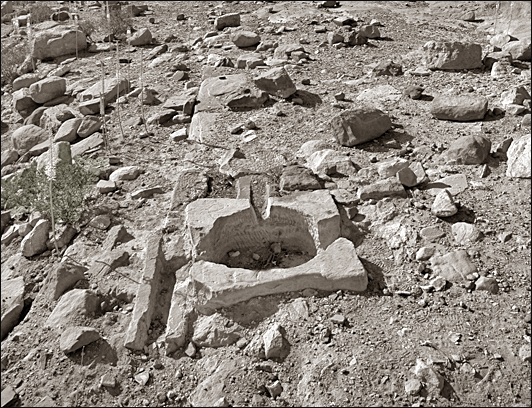
Dipòsit de recollida i distribució d'aigua a Wadi Farasah

La distribució de l'aigua a Petra tenia una morfologia variable i emprava tècniques diferents, algunes de senzilles i altres de més elaborades. Totes les xarxes hidràuliques de la ciutat  transportaven diàriament un volum total de 40.000 m³ d'aigua. Es van excavar molts canals al vessant de la muntanya des de les deus, a vegades molt lluny dels habitants. La font d'Aïn Mousa és a 7 km del centre de Petra. Per tal de recuperar l'aigua d'aquestes deus a vegades distants, el treball per a la construcció i el manteniment dels canals i canalitzacions al vessant de les muntanyes requeria un disseny i una construcció rigorosos, i s'hagueren de formar-se professionals nabateus en aquestes tècniques en altres zones de l'Orient Pròxim.

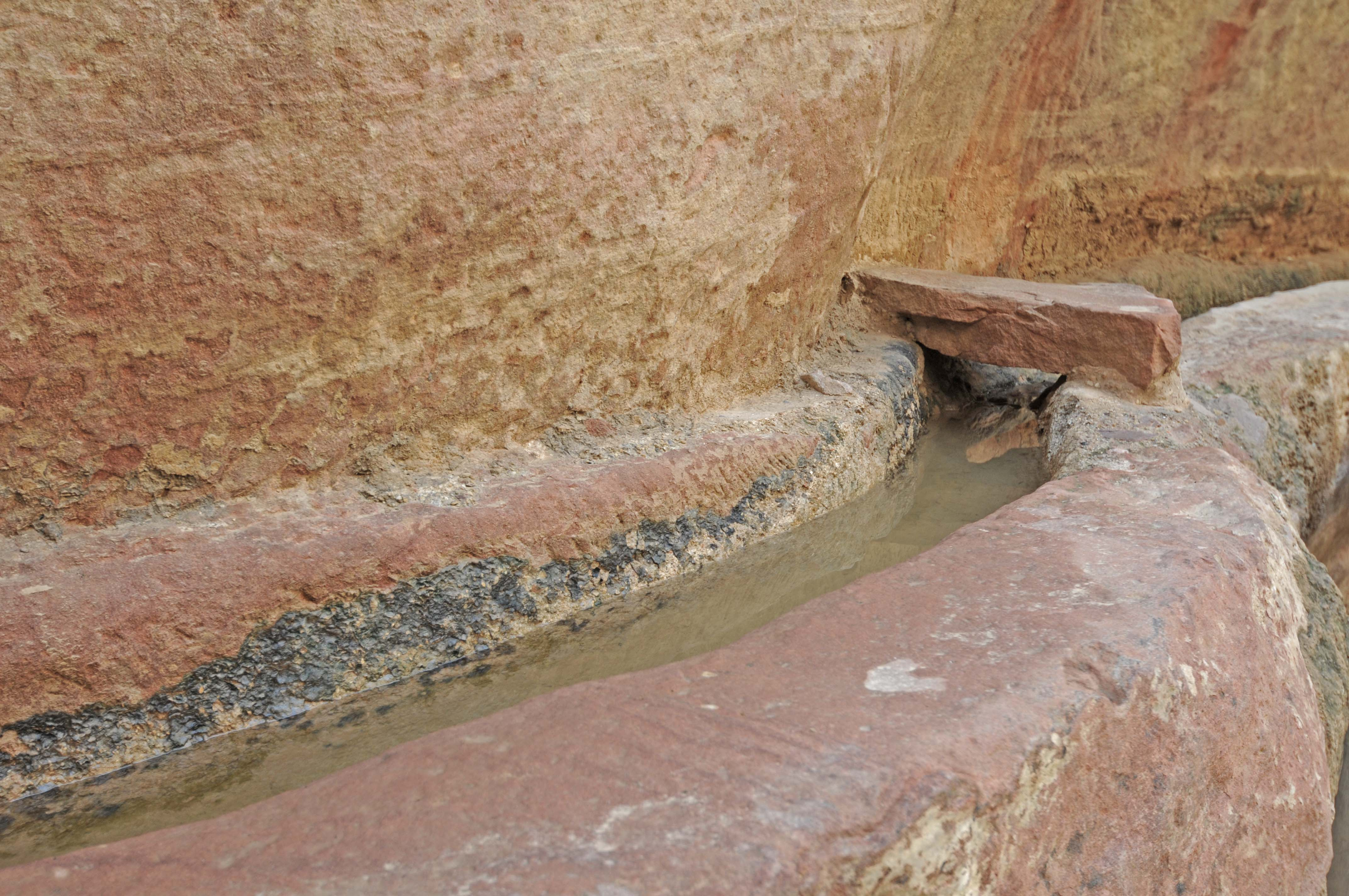
Canal amb un inici d'una antiga coberta de protecció de pedra

Alguns canals estaven fets de pedra tallada amb blocs de marga o de pedra calcària autòctona. D'una longitud de 60 a 90 cm, quest tipus de canal s'hauria usat des del segle I abans de la nostra era fins a l'època romana d'Orient. L'anomenat sistema de gravetat fou el més utilitzat, i les xarxes de canonades pressuritzades —canonades de ceràmica— foren poc utilitzades per al transport d'aigua a Petra. El pendent del canal es triava per a un flux òptim i, segons el curs, el canal era a l'aire lliure o tapat amb pedres planes. En el cas de pendents massa pronunciats, i per a evitar desbordaments i pèrdues, es construïren pous al llarg del llit per a "trencar" la velocitat de l'aigua, i per a permetre l'assentament de les partícules d'arena i pedra.
Segons els arqueòlegs, els canals revestits de pedra servien per al transport d'aigua per a ús domèstic, mentre que els canals deixats a la intempèrie s'empraven per al transport d'aigua per a la ramaderia o l'horta. En l'època de l'ocupació romana, l'excavació de canals al vessant de la muntanya es veié reforçada per la col·locació de canonades de terracota, a voltes disposades als antics canals al costat est del Siq. Aquestes noves xarxes estaven formades per canelles de terracota —tubs d'argila de baixa cocció— amb casquets i juntes de morter, amb gruixos de 1−6 cm i diàmetres de 15−25 cm.

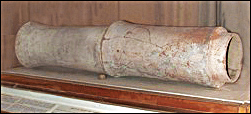
Tub de ceràmica o terracota d'època romana, Petra

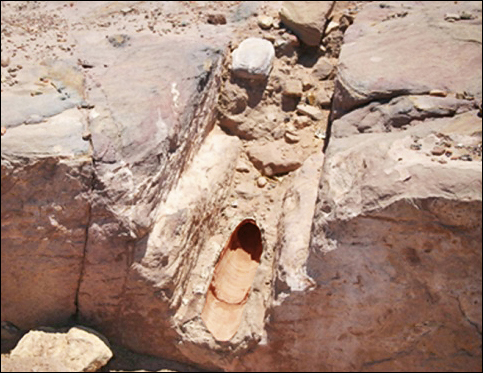
Restes d'un tub de terracota col·locat en un canal de pedra

«L'arqueòleg Pilipp C. Hammond trobà canonades fetes amb casquets de ceràmica en el teatre». Algunes xarxes de canonades eren de ceràmica —tubs d'argila cuita a alta temperatura— amb un gruix de 5 mm o menys, i una longitud de 30 cm. La peculiaritat d'aquestes xarxes era doble: cada element de canonada, sobretot els de terracota, de 30 cm a 100 cm de llarg, tenia una forma estreta al mig, com per a crear un efecte venturi durant el pas de l'aigua, una forma específica que recorda la forma de les canonades de terracota del Palau de Cnossos de Creta. Una altra peculiaritat de certes canonades de terracota de Petra són les ondulacions sinusoïdals a la part interna de la canonada, realitzades en el moment de la fabricació i que, segons els experts, permetien augmentar el cabal de la canonada.
Segurament durant l'època romana, es van usar canonades de plom per a distribuir aigua a cases particulars, fonts i banys termals. L'ús d'aquest material estava reservat tant per a la connexió final de noves instal·lacions o per a reparacions de les xarxes. La xarxa de canonades a l'est del Gran Temple es va modificar en l'època de l'ocupació romana, per a proveir d'aigua els socs i els edificis comercials al llarg del card després de la romanització. «Es van instal·lar seccions de canonades de plom en la base de la plataforma del Gran Temple i van continuar cap a l'est […] Les canonades de plom solen indicar fabricació i ús per part dels romans abans i després de les modificacions».
El procés de col·locació de les canonades de terracota també fou únic: normalment disposades en un canaló excavat al vessant de la muntanya —és el cas de les canonades en una banda del Siq— el pendent se'n calculava per a permetre el màxim flux amb la canonada plena, i es deixava un espai d'aire a la part superior amb una mínima pèrdua per fregament. (Fou una aplicació empírica del principi de la mecànica de fluids computacional, que utilitza l'anàlisi numèrica i estructures de dades per a resoldre problemes amb fluxos de fluids, amb les lleis de conservació (de massa, quantitat de moviment i energia) que regeixen el moviment dels fluids.) John Peter Oleson, arqueòleg i historiador, parla d'un tram d'uns 60 m disposat al final de l'aqüeducte d'Ain Braq amb canonada a pressió, segurament canonades de ceràmica d'argila cuita a alta temperatura. La particularitat d'aquest tram rau en la creació d'un «sifó invertit», tècnica molt emprada pels romans, tant a la Gàl·lia (sifons de Gier) com en altres parts de l'Imperi Romà (Pèrgam, Almuñécar, Gades (Cadis), etc.).

El proveïment d'aigua de Petra combinava l'ús de dues fonts principals: l'aigua de pluja, assequible en la temporada d'hivern, i l'aigua de font, amb un cabal més o menys regular durant tot l'any. Aquest concepte dual de les xarxes de proveïment i distribució assegurava que l'aigua vingués de diferents fonts, depenent de les variacions en els cabals dels ullals i les pluges.

Al-Khazneh vist des del Wadi Musa
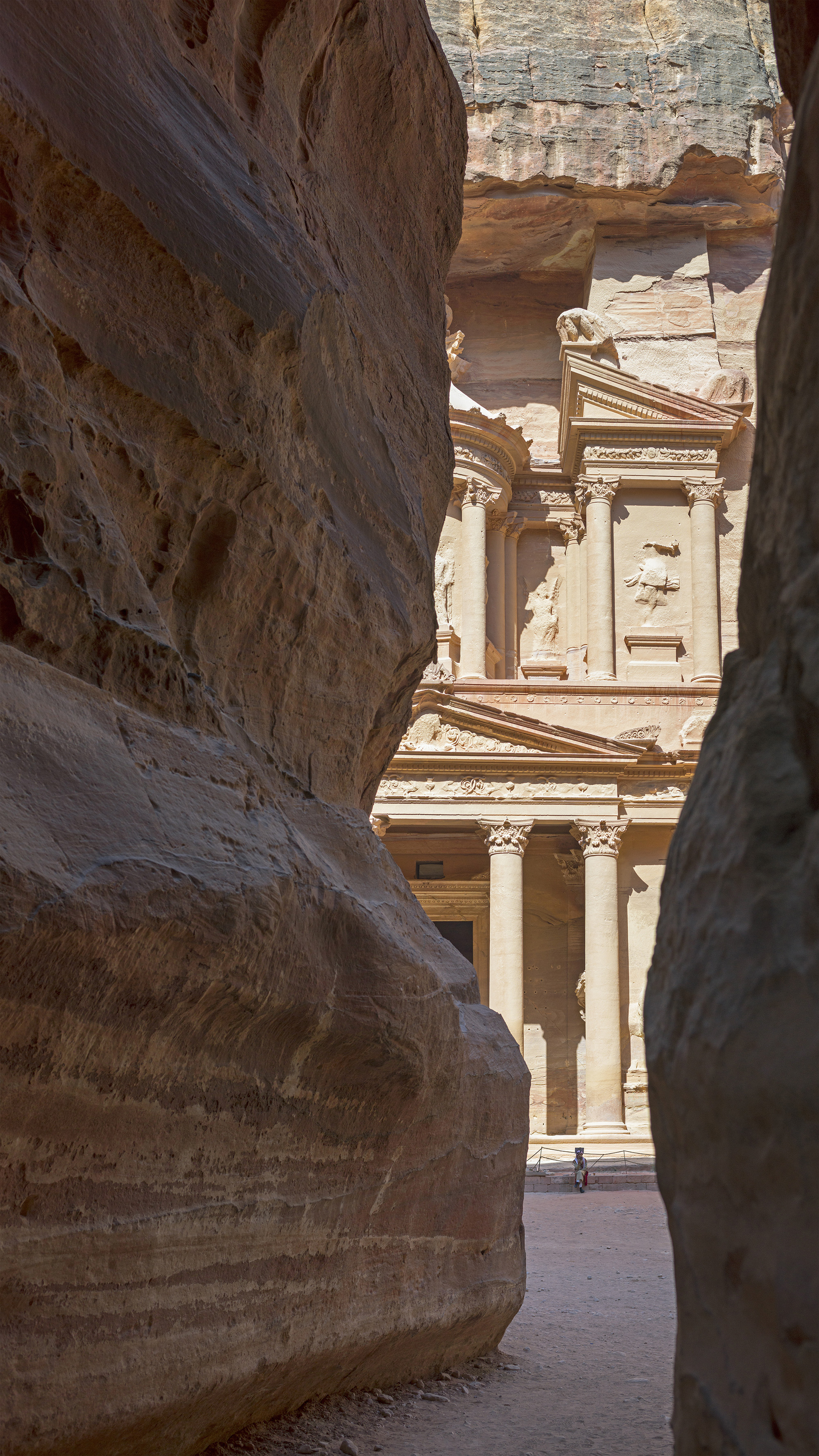
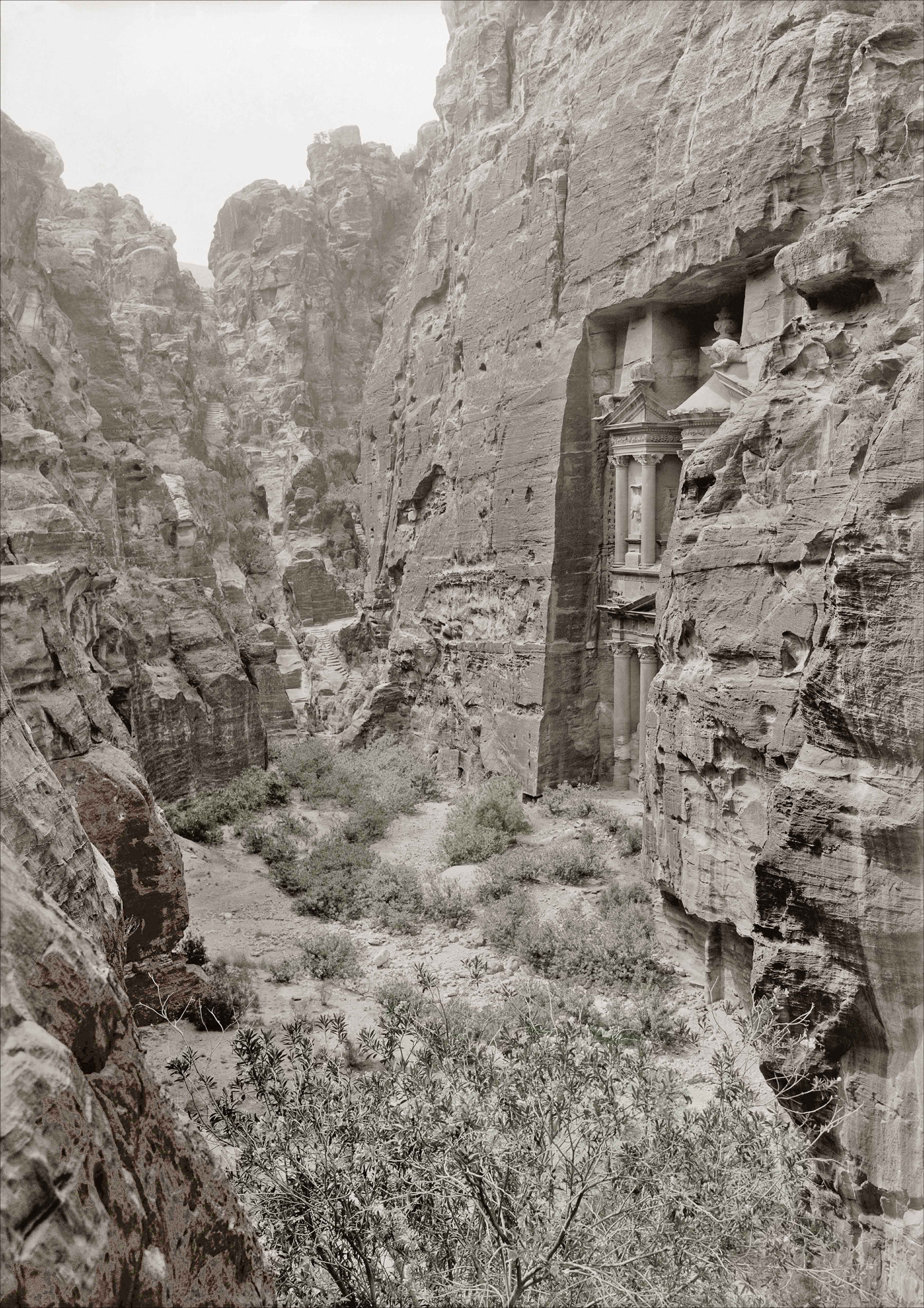

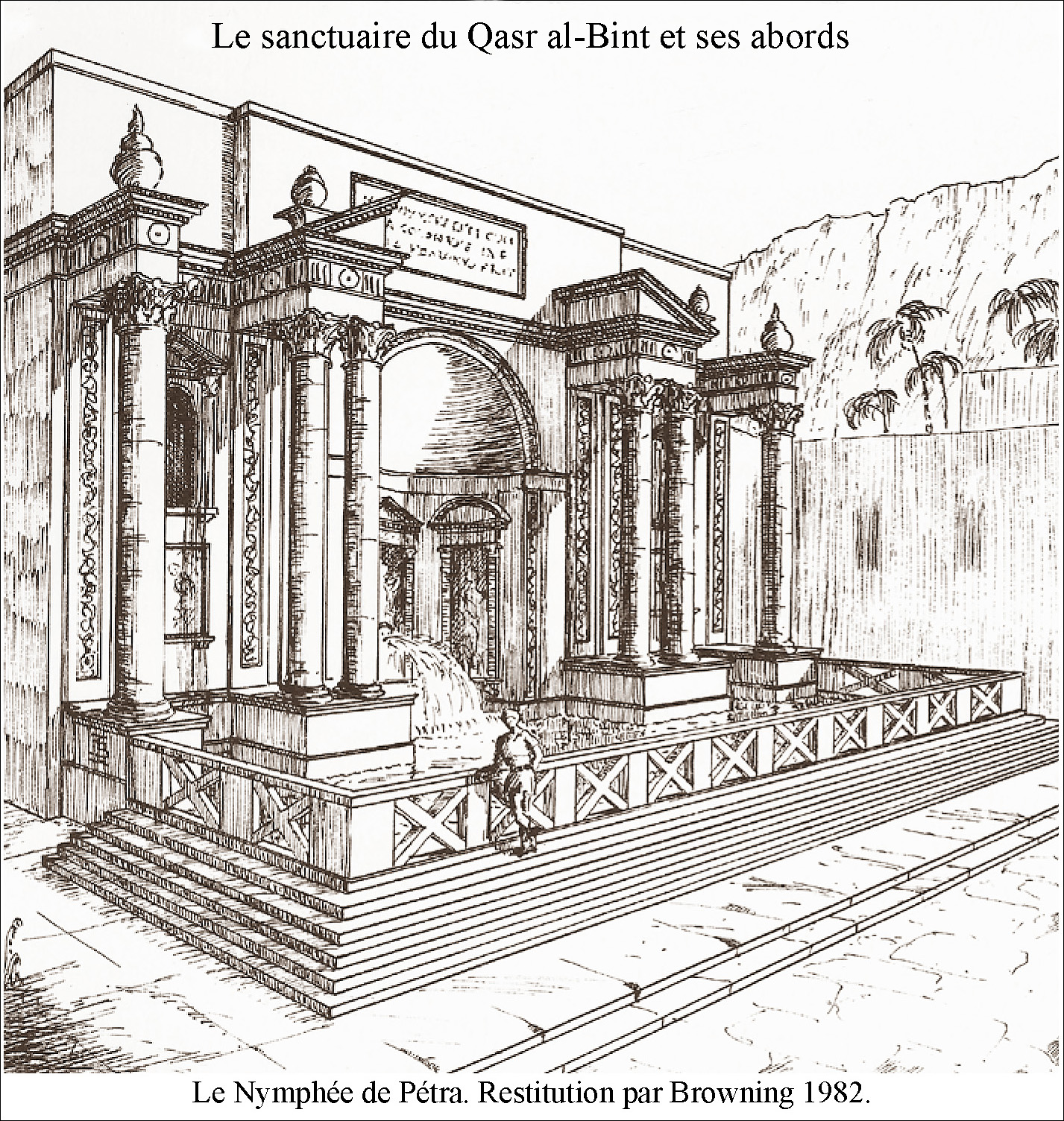
El Nimfeu de Petra. Restitució per Browning el 1982

Per tal d'optimar també el subministrament de determinades zones de Petra o de certs edificis singulars com ara termes, nimfeus, llocs de culte, Paradeisos (en grec koiné, 'parcs tancats') i residències privades, la duplicació del subministrament permetia satisfer les necessitats hídriques, qualssevol que fossen les variacions de cabal d'algunes deus, o les aportacions provinents de la pluviometria. «... Si bé no hi ha dubte que el complex de la Tomba del soldat romà tenia un sistema de proveïment d'aigua de pluja replegada en una sofisticada xarxa de moltes conques i aljubs, interconnectats per canonades que unien el uadi Farasah amb la resta de la ciutat de Petra, és més difícil determinar si l'indret es beneficià d'un important subministrament d'aigua dolça...[aigua d'ullal].»

Antics pous i cisternes àrabs nabateus a Negev (Palestina)
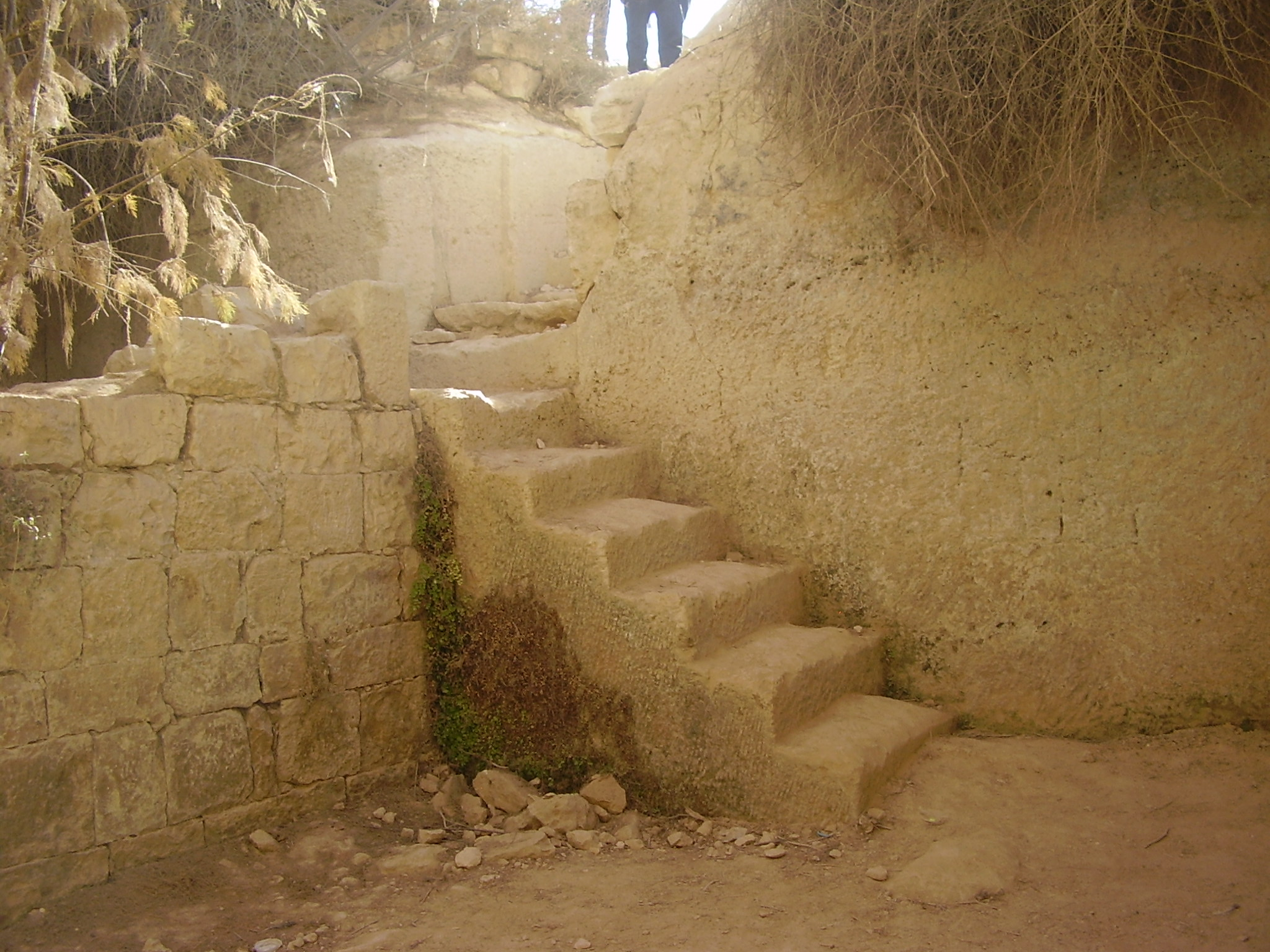
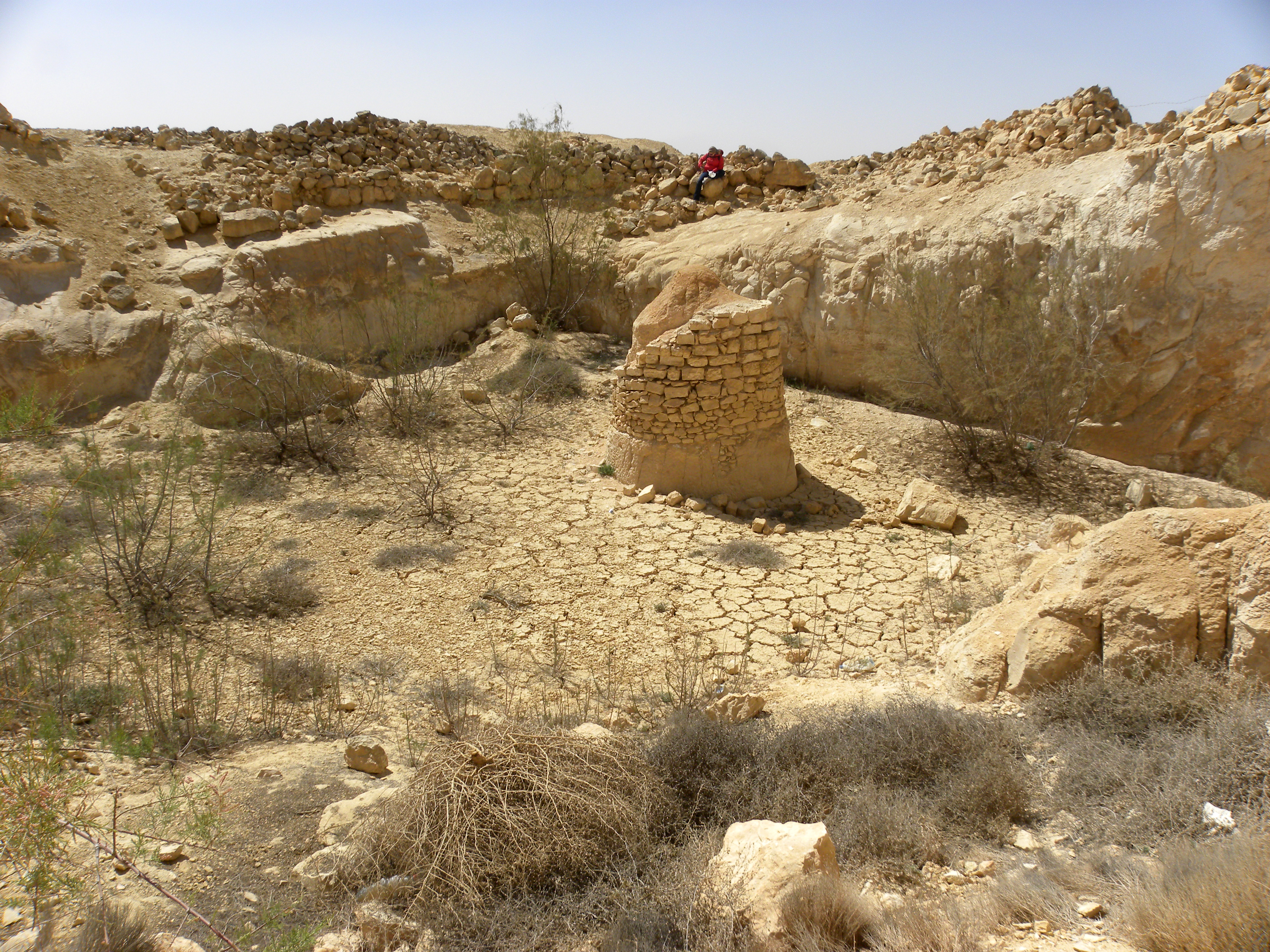
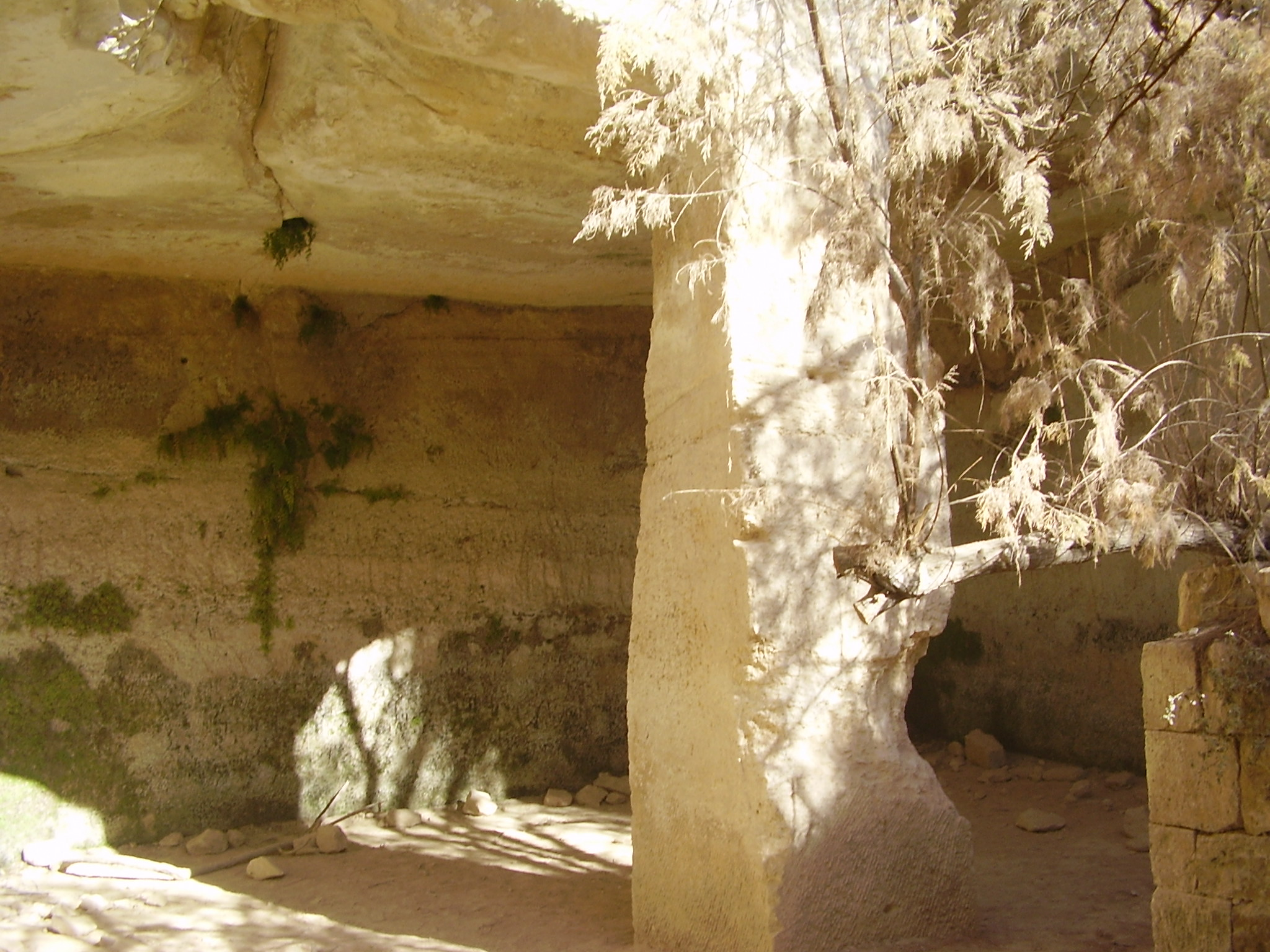

Al primer tram del recorregut de la banda est del Siq, hi ha les restes d'unes desenes de metres de canelles de terracota, que resten sobre el camí, acuradament entrellaçades; aquestes canelles s'enterraven en un canaló excavat a la muntanya i es cobrien amb pedres i argamassa.
A la fi del Siq, des d'on ja es pot veure Al-Khazneh, en un dels costats d'uns cinquanta metres de longitud, encara es veuen les restes d'aquesta canonada de terracota que duia aigua a Petra. Les longituds curtes dels elements de canonada de terracota o de pedra tallada permetien fer corbes i canvis de direcció relativament curts, en particular per a sortejar pujols i muntanyes. Al costat oposat del Siq, un canal obert, perfectament conservat, serpenteja en quasi tot el seu curs.

### Manteniment

Exemples d'aqüeductes nabateus a Petra
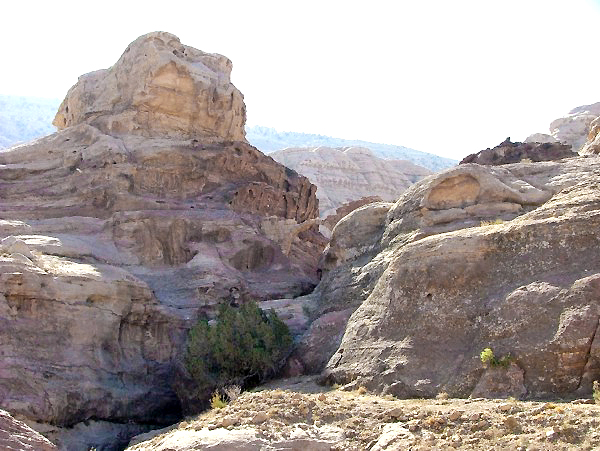
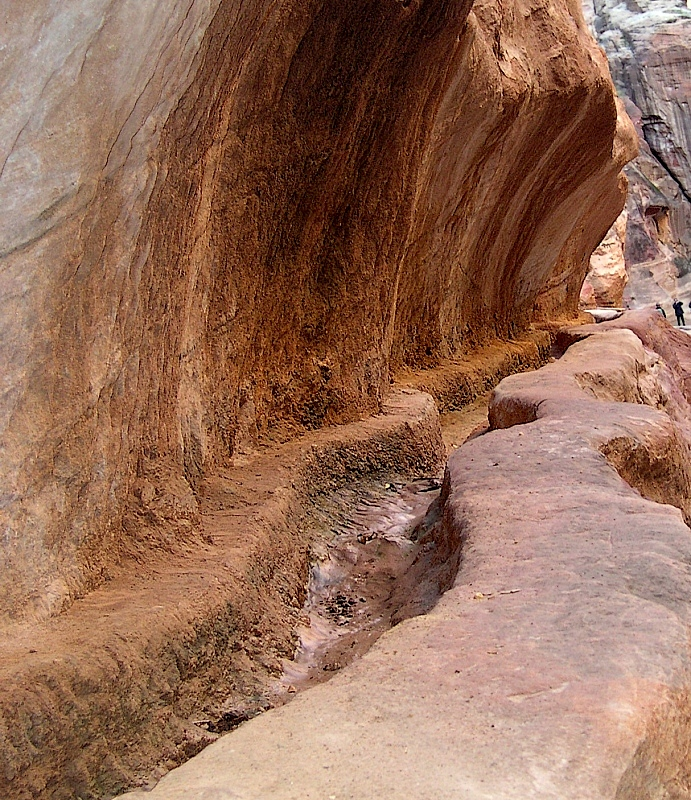
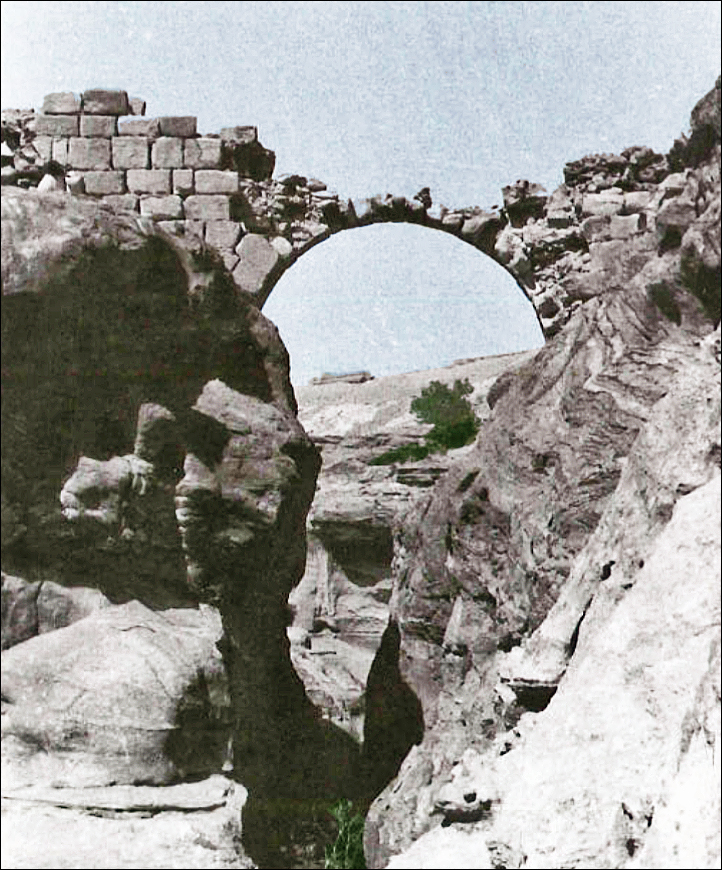
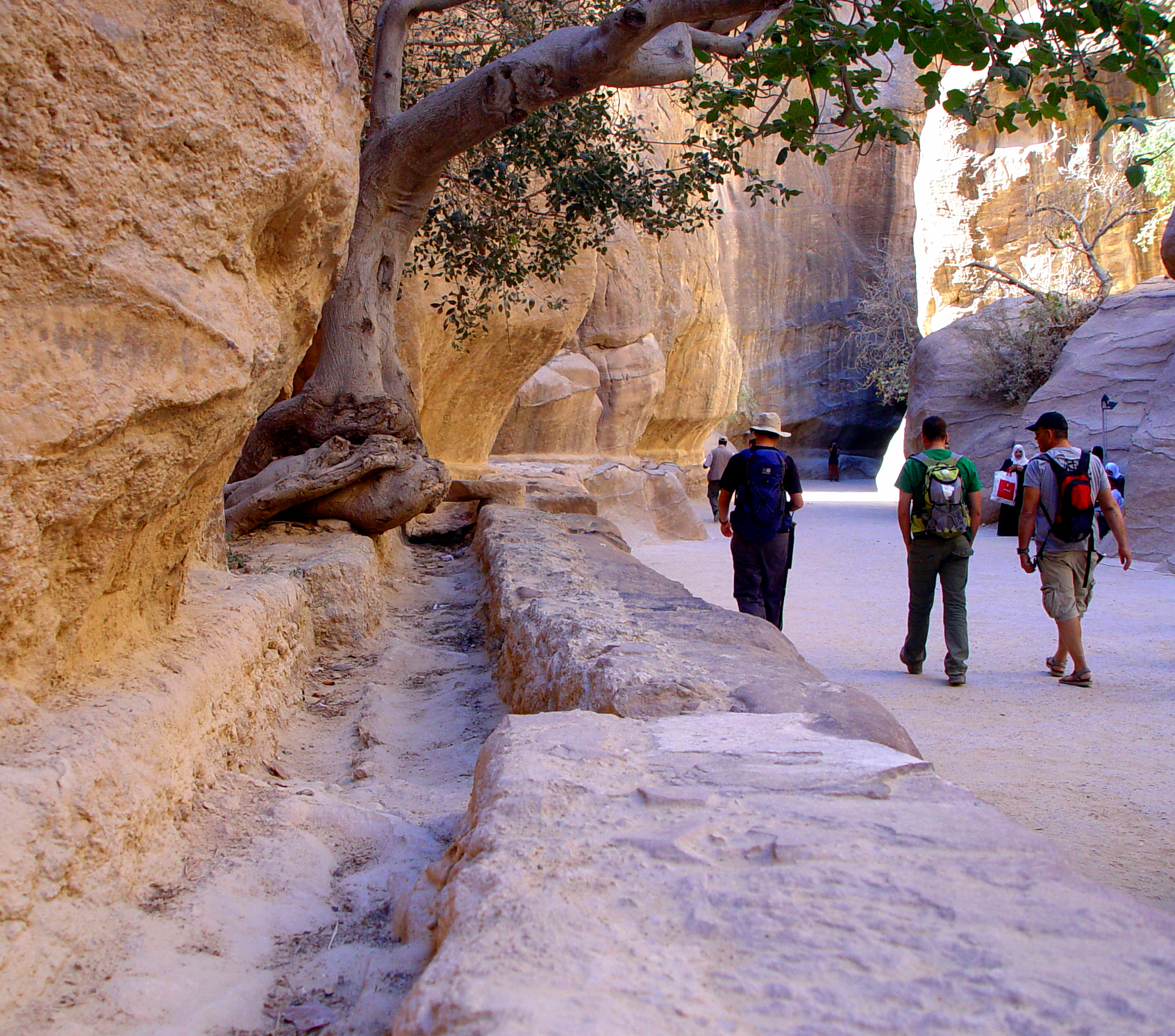

El manteniment de les infraestructures de tot el sistema hidràulic i hidrològic que proveïa Petra s'hauria realitzat amb una gestió centralitzada de l'aigua. A causa de la complexitat, de les diferents fonts de captació d'aigua, l'emmagatzematge i els mitjans de distribució, la xarxa evolucionà al llarg dels segles amb l'expansió de la ciutat, amb un manteniment regular, ben gestionat i de qualitat. «...És indiscutible que la gestió de l'aigua a l'àrea de Petra és un testimoniatge impressionant de l'establiment d'una administració central eficient, tant més notable quant que fou establerta per antics nòmades».

## Infraestructures associades amb la producció de calor

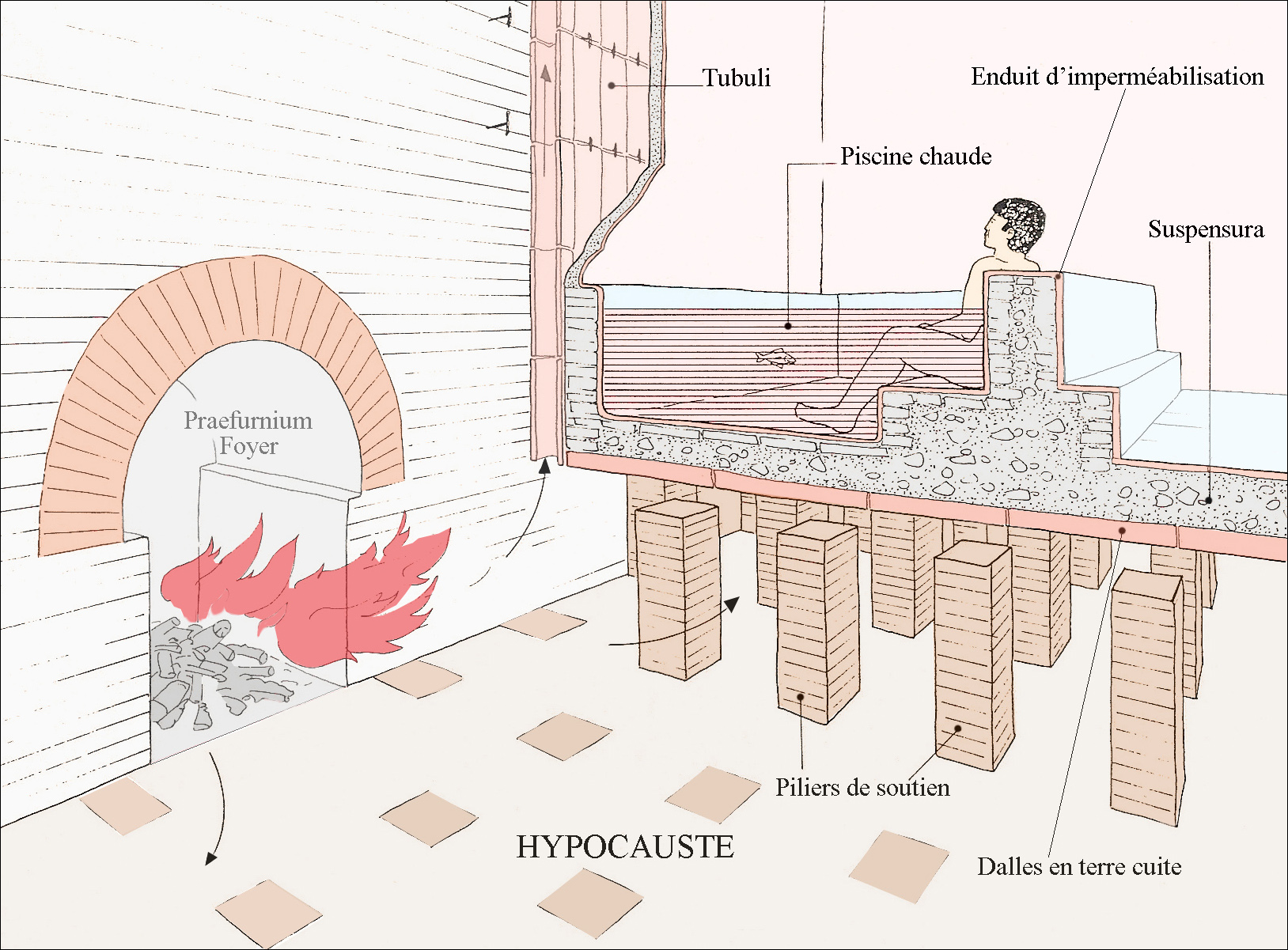
Dibuix esquemàtic que mostra el mecanisme de l'hipocaust

La producció de calor per als banys termals tenia diferents elements. El subministrament d'aigua i la producció de calor en constituïen dos elements principals. Aquesta producció de calor s'aprofitava per a escalfar certs locals, i l'aigua per als banys calents.

### Praefurnium

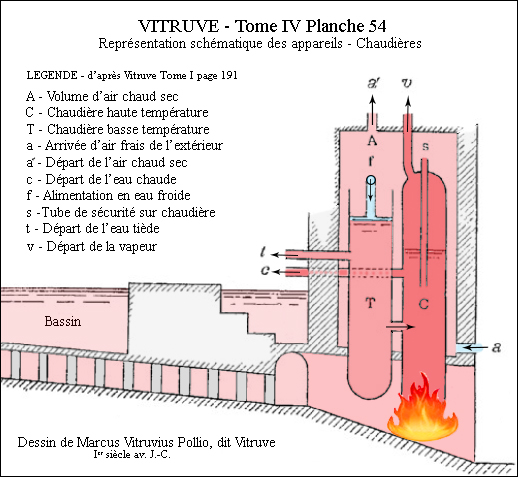
Dibuix esquemàtic de la producció de calor

La sala de calefacció o llar, Praefurnium, se solia disposar en un nivell més baix del local a escalfar, per a facilitar la difusió de la calor, com es pot veure al Biyara, uadi Sabra. Sovint s'hi considerava també el pendent natural del terreny. Alguns banys podien tenir diverses llars, com a Ez Zantur.
L'estructura d'aquesta sala de forma quadrada o rectangular tenia una obertura al costat de l'encesa i reserva de combustible, així com per al subministrament d'aire fresc, i una altra obertura a la banda de l'hipocaust, per a l'eixida de fums i gasos, i de l'aire escalfat. Els murs n'eren de pedra o rajola, segons els materials disponibles. Les parets n'eren gruixudes i el sostre solia estar voltat.

### Hipocaust

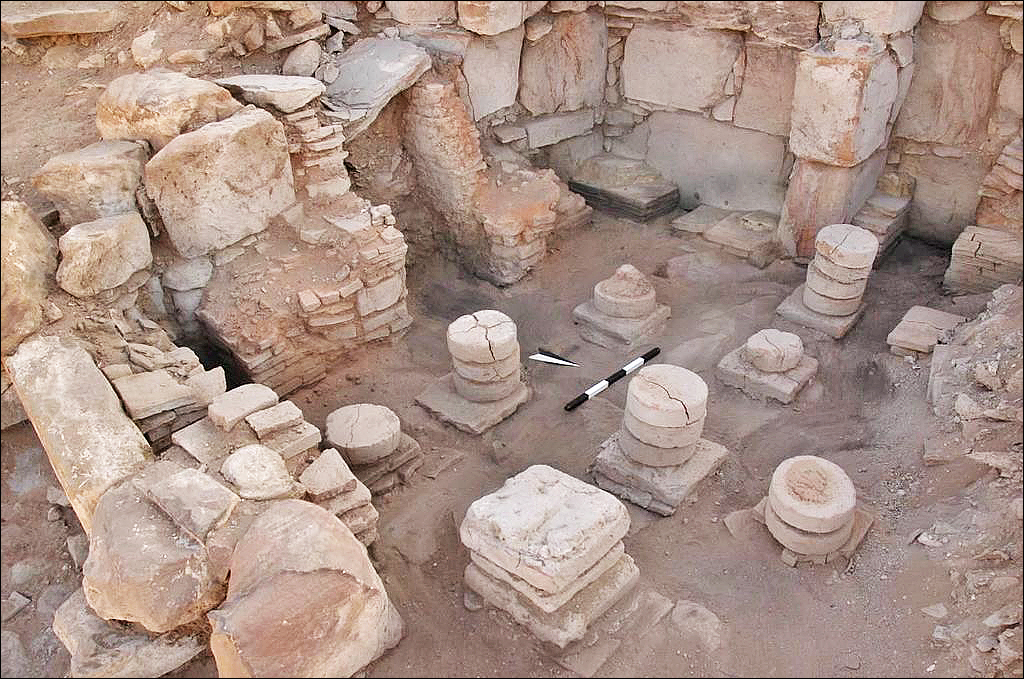
Restes d'un hipocaust, Petra

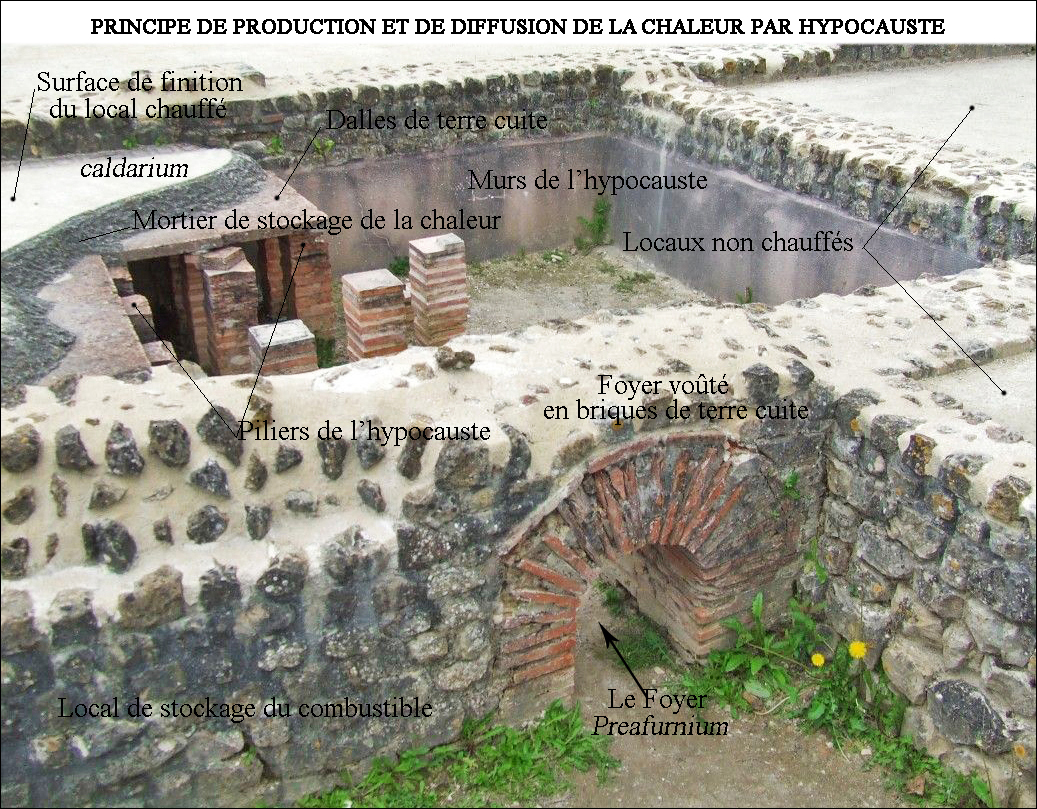
Elements de producció i difusió de la calor per hipocaust

L'hipocaust solia tenir un buit a sota de 0,50 m a 1,00 m utilitzat per a la difusió i distribució de la calor dins del local.

### Canonades

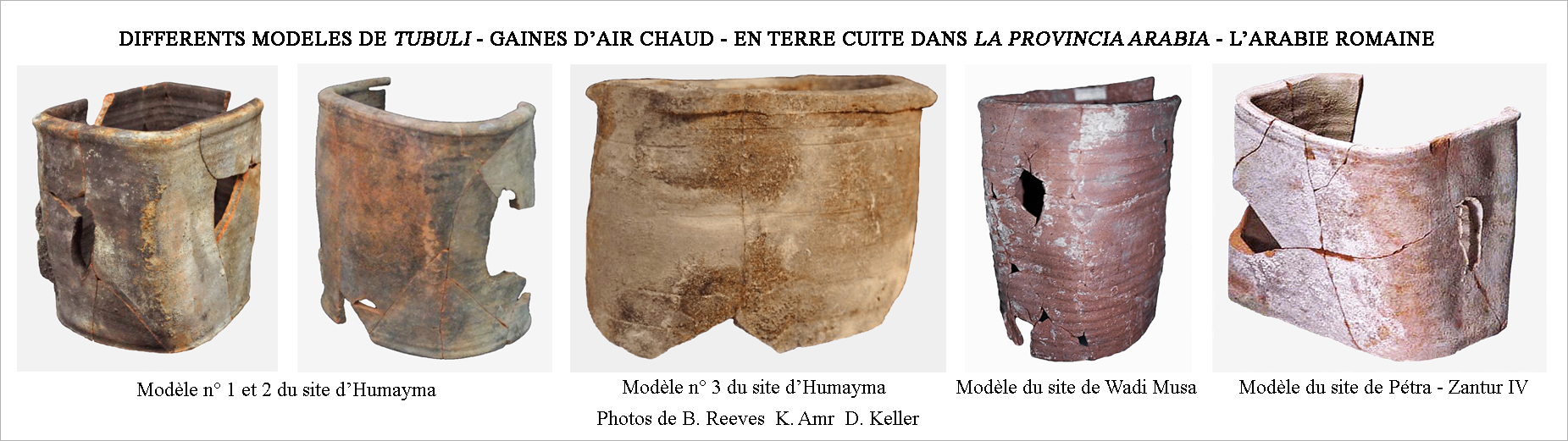
Alguns conductes d'aire calent utilitzats a l'Aràbia romana i alguns dels banys termals de Petra

La calefacció del local també es realitzava amb conductes de distribució d'aire calent denominats túbuls: conductes de terracota de diferents formes, que permeten la circulació de l'aire calent des de l'hipocaust fins a les parts superiors de les termes. Els sistemes de calefacció Tubuli eren un dels dissenys de calefacció més avançats de l'Antiguitat i es van emprar en tot l'Imperi Romà.

### Escalfament de piscines

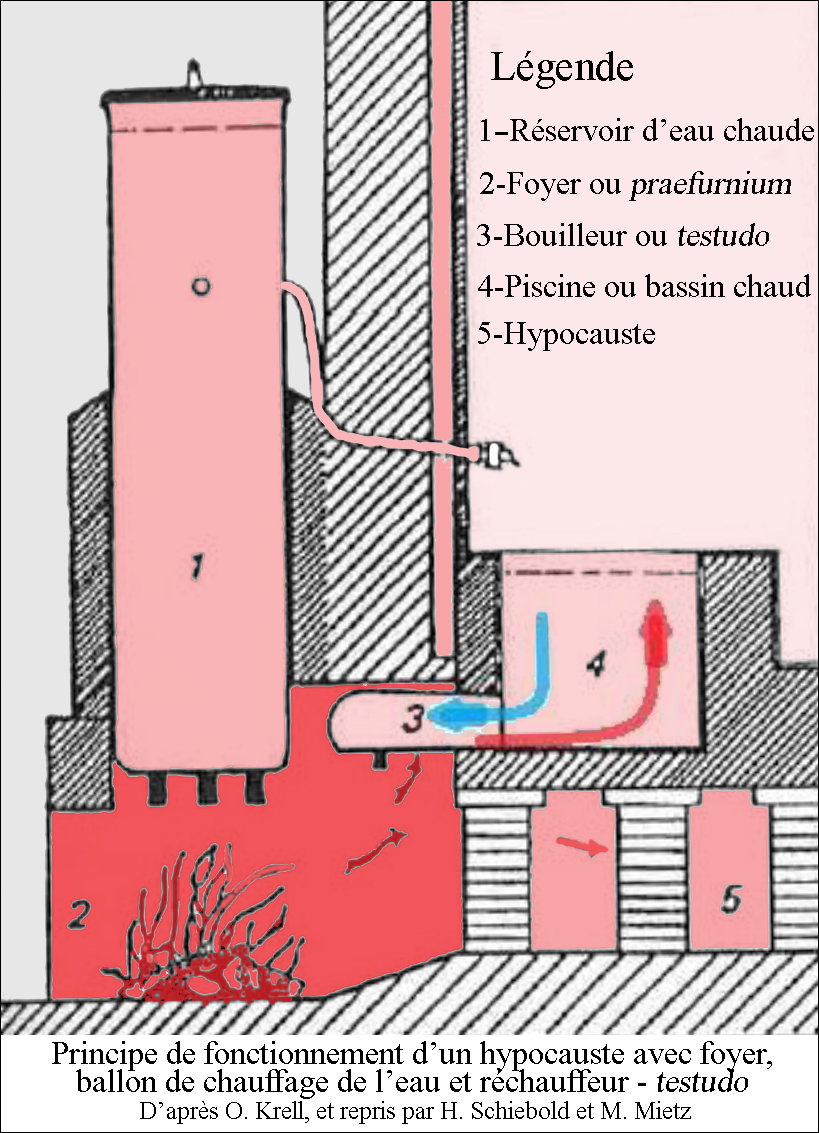
Dibuix esquemàtic de la producció de calor de les termes

L'escalfament de les piscines, proveïdes d'aigua freda per un dipòsit proper, es feia per transmissió de calor pel terra de l'hipocaust, però aquesta manera d'escalfar l'aigua no sempre era suficient. L'augment de la temperatura de la pileta o de la piscina es feia després amb calderes (tanc d'aigua calenta) col·locades damunt d'una solera que escalfava l'aigua dels banys, per al bany tebi del tepidarium i el bany calent per al caldarium. Aquestes calderes havien d'alimentar el laconicum, una cambra calenta i seca, i el sudatorium, una sala calenta i humida.

### Drenatge de les piscines

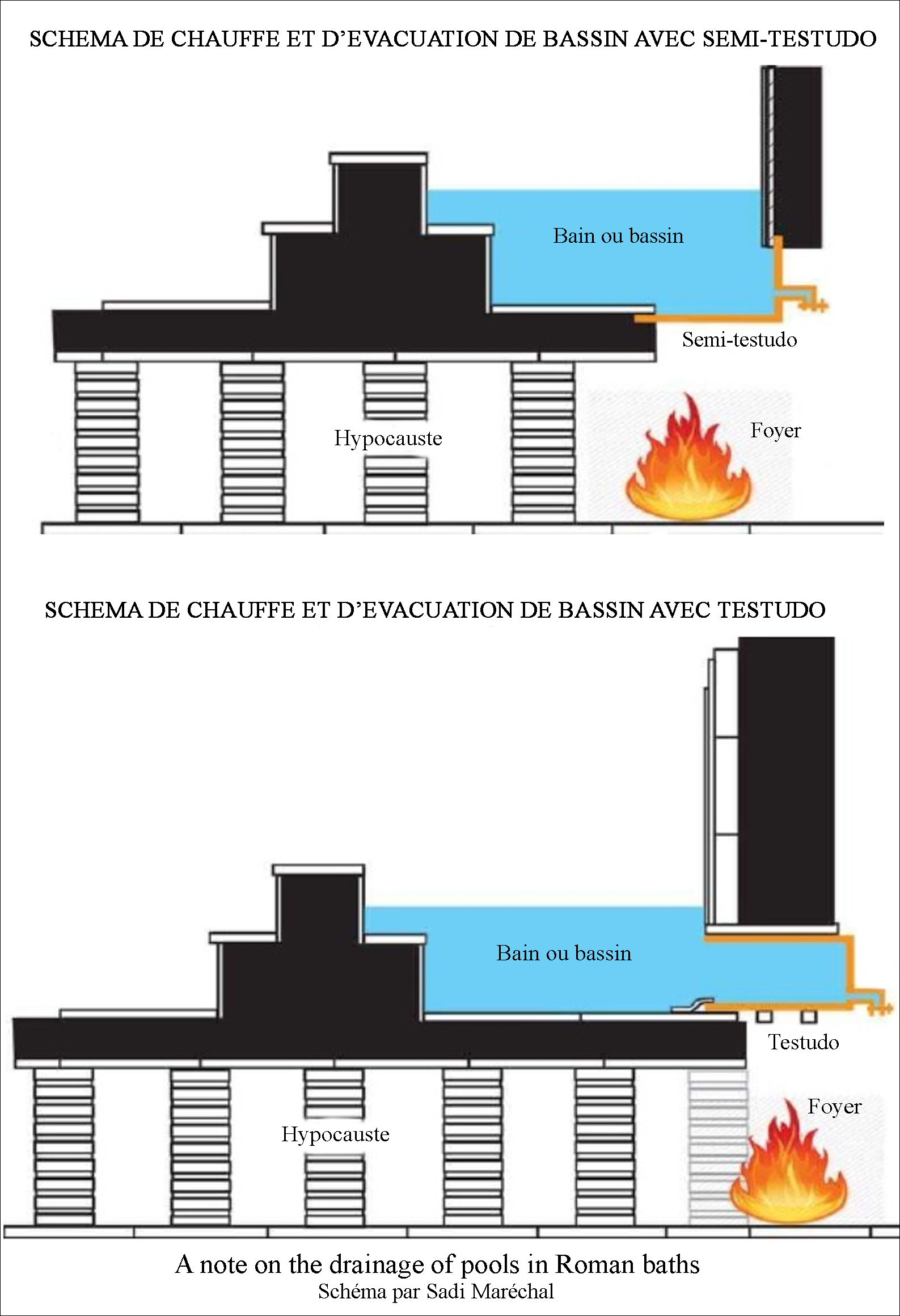
Dibuix esquemàtic de la producció de calor per a les termes romanes

El desguàs d'estanys i piscines, o banys freds, el frigidarium i el loutron, es feia segons la tècnica romana, que consistia a dirigir l'evacuació o buidatge d'aigua cap a les latrines, servint després per a l'evacuació dels residus més importants, abans de ser conduïda cap als uadis. El buidatge se'n podia fer directament a la xarxa d'aigua de la ciutat, o al uadi proper.

### Evacuació de fums

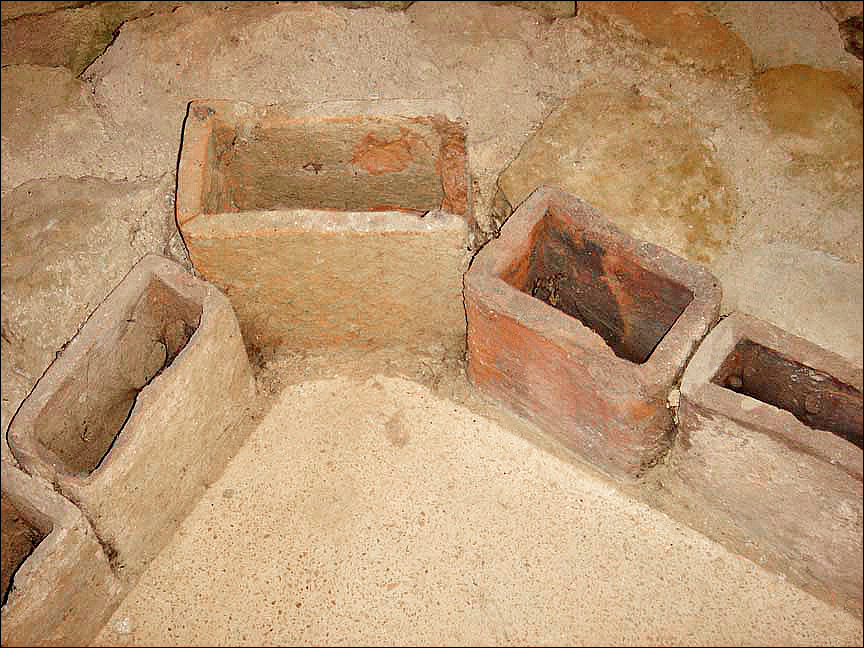
Conductes d'aire calent i del fum utilitzats en les termes romanes de Petra

L'evacuació de fums, igual que l'adequada difusió d'aire escalfat, era part integrant del bon funcionament d'un hipocaust i de tota la producció de calor del sistema. El conducte de fums es dirigia al fumeral de la part superior, o s'enviava directament a l'exterior travessant el sostre o la terrassa. La llar s'alimentava d'acord amb les necessitats de calor dels locals i piscines. Aquest treball estava destinat als esclaus, especialitzats en el bon funcionament de les termes, supervisats per un superior.

### Operació i manteniment

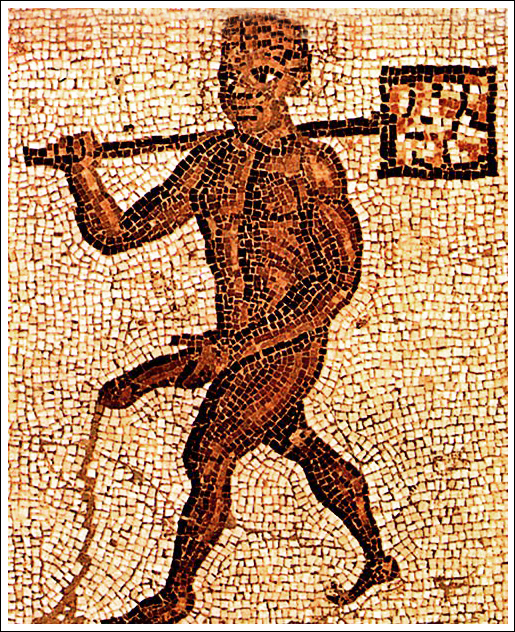
Mosaic d'un esclau carregant brases per a la llar dels banys

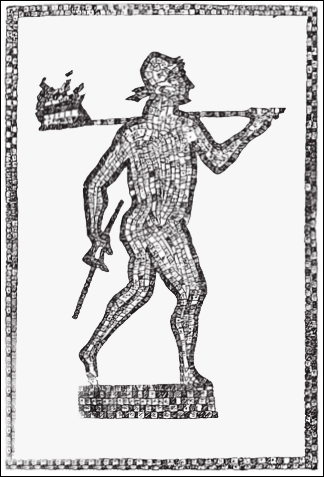
Mosaic d'un esclau en uns banys romans portant foc a la llar amb un ferro a la mà

L'operació i manteniment de les instal·lacions anava a càrrec d'equips d'esclaus, normalment allotjats a l'edifici, que  asseguraven el subministrament constant d'aigua, freda i calenta, i la correcta temperatura. Els esclaus  eren també responsables del manteniment i bon funcionament de tota la producció de calor de les termes: llars, hipocausts, conductes de difusió d'aire i de fum. Havien d'assegurar el subministrament permanent de la llar segons les hores d'ús, per a mantenir una temperatura agradable al local i als banys en el moment de l'ocupació, però minimitzant els costos d'ús del combustible.

## Arquitectes i constructors nabateus
- Apol·lodor de Damasc: arquitecte i enginyer nabateu, de la Síria romana, que va florir durant el segle II. La seua producció arquitectònica massiva li va valdre una immensa popularitat. És un dels pocs arquitectes el nom dels quals sobreviu des de l'Antiguitat, i se li atribueix la introducció de diverses innovacions orientals en l'estil imperial romà, com ara fer de la cúpula un estendard. Apol·lodor fou l'arquitecte i enginyer favorit de Trajà. Va dissenyar i supervisar la construcció del Fòrum, els Mercats, el Temple i la Columna de Trajà (el primer monument d'aquest tipus) i l'Estadi de Domicià dins de Roma. Fora de la capital, Apol·lodor va construir ponts sobre el Danubi i el Tajo, i dissenyà els arcs triomfals de Trajà a Benevent i Ancona. És l'autor de màquines de setge (Πολιορκητικά).[75][76]

- Wahb'allahii: un mestre picapedrer del primer segle que treballà a la ciutat d'Hegra.[77] Wahb'allahi era germà del picapedrer 'Abdharetat i pare d'Abd'obodat. Se l'anomena en una inscripció com el picapedrer responsable de la tomba més antiga coneguda d'Hegra, en el nové any del rei nabateu Àretes IV Filòpatris (1 abans de la nostra era - 1).[78]

- 'Abd'obodat, fill de Wahballahi, un mestre picapedrer nabateu del segle i, que va treballar a la ciutat d'Hegra.[79] Les inscripcions en cinc de les façanes de les tombes d'Hegra l'anomenen com l'artesà executor. Per les inscripcions, quatre de les façanes poden datar-se dels regnats dels reis Àretes IV Filòpatris i Malichus II. 'Abd'obodat fou un artesà reeixit. Va succeir el seu pare Wahb'allahi i el seu oncle 'Abdharetat en almenys un taller de la segona generació d'arquitectes nabateus. 'Abd'obodat és considerat el representant d'una de les dues principals escoles de mestres picapedrers nabateus, a la qual pertanyia son pare i son oncle.[80]
- 'Aftah: un artesà nabateu que es feu famós a començament de la tercera dècada del primer segle.[81] 'Aftah està testificat en inscripcions en vuit de les façanes de tombes d'Hegra i una tomba com a mestre picapedrer. Les façanes estan datades de la fi del regnat d'Àretes IV. En una de les façanes treballà amb Halaf'allahi, en una altra amb Wahbu i Huru. Una desena façana sense inscripció es va atribuir a l'escola d'escultura 'Aftah per semblances tècniques i estilístiques. És el principal representant d'una de les dues escoles d'artesans mestres d'obra de la ciutat d'Hegra.
- Halaf'allahi: mestre picapedrer nabateu que va treballar a Hegra en el segle primer. Halaf'allahi s'esmenta en les inscripcions de dues tombes d'Hegra com el mestre d'obra picapedrer responsable durant el regnat d'Àretes IV Filòpatris. La primera tomba, que es pot datar de l'any 26-27, fou creada amb el mestre picapedrer 'Aftah. Per tant, se li assigna al taller de l'Aftah. Els arquitectes i escultors nabateus eren en realitat contractistes que negociaven els costos de tombes i les decoracions. Per tant, les tombes es van executar en funció dels desigs i les capacitats financeres dels futurs propietaris. Les activitats de Halaf'allahi ofereixen un excel·lent exemple d'això, perquè se li va encarregar l'execució d'una senzilla tomba per a una persona que aparentment pertanyia a la classe mitjana baixa.

## Conservació
Petra és en la intersecció del patrimoni natural i cultural que forma un paisatge cultural únic. Des que Johann Ludwig Burckhardt, conegut com a Xaikh Ibrahim, redescobrí la ciutat en ruïnes de Petra, a Jordània, el 1812, aquesta ha atret persones que compartien l'interés per la història antiga i la cultura dels nabateus, i viatgers, pelegrins, pintors i erudits. No fou, però, fins a la fi del segle XIX que els arqueòlegs se n'acostaren a les ruïnes. De llavors ençà, excavacions periòdiques i la recerca en curs sobre la cultura nabatea han estat part de Petra, el lloc del Patrimoni Mundial de la UNESCO de hui.  Al Parc Arqueològic de Petra, un nombre cada vegada major del patrimoni cultural nabateu està exposat a l'impacte ambiental. Un tema central n'és la gestió de l'aigua que impacta en el patrimoni construït i les façanes excavades a la roca. La gran quantitat de descobriments i l'exposició d'estructures i troballes exigeixen mesures de conservació que respecten la interconnexió entre el paisatge natural i el patrimoni cultural, perquè aquesta connexió és un repte central en aquest lloc del Patrimoni de la Humanitat de la UNESCO.

### Conservació del patrimoni cultural
En els darrers anys es van establir campanyes i projectes de conservació en el lloc del patrimoni cultural de Petra. Els treballs principals se centraren en la situació de l'entrada del Siq per a protegir els visitants i facilitar-ne l'accés. També s'hi feren projectes de conservació i recerca en preservació:
- 1958: restauració del tercer pilar de l'edifici del Tresor (Al-Khazneh) per part de la USAID nord-americana.
- 1974-1990: treballs de conservació en l'àrea excavada del Temple dels Lleons Alats;
- 1981: treballs de restauració per part del Departament d'Antiguitats de Jordània;
- 1985: treballs de restauració en el Temple Qasr El Bint pel Departament d'Antiguitats de Jordània;[90]
- 1990-1998: excavació i conservació de l'església romana d'Orient pel Centre Americà de Recerca;
- 1992-2002: Centre de Conservació i Restauració a Petra, Projecte GTZ alemany;[91]
- 1993-2000: excavació, conservació i restauració del Gran Temple, finançat per la Universitat de Brown, Estats Units;[92]
- 1996: restauració del Siq i rehabilitació del sòl pel Fons Nacional de Petra fundat pel Jordanian-Swiss counterpart Fund, la Swiss Agency for Development i el World Monuments Fund.;[93]
- 2001: restauració de l'altar enfront del Casr Bint Firaun per la UNESCO;
- 2003: pla de conservació i manteniment dels antics sistemes de drenatge per a protegir les façanes excavades a la roca;[87]
- 2003-2017: avaluació de la dessalinització i restauració en les façanes de les tombes;
- 2006-2010: preservació i consolidació de les pintures murals de Siq al Barid pel Petra National Trust en cooperació amb el Departament d'Antiguitats de Jordània i el Courtauld Institute of Art (Londres);
- 2009: rehabilitació del Temple dels Lleons Alats (pel The Temple of the Winged Lions Cultural Management, el Parc Arqueològic de Petra i el Departament d'Antiguitats de Jordània; 2016-2019: conservació de pintures en parets i escultures de la Petra nabatea "Projecte de Conservació de Pintures de Petra, finançat per la Fundació Alemanya de Recerca (Projecte número 285789434), la Deutsche Forschungsgemeinschaft (Projecte número 285789434).[94][95]